# OVERLORD角色列表
《OVERLORD》（日语：オーバーロード）是日本小說家丸山黃金創作，繪師so-bin繪畫的輕小說，本條目為OVERLORD小說、漫畫及動畫中登場角色的角色列表。
主要角色之譯名原則以台灣角川代理之中文版小說為主。

## 安茲·烏爾·恭
是網路遊戲「YGGDRASIL」中的公會之一。成員共41人，是一個擅長PK的公會。

### 無上至尊
「安茲·烏爾·恭」的公會成員，NPC們稱為「無上至尊」、「至高的41人」。

#### 最初的九人
安茲·烏爾·恭／飛鼠（Ainz Ooal Gown／Momonga，聲：日野聰）
種族等級：骷髏魔法師Lv15、死者大魔法師Lv10、死之統治者Lv5等。
職業等級：死靈法師Lv10、巔峰不死者Lv10、日蝕Lv5等。
種族(40)+職業(60)綜合等級是100級。
別稱：「擁有骷髏外表的最強魔法詠唱者」。
職位：至高无上的41位至尊之一、纳萨力克地下大坟墓的统治者、安茲·烏爾·恭魔導國國王
住處：地下第九层的房间。
屬性：極惡(正義值：-500)
本作主角。男，身高177cm。
潘朵拉·亞克特的創造者。
「安茲·烏爾·恭」公會的會長，本名鈴木悟，現實中是一名忙碌的業務員，在小說第一冊末尾以公會之名作為自己的新名字，以展現繼承同伴意志的決心及向其他可能的穿越玩家昭示存在，是個重度課金玩家。在web版與文庫版學經歷略有不同。
雙親因過勞死早已不在，無親無故地過著孤獨的生活，在對現實沒啥依戀的反面非常珍視與公會成員間的友情，即使成員逐一離開後依然維持著公會等待他們歸來。
在來到異世界的同時，身體變為「YGGDRASIL」中死者大魔法師的骷髏樣貌（Web版為附著著一層乾枯皮膚的乾屍），並保有遊戲中的全部能力與魔法。感情也未完全喪失，仍有基本的喜怒哀樂，只有在情緒高昂(例如暴怒、大笑)之時被壓抑而冷靜下來。失去食慾、睡意(但有因壓力造成的心理疲憊感)、對人類的同情程度弱化等非人化的變化。從故事可知對於回到原本世界已經非常消極。
算講理且有器量(但對於異世界的「反對者」則是徹底無情)，沒有虐待他人為樂的惡癖，與一般人有所深交時也多少會顯露溫情。雖在涉及納薩力克大墳墓利益時仍會下達殘酷的決定，但面對屬下觀念極端的NPC們，更多的時候是在擔任採煞車的角色，且因現實世界設定為剝削現象嚴重、生態汙染、壓抑人性的反烏托邦社會，為了生存故個性上也偏向自私、極度排外與勢利。本人會做出許多周遭角色認為大公無私、一切皆為人著想的判斷，但實際上是在可取得某些好處的前提下做出的決定，對於有可能危害自身利益或妨礙計畫的非我族群角色，也會輕易下令全部殺害或乾脆見死不救，甚至也可大屠殺王國數百萬人。
深思熟慮，但由於教養的缺乏(在教育費用昂貴的未來僅取得小學學歷)而常有思慮不及或誤解他人意思的情況，雖然本人也有自覺並努力精進，但在面對屬下意外的提問與獻策時仍常得靠裝模作樣來矇混過關並因此深感不安。但在另一方面，在交涉上卻頗能善用業務員的經驗，其毫不傲慢的簡單正論反而常令與之交涉的人物們感到無從抵駁甚至產生好感。將納薩力克內的一切視為昔日同伴遺留的珍貴寶物，並把諸NPC視作公會成員的孩子地疼惜，也因此贏得諸守護者的敬愛。穿越後一直以保護納薩力克為第一優先地慎重行事，一直以提防未知勢力為前提秘密蒐集情報，並時常為情報與資金的不足感到苦惱。但逐漸掌握周邊局勢後，也慢慢展開張揚的檯面上活動（雖然這是守護者誤解其意所致）。在樓層守護者們的謀策與擁戴下於文庫版第九集正式建立國家，並採納科塞特斯的建議自封為「魔導王」。
在「安茲·烏爾·恭魔導國」建國後幾經思考，決定將魔導國打造成各種族都能和平共存的國家(但中心理念其實並未出自和平，而是完美的絕對統治)。在將國政交給雅爾貝德等智者的同時，(半逃避責任的)親自展開實現其理想的行動，以迅雷不及掩耳的速度接連完成了屬國化帝國、為矮人王國奪回首都並建立國交、降伏盤踞北方山脈的霜龍及掘土獸人等偉業，並著手冒險者公會的組織再造。
立國一年後，接見因國土遭到魔皇·亞達巴沃入侵而前來求援的聖王國解放軍，面對對方請求派出漆黑英雄·飛飛的要求，提出了以接收女僕惡魔與不屬於聖王國的魔法道具為條件的一人親征替代方案。於陣中接連以壓倒性的力量化解解放軍的危機，卻也因沿途的消耗(名目上的理由)導致在首次對決中敗給亞達巴沃。雖然一度傳出死亡的消息，但竟在失蹤期間解放了同遭亞達巴沃奴役的東部丘陵，並帶領被拯救的亞人大軍於聖王國與魔皇的最終決戰歸來，於二次交鋒中擊敗亞達巴沃，並因偉大的功績與形象在信仰虔誠的聖王國創造出有如宗教崇拜的浪潮。
在第十六卷末，從絕死絕命的記憶中得知教國是夏提雅洗腦事件的元凶後，憤怒地向所有的階層守護者們下令「除了負責守衛納薩力克的成員以外，全員立即放下手邊的工作並全力將教國殲滅」。
取名字的品味很糟，名作有『倉助』、『布紐佩扭子』和『小滑滑』、『終極超級流星』(借給寧亞·巴拉哈的弓)等，遊戲時代提議要幫公會命名為「異形種動物園」時甚至引起了公會成員們的驚慌。
於2016年9月15日人氣投票結果，以37,654張票得到第一名
飛飛（Momon）
穿著黑色全身鎧的冒險者，是安茲用來在異世界蒐集情報、賺取外匯與消除壓力所製造的假身份。
穿著的鎧甲與巨劍都是安茲用魔力製造的魔法裝備，在偶爾需要脫下頭盔時會用幻象製造出臉孔。雖然並非戰士，但因為等級封頂，所以累積的基本體能相當驚人，單就臂力而言已達到英雄的等級，但在面對有經驗的戰士時就會曝露出缺乏經驗的弱點。經訓練後身手已大有長進。
與同伴娜貝達成了收服森林賢王、討伐招喚巨大不死者集團之首腦、擊敗強大吸血鬼、擊退襲擊王都的大惡魔等難以想像的功績，而在極短的時間內從最底層的銅牌成為王國境內僅有三組的精鋼級冒險者之一，被人們稱作「漆黑的飛飛」及「漆黑英雄」。
由於有著「先累積良好的名聲，最後再一口氣將飛飛的功績歸功於納薩力克地下大墳墓」的打算，因此在外扮演著大器且親切的強者，在其主要活動的城市耶·蘭提爾以及冒險者之間擁有相當好的風評。
而後，在耶·蘭堤爾遭到納薩力克佔領時，藉由演了齣挺身為庇護平民而向安茲臣服的戲，成為了魔導國安定居民不安情緒的柱石。
Web版中是長相普通的男村民，冒險者新手，由還算能圓滑處事的娜貝拉爾偽裝而成，沒有一身漆黑的全身鎧，只是在村衫內穿了一件鏈甲衫，全身上下只有金屬手套是魔法道具。
安茲不方便時會請潘朵拉代班，魔導國於第十卷建國後更是全權委託給他負責。
塔其·米（Touch Me，聲：置鮎龍太郎）
別稱：「純銀聖騎士」
公會中最強的男人。擁有戰士系最強職業，全遊戲僅有9人擁有"世界冠軍"，排位第二名（依贏得大賽順序排名），但與第三名比試時輸給第三名。贏得世界冠軍時選擇純白鎧甲作為獎賞。web版直言是全遊戲前三強，亞爾夫海姆的世界冠軍。
種族是昆虫系(推測為蝗蟲)。塞巴斯·強的創造者。
救了因身為異形類種族而被不斷PK的飛鼠，成為後來飛鼠加入公會的契機。有著遇見困難的人必須伸出援手幫助人，糾結於「正義」二字的個性。
在現實世界中有著青梅竹馬的美女妻子和女兒，本人長得很帥，而且家很有錢，職業是警官，完全的人生贏家，但曾經因為遊戲的問題和妻子吵過架。
本來是成員中類似老大哥般的存在，但後來由於發生「某事件」後地位下滑，而後在公會成立時推薦飛鼠擔任公會會長。特典中對「某事件」透露的消息是，他、烏爾貝特、不知名的最初九人之一，3人之間發生了某事後導致那位不知名的人永遠退出遊戲。
與web版相比，文庫版的塔其·米強度有所減弱，web版世界冠軍可以和一般最高階玩家最多5人對峙（排行靠前的3人、靠中為4人、靠後為5人），文庫版因為作者自己也覺得網遊能一挑四太離譜，最後改成說如果是一挑四名低階玩家中的下位說不定能贏？
配合姿勢，身後會出現「正義降臨」的文字特效(一個字50円)和爆炸特效。喜歡150年前節目的假面英雄(暗示假面騎士)。
武人建御雷
別稱：「The 武士」
外表是武士造型，種族是半魔巨人(拿非利人)，跟貳式炎雷的交情很好。科塞特斯的創造者。
自身持有許多武器，如<斬神刀皇>、<建御雷八式>等，並把武器知識全數教給科塞特斯。
一開始是被塔其·米的強大所吸引而加入，後來目標改為希望能做出足以擊敗塔其·米的武器，但在達成目標前，塔其·米已離開遊戲。由於目標已經離開，因此其做出的終極武器失去了測試的目標對象，目前被放在寶物殿深處的靈廟當中。
擁有劍聖這個職業，跟貳式炎雷一樣，擁有頂級的攻擊力但是防禦力低下。
攻略納薩力克時與飛鼠同一隊。
被貳式炎雷、古一暱稱為阿建(建やん)。
很會取名。
貳式炎雷
別稱：「The 忍者」
外表是典型的忍者，種族是半哥雷姆(ハーフ・ゴーレム)，跟武人建御雷的交情很好。娜貝拉爾·伽瑪的創造者。
公會中爆發攻擊力最强的成員，持有<天照>、<月讀>兩把小太刀以及點滿攻擊力的超巨大忍刀<素戔嗚>。
為最早發現納薩力克地下大墳墓的人。
極端重視速度和攻擊力，防禦力非常低，被布妞萌稱為腦子有問題。
攻略納薩力克時與飛鼠同一隊。
由於沒花心思設計角色外觀，因此角色外觀呈現滑溜溜的樣子。
天目一箇
別稱：「美食家鍛造師」
外表是頭戴蟹殼的鍛造師，種族是半蟹人，跟塔其·米一樣喜歡假面變身英雄捏他而加入。
鍛造系職業，集團時代並非整天待在工房裡，而是可以勝任某種程度上的戰鬥，攻佔納薩力克後才將職業轉為完全鍛造系特化。
熱愛美食好菜，常見到他在鍛造實驗前吃增益食品的樣子，將自己設定成是納薩力克鍛造系NPC的大師傅。
棄坑時將BOSS掉落的超稀有工藝品<短杖大師戒指>送給了飛鼠。
古一（Ancient One）
以YGGDRASIL「最正確的遊戲方式就是投身到危險之中啊」支持公會最初的活動就去攻略初見迷宮。
???
與烏爾貝特交情不錯。
似乎和塔其·米對立並被趕出去，從此不再玩YGGDRASIL。
Wish Ⅲ
詳細不明。
扁平足
職業是暗殺者。
喜歡平胸的女性但並非是蘿莉控

#### 集團時期加入的成員
翠玉錄（Tabula Smaragdina）
別稱：「大鍊金術師」
種族是食脑者。
公會中屬於頭腦派，喜愛設定的狂人，製作了公會中兩成的機關，但卻吃掉了大量的數據量，因此必須自掏腰包來擴充。
喜歡反差萌，有著豐富的傳奇神話大小知識的完美主義者，平常給人頗有條理的印象，但如果與其深入交談後，可以發現他其實是屬於個性強烈的人。
雅兒貝德三姐妹的創造者，命名似乎跟鍊金術術語有關。Web版中希絲的創作者。
以付費道具私信公會長非飛鼠不可的三人之一。
以魔法攻擊力上來說超過飛鼠。
佩羅羅奇諾（Peroroncino，聲：立花慎之介）
別稱：「爆擊之翼王」
種族是鳥人(バードマン)。
蘿莉控，夏提雅·布拉德弗倫的創造者。公會中與飛鼠交情最好的玩家。
泡泡茶壺現實世界中的親弟弟，屬於在姐姐面前抬不起頭的類型。
曾嘲笑姊姊平胸沒男人喜歡而被泡泡茶壺威脅，要爆料他12歲時幹過的糗事，被嚇到趕緊道歉。
身为弓兵特化的角色，持有名為<后羿弓>的武器，擅长从超远距离狙擊，但在狹窄空間战斗能力会有所下降。
是名曾做過「技术的发展会最先被用在军事领域上，然后就是色情和医疗。这足以证明色情无可争辩的伟大」宣言的色情愛好者，似乎常買H-Game來玩。但是發現想買的H-Game中有時會有姊姊的配音，會讓性慾和購買慾大幅下降。
是所謂的完美角色培養型玩家，喜好追求更上一層的強度，曾是最早提出不氪金的人之一，不過之後為了不因角色特效而犧牲裝備數據量也氪金了。
布妞萌
別稱：「PK&PKK擔當軍師」
種族是植物系魔物(ヴァイン・デス)。
安茲·烏爾·恭裡被稱為諸葛孔明的男人。
公會中屬於頭腦派，擅長制訂各種戰術，擁有擔當指揮官的能力，曾制訂公會裡PVP戰的基本準則，私底下曾經傳授飛鼠PVP戰的技巧。
重度玩家的他玩過各式各樣遊戲得到各種知識，戰術開發方面是安茲·烏爾·恭首屈一指的人物。
從事時間長，但閒暇之餘很多的工作，會利用時間去蒐集各種遊戲情報，認為「勝負在戰鬥開始前就已經決定了」，所以情報收集是基本中的基本。
以付費道具私信公會長非飛鼠不可的三人之一。
泡泡茶壺（Bukubukuchagama，聲：後藤邑子）
別稱：「黏液巨盾」
亞烏菈·貝拉·菲歐拉和馬雷·貝羅·菲歐雷雙胞胎的創造者。
公會僅有的三名女性成員之一，三人經常在第六層的大樹樹屋裡聊天。
現實世界中的真實身份是名實力派聲優－藝名：風海久美(不過加入公會時尚未成名)，也有接H-Game的配音工作。在成名前似乎很胖，所以很忌諱人家稱呼她泡泡醬(ぶくぶく日文中另有胖的意思)，但減肥成功之後變得很漂亮。
在遊戲中會故意用聲優工作時音調較高的聲音講話，但在生氣時會不經意露出較低的音線。
曾因選擇的異形種史萊姆造型不討喜而找不到玩家組隊(曾被自己的弟弟佩羅羅奇諾調侃作「粉紅色肉棒」)，但在塔其·米的主動邀請下成為了公會的一員，使用的角色在大半的能力都極差的反面卻有著超群的防禦力，並搭配上其高超的操控技巧而更加強力，同時擁有優秀的指揮能力，攻略納薩力克時為飛鼠隊指揮官。
與佩羅羅奇諾是姐弟，且因為弟弟的關係和飛鼠交情也很好。
飛鼠手上持有由她半惡作劇配音的報時手錶，後來賜給了亞烏菈。
夏提雅等守護者將她的聲優工作誤認為是以語言賜予生命的言靈使一類的職業。
貝魯利巴（Bellriver）
別稱：「大喰者」
種族是(体中に口がある肉の塊)，職業是魔法劍士。
公會中屬於頭腦派，第九層大浴場的製作者，Web版裡的策士。
開玩笑說「來征服YGGDRASIL的中一個世界吧」的其中一人。
以付費道具私信公會長非飛鼠不可的三人之一，對初見納薩力克就攻略這主張小有不滿，但率先低頭後反對派也紛紛同意參與。
現實世界中，因為得到掌握世界牛耳的巨大複合企業的不利情報而封口殺死。其死亡被當事故處理，情報本身則傳到某人手裡。
烏爾貝特·亞連·歐德爾（Ulbert·Alain·Odle，聲：吉野裕行）
別稱：「大災厄惡魔」
公會成員當中對「惡」字最執著的人。迪米烏哥斯的創造者。
公會中法師系最強，種族是有著山羊頭的惡魔系怪物。
和塔其·米感情不好，兩人的對立是因對現實世界中烏爾貝特的嫉妒有關，曾自嘲是無聊的嫉妒(由於現實中屬於弱勢，雙親跟飛鼠的雙親一樣因工作關係發生意外，死無全屍，故敵視天生贏家的塔其·米)。在塔其·米和最初九人中的一人間產生對立事件之後，疑似更加嚴重。
開玩笑說「來征服YGGDRASIL中的一個世界吧」的其中一人。
曾是提出不課金聯盟的人之一。
具有稱為 "世界災禍" 這個YGGDRASIL中也只有特定的人數才能成為的殲滅系攻擊魔法職業(想要成為這個職業必須殺死就任這個職業的人來奪走資格)。
攻略納薩力克時與飛鼠同一隊。
可變護身符（Variable Talisman）
別稱：「永不卸甲」
種族是蜈蚣群（百足群），開玩笑說「來征服YGGDRASIL中的一個世界吧」的其中一人。
13卷提到有泡泡茶壺或他在，就不會讓後衛受到傷害，推測為防禦職。但蜈蚣群適合盜賊系職業，本人卻中意外型搭配，因此綜合能力的水準完全是二流以下。
夜舞子（Yamaiko）
別稱：「頭不好壯壯老師」(脳筋先生)
種族是半魔巨人(拿非利人)。
由莉·阿爾法的創造者。
公會僅有的三名女性成員之一，三人經常在第六層的大樹樹屋裡聊天。
在現實世界裡是名教師。持有附有擊飛效果的鐵拳武器<女教師的憤怒之拳>，精神系魔法吟唱者，另外也會治癒魔法。
其妹妹小明美（遊戲名稱）由於不是異形種(人類種族的森林精靈)而無法加入姊姊的所屬公會，但時常會來大墳墓做客。
曾只花了一頓午餐的錢就抽到了飛鼠花了全部獎金才抽中的超稀有道具，在飛鼠心中留下了很大的陰影。
妹妹是个天才，但由於妹妹非常尊敬自已，反而跟妹妹很好。曾經被同是女性的後輩告白過。
面對敵人有著先打一拳再說，萬一不是對手再逃跑就好了的個性。被稱為「腦子裡也都是肌肉」的女性。
攻略納薩力克時與飛鼠同一隊。
人物原形為作者多年前投稿TYPE-MOON，後被收錄在月姬FAN DISK『歌月十夜』的短篇作品「黎明」中的角色山瀨姊妹。
黑洛黑洛（Herohero，聲：間島淳司）
種族是史萊姆種中最強最古老的「古代漆黑黏體」。
索琉香·愛普史龍的創造者，也是設計納薩力克41名女僕的三名原畫師之一，負責AI設計和三分之一的人造人女僕製作。
具有修行僧的職業，但因為史萊姆的特性導致臂力低下，攻擊力相當微妙；相對的原本酸蝕能力變得更加強力，連具有抗性的武裝都能融蝕。
由於工作之故已有2年未登入遊戲，遊戲最後一天回應飛鼠號召出現的最後一名公會成員。
在現實中因為工作的黑心企業的壓搾而身心俱疲，即便在遊戲時也常想到工作，甚至用計算機用語替NPC取名。
白色髮飾
設計納薩力克41名女僕的三名原畫師之一，曾以插畫維生，在月刊雜誌連載漫畫的公會成員，發表過「女僕服是決戰兵器」的宣言。
用英文序數替女僕取名。
藍色星球
比誰都更熱愛大自然的男子，為了欣賞在現實世界不復存在的景色，才玩YGGDRASIL。參加過網聚，鈴木悟形容他本人有如岩石的臉。
第六樓層主題的設計者，也有協助第九層大浴場的製作。
職業是森林祭司，能使用信仰系第十階位魔法〈自然の避難所〉，攻略納薩力克時使用的武器是鏟子。
Web版是科塞特斯的創造者。
底格里斯·幼發拉底
迷宮探險時打前鋒的人，擅長盜賊系的技能。
源次郎
負責整理寶物庫的人，在現實卻有著亂糟糟的房間。
安特瑪·巴西麗莎·澤塔的創造者
音改
擁有商人技能。
酸辣湯
製作了納薩力克學園的成員。
NOOBOW
提案用熱質石做出最強哥雷姆。
因為屬於探知系特化的人物，集團時代被稱為「九人的自殺分之眼」。
獸王湄公河
露普絲蕾琪娜·貝塔的創作者。
節制
五大最惡之一「性格最惡」樂師查克穆爾的創作者，私下對NPC自稱「黑闇曲調」。
石榴石
納薩力克機關設置者之一，希絲的創作者。
十三卷安茲在思考希絲裝備提到他，"從那些希絲們不就是單純的機關嗎"推測，同時也是希絲口中的博士。
漫畫版第六集結尾，由莉等人在討論如何增加安茲的異世界資金時，希絲曾提議賣掉他收集的寶物，因此推測他可能有收集寶物的習慣。

#### 之後加入的成員
路西★法（聲：伊藤健太郎）
別稱：「天使人偶，納薩力克的搗蛋鬼」
持有過剩超稀有金屬的人，並拿來制作72柱惡魔，但只做了67個就半途而廢。
Web版裡偷拿了短缺的稀有金屬幫恐怖公做了座騎，安茲得知後有點不悅。
擁有制作的才能，喜歡做一些捉弄人的小陷阱，曾設計出很強的哥雷姆，但是AI有缺陷而暴走甚至攻擊公會成員，飛鼠至今仍認為是故意的。
「公會裡最大的問題兒童」、「不知哪裡來的笨蛋」、「難以應對的男人」、「讓人不太喜歡的男人」……以上是安茲想到他時的評語，但如今對安茲來說也是很有趣的回憶。目前動畫中只出現在自己作的溫泉石像所發出的聲音。
開玩笑說「來征服YGGDRASIL中的一個世界吧」的其中一人。
紅豆包麻糬
艾克雷亞·艾克雷爾·艾伊克雷亞和佩絲特妮·S·汪可的創作者。
公會僅有的三名女性成員之一，三人經常在第六層的大樹樹屋裡聊天。
克·杜·格拉斯
名字是法文慈悲一擊（coup de grâce）的意思，設計納薩力克41名女僕的三名原畫師之一。
用法文替女僕取名。
死獸天朱雀
無上至尊中最年長的人，在現實世界擔任大學教授。
PK時特別起勁的原因是將對方當成素行不良的學生。

### 樓層守護者
納薩力克地下大墳墓NPC的頂點，除了威克提姆和高康大以外全部擁有「YGGDRASIL」中角色綜合等級（種族Lv+職業Lv）上限的100級，在原始遊戲中幾乎是作為各樓層最終頭目的存在。但在隨安茲一起穿越到異世界後成為了活生生的個體，基於創造者們賦予的角色設定而擁有多采多姿的性格，並在一定程度上投射了創造者的個性，此外由於公會原本的反派角色定位，大多數都對人類持蔑視態度。
雅兒貝德（Albedo，聲：原由實）
種族等級：魅魔Lv10等。
職業等級：守護者Lv10、黑色護衛Lv5、邪惡騎士Lv10、護衛之主Lv5等。
別稱：「溫柔體貼的純白惡魔」。
種族(30)+職業(70)綜合等級是100級，角色創造者為翠玉錄，在Web版沒登場。文庫版新增角色。
職位：纳薩力克地下大墳墓的守護者總管、王妃（自稱）
住處：王座之間->地下第九層的一個預備房間
屬性：極惡《正義值：-500》
女，身高170cm。
白衣黑髮黑翼的女性惡魔，總是面帶溫柔微笑的絕世美人，但在小說第一、八卷被間接提及擁有野獸般的變身型態，並曾因此被夏提雅譏諷為「大嘴猩猩」與「怪力女」。擁有在軍事層面之外完美管理納薩力克事務的才能，平時擔任安茲的輔佐者，在安茲外出時則以代理人的身份管理大墳墓，魔導國建國後同時身兼宰相之職。
在納薩力克四名近戰特化的NPC中以無懈可擊的防禦著稱。持有神器級鎧甲－<赫尔梅斯·特利斯·美吉斯特斯>，並因翠玉錄的私下賜予而在穿越之初即持有世界級道具－<地獄深淵>。
由於創造者翠玉錄旺盛的設定癖及對反差萌的喜好，而在龐大的角色設定的末尾加上「同時是個賤人」的設定。在遊戲營運關閉前飛鼠抱著「反正是最後了」的心態將其更改為「至今愛著飛鼠」，結果在穿越後對安茲（飛鼠）抱持著濃烈且略顯異常的愛意，並因此作出許多令安茲及同伴為之啞然的奇行，即使安茲告知其愛慕是由於更改設定所致，本人卻絲毫不在意並顯得十分感激。
對於其他40位至尊感到不滿，認為他們是拋棄納薩力克的存在，故特別敬愛飛鼠，而看不起安茲·烏爾·恭本身。
表面上提出組建搜尋40位至尊的搜查隊，實際是想將至尊們暗殺，因為害怕至尊們如果出現安茲（飛鼠）會跟著至尊們一起離開。
代表魔導國出使里‧耶斯提傑王國，並與黃金公主和八指各領導人會面，進而實行吞併王國的計畫；順道一提，在出發前終於如願以償地得到了安茲的吻。
種族構成中包含了代表色慾的魅魔，但因為始終保持著清白之身(因為被安茲改設定的關係)，因此尷尬地無法騎乘專屬的雙角獸騎獸(非清白之身才能騎)。
於2016年9月15日投票結果，以11,217張票得到第二名。在目前只有一次戰鬥形勢登場但沒戰鬥。在廣播劇得知會使用黑色鳶盾。
夏提雅·布拉德弗倫（Shalltear Bloodfallen，聲：上坂堇）
種族等級：吸血鬼Lv10、真祖Lv10。
職業等級：女武神/長槍Lv5、詛咒騎士Lv5、祭司Lv10等。
別稱：「鮮血的戰爭少女」。
種族(20)+職業(80)綜合等級是100級，角色創造者是佩羅羅奇諾。
職位：纳薩力克地下大墳墓地下第一~三層守護者
住處：地下第二層死蠟玄室
屬性：邪惡～極惡《正義值：-450》
女，身高140cm。
原本在「YGGDRASIL」中吸血鬼是口腔長滿針狀牙齒、狀似長有四肢的吸血水蛭般的異型怪物，因而被雅兒貝德譏諷為「七鰓鰻」，但由於佩羅羅奇諾委託繪圖的成員能力高超而擁有銀髮、身著華奢晚禮服的美少女擬態，不過在陷入亢奮狀態時仍會現出原型。
是以嚴謹的職業結構創造出來的納薩力克一對一能力最強守護者，全身裝備傳說級道具，並持有能藉由傷害對手來恢復自己體力的神器級武器－<滴管長槍>。因為兼有著不死者的負面能力抗性、信仰系魔法吟唱者職業以及高輸出的近戰破壞力，在綜合能力上可說是安茲天敵般的存在。
作為佩羅羅奇諾對H-GAME愛好的體現，集雙性戀、虐待狂、受虐狂、戀屍癖等異常性癖於一身，講話時的語調老成且習慣帶著尾語「呀」（日文「ありんす」，是江戶遊廓花魁妓女說話常用的語尾。）。其實與外表年齡(14歲)不符的傲人上圍，是繪圖者對佩羅羅奇諾死纏爛打的報復，不得以加上了"對貧乳感到羞恥墊了好幾片"的設定。雖然有性的經驗但目前只有女性部分。
由於對骨骸的異常癖好而迷戀安茲，與雅兒貝德是爭奪納薩力克支配者正宮之位的情敵，和亞烏菈則是一見面就拌嘴的關係，不過並不討厭彼此。
但對於守護者和部下們，有時表現粗暴不尊重，部下基本是怕她。
在作為情報蒐集的一環下，襲擊了耶·蘭提爾近郊的盜匪傭兵團，但卻因此陷入半狂暴化的血之狂亂而導致作為目標的布萊恩逃走，且在稍後與冒險者交戰時曝露行蹤，在陷入慌亂之際又偶然地遭遇斯連教國的菁英部隊漆黑聖典，並遭到對方以世界級道具<傾城傾國>攻擊，雖然因反抗避免了被精神控制的下場，卻因此陷入自動對進入判定範圍內的對象發動攻擊的盲目NPC狀態。由於無法解除世界級道具的影響，最後遭到安茲擊殺，隨後被復活，但失去了遭到控制時的關鍵記憶。之後一度因為自己的失態而意志消沉，不過在安茲對她處以人體椅子之懲罰後恢復了精神。
由於曾經的失敗，在納薩力克後續的行動中常被同伴給予次要的工作，本人也有所意識而感到自卑；不過在和亞烏菈陪同安茲前往矮人王國時，在全神貫注地聽從教誨的同時完美完成了壓制掘土獸人的使命，得以在安茲的讚賞下一掃陰霾。
除戰鬥外，也擅長信仰系的傳送魔法，故事中常出現其負責傳送要人乃至大軍的情節，後來似乎因此當上了魔導國航空戰力的負責人，管理在矮人王國降伏的霜龍們。
於2016年9月15日投票結果，以8,436張票得到第五名。
高康大（Gargantua）
職位：納薩力克地下大墳墓地下第四層守護者。
身高超過30m的戰略級攻城用大型哥雷姆，沒有自我意識，啟動它要耗費大量時間。比夏提雅還更強。(動畫沒提)
屬於兵器，並非無上至尊所創作的角色，因為被收納在地下四層中心的地底湖而被權宜的賦予樓層守護者的地位。
名字的典故來自文藝復興時代的小說巨人傳的主角
科塞特斯（Cocytus，聲：三宅健太）
種族等級：昆蟲戰士Lv10、蟲王Lv10等。
職業等級：劍聖Lv10、阿修羅Lv5、尼福爾海姆骑士Lv5等。
別稱：「冰河統治者」。
種族(30)+職業(70)綜合等級是100級，角色創造者是武人建御雷。
職位：纳薩力克地下大墳墓地下第五層守護者。
住處：地下第五層大白球。
屬性：中立《正義值：+50》
男，巨大雙足步行昆身高250cm蟲形魔物，長有一條足有身高兩倍長的尾巴，肩膀與背部隆起著有如冰柱的銳利尖刺，淡藍色的外骨骼也散發出鑽石星塵一般的璀璨光芒與懾人的寒氣。
納薩力克地下大墳墓中四名近戰特化的NPC中最擅長使用武器的存在，使出全力時會以上臂同時持四把武器的方式迎敵，知曉無上至尊持有武器的一切資訊，本身也蒐集有數量可觀的武器。持有神器级太刀－<斩神刀皇>。
個性認真，有著磊落的武人性格，即使面對力量懸殊的對手也會毫不吝惜地给與敬意。由於在其他樓層守護者受命外出執行任務時負責納薩力克的防衛工作，而對自己的無所貢獻感到焦躁。
於小說第四集奉命擔任進攻蜥蜴人部隊的指揮官，不過安茲為測試守護者是否有學習教訓的成長能力，故意派予其不足的戰力而敗北，但事後的檢討反省令安茲相當滿意。由於在交戰中感受到對方展現的可敬鬥志，在受命進行徹底殲滅蜥蝪人的再進軍時斗膽地提出手下留情的請求，並在迪米烏哥斯的助言下得到採納。在單騎出陣擊敗蜥蝪人的四大族長及最強戰士薩留斯後，被賦予以非恐怖統治方式治理蜥蝪人的工作。
跟納薩力克蟲族都很好但不知為何安特瑪沒算在裡面。
對日後成為侍奉安茲後代的「老爺子」一事懷抱憧憬，在第十一卷中曾為了習慣少主的騎乘而請安茲坐到自己背上，但卻令安茲擔心起武人御建雷是否也對它做了變態的設定。
在小說第十四卷時奉命擔任攻打王國的指揮官，之後進入王都與布萊恩對峙時，發覺布萊恩的覺悟而以戰士之姿與其決鬥，並一擊擊殺布萊恩。之後命令雪女將其遺體永久凍結保存，並為示對其身為武者的至高敬意而繞路前進。
因為創造者的關係，和娜貝拉爾以及迪米烏哥斯關係很好。。
名稱的典故為希臘神話中冥府五川之一的悲嘆之河，於2016年9月15日人氣投票結果，以2,057張票得到第十八名。
亞烏菈·貝拉·菲歐拉（Aura Bella Fiora，聲：加藤英美里）
黑暗精靈，因為是人類種族所以沒有種族等級。
職業等級：游擊兵Lv5、馴獸師Lv5、射手Lv5、狙擊手Lv5、高級馴獸師Lv10等。
別稱：「不服輸的知名訓練師」。
種族(0)+職業(100)綜合等級是100級，角色創造者是泡泡茶壺。
職位：納薩力克地下大墳墓的第六層守護者之一。
住處：地下第六層的大樹。
屬性：中立～惡《正義值：-100》
女，身高104cm。
馬雷的雙胞胎姊姊，種族是黑暗精靈，兩眼為異色瞳，設定年齡是以黑暗精靈而言尚在發育中的76歲少女，據作者表示百年後會擁有光是站在面前就讓夏提雅因敗北感抬不起頭的好身材。
個性像少年般活潑外向，打扮也如男孩子的少女。以個體能力來說在樓層守護者中屬於後段，但擁有支配100隻高等級魔獸的馴獸師能力，能藉由使役它們壓倒其他守護者而成為集團戰的最強守護者。同時擁有多種偵查、追獵的特化能力，在森林中的行動非常靈敏，並擁有能藉由呼吸吐出帶有魅惑、毒性、負面效應氣息的常駐技能。。
在穿越之後主要負責納薩力克附近的都武大森林的偵查與壓制，並負責興建森林中的前進基地，由於其游擊兵的職業能力，也活躍於安茲以冒險者飛飛之姿在外活動時的支援工作。
與夏提雅是吵鬧不休的和睦關係，其景象令安茲連想到兩人的創造者姊弟間的相處。但也許是創造者的關係對於夏提雅也像姊姊般的擔心(矮人篇)。
與夏提雅陪同安茲前往矮人王國。期間受到安茲的拜託而多所照顧夏提雅，之後雖然誤會安茲的舉動，但對安茲的用心跟夏提雅兩人感動到落淚。
在文庫版中，隨故事的發展而對安茲產生隱約的愛慕，不過在動畫版中並未特別加以描述。
擁有一把大弓型的神器級武器，並在夏緹亞被控制事件後被分配予世界級道具<山河社稷圖>。
於2016年9月15日人氣投票結果，以4,760張票得到第十一名。
馬雷·貝羅·菲歐雷（Mare Bello Fiore，聲：內山夕實）
黑暗精靈，因為是人類種族所以沒有種族等級。
職業等級：森林祭司Lv10、高級森林祭司Lv10、大自然先鋒Lv10、災厄使徒Lv5、森林法師Lv10 等。
別稱：「不可靠的大自然使者」。
種族(0)+職業(100)綜合等級是100級，角色創造者同樣是泡泡茶壺，文庫版新增角色。
職位：納薩力克地下大墳墓的第六層守護者之一。
住處：地下第六層的大樹。
屬性：中立～惡《正義值：-100》
男，身高104cm。
亞烏菈的雙胞胎弟弟，種族是黑暗精靈，雙眼的異色瞳顏色與亞烏菈左右顛倒。是被賦予了「偽娘」屬性的少年，身上持有神器級法杖－<世界樹之影>。
與姊姊相反地個性內向，講話總是吞吞吐吐，很容易給人乖巧膽小少女的錯覺，不過這其實是混雜了創作者角色設定與欺敵偽裝的虛像，故事中就多次出現他眼神冰冷且不帶感情地以扭捏的動作施暴、殺人的不協調舉止。比較代表性的場景是在第十四集第四章中，獨自一人思考如何有效快速且大量屠殺王都人民，最後也負責摧毀整個王都。
是守護者中的大範圍殲滅最強法師，以守護者個人實力排行來說僅次於夏提雅的實力派。
擅長操弄大地與植物的自然系魔法，因此多次被賦予構築構造物的任務，在穿越之初製造了遮蔽納薩力克地下大墳墓地上物的丘陵土壘，魔導國建國後則在耶·蘭提爾郊外建造訓練冒險者用的迷宮。
擁有2條等級接近90的龍，曾與亞烏菈一起騎乘著牠們對帝國進行恫嚇。
跟早熟的姊姊不同，對性方面的知識還十分清純無知的樣子。
於2016年9月15日人氣投票結果，以2,666張票得到第十六名。
長大後是帥哥噢，不穿女裝呦!。
迪米烏哥斯（Demiurge，聲：加藤將之）
種族等級：小惡魔Lv10、最高階惡魔Lv5等。
職業等級：渾沌Lv10、黑暗王子Lv10、變形魔Lv10等。
別稱：「炎獄造物主」。
種族(35)+職業(65)綜合等級是100級，角色創造者是烏爾貝特·亞連·歐德爾。
職位：纳薩力克地下大墳墓地下第七層守護者。
住處：地下第七層赤熱神殿。
屬性：極惡《正義值：-500》
男，身高181cm。
守護者中的軍師兼防衛外敵的NPC指揮官，有著多樣的魔法技能，談吐殷勤有禮的同時，擁有以言語支配40級以下生物行動的常駐技能，在納薩力克裡以最精明的頭腦著稱。
外型因為版本的不同有顯著的差異：
文庫版為皮膚黝黑且面容帶東方色彩、穿戴圓框眼鏡與全套英式西裝，彷彿幹練商業人士或律師般的精瘦男子。此外，平常瞇著的眼睛張開時則有如多重切角寶石。
Web版為如帝王般地佩戴皇冠、權杖、大紅披風，並長有雙角、翅膀、赤紅膚色等惡魔特徵。
長有由銀色金屬板包覆、尾端有六根尖刺、周圍不斷晃動淺黑火燄的尾巴的設定則是共通。
即使以普遍藐視人類的眾守護者的標準而言亦是極端殘忍之人，會對擄獲的人類進行各類摧殘身心的實驗並引以為樂，但在與纳薩力克的同伴們相處時卻十分溫柔。
由於屬性的差異以及彼此創造者間的對立關係，與塞巴斯的關係欠佳。
在忠心耿耿之餘也將安茲視為智慧在己之上的智慧化身，而有將安茲的言行舉止過度解讀並進行對策的傾向，由於在第一卷誤解了安茲「征服世界似乎也很有趣」的玩笑話，在將此語轉達給諸守護者後認真地開始策劃、執行征服世界的行動，成為日後納薩力克一連串行動的動機。
在奉命前往外界蒐集情報的守護者們中被分派予偵查南方曠野的工作，並立下了確保低階法術用羊皮紙供應來源的功績，之後受命策劃了對王國犯罪集團八指的懲罰行動，並隨機應變地在計畫遭遇蒼薔薇而生變時盛大地進行了對王都的惡魔入侵。
由於創造者烏爾貝特對「惡」的執著而一如電玩中魔王般地擁有多段變身能力，目前已知在中間型態時頭部會變為蛙首。
意外地擁有手工藝的興趣並且十分巧手，曾親手作了十分氣派的骨骸王座獻給安茲，但安茲對此敬謝不敏。
在第一次襲擊王都，摧毀八指的作戰中被安茲賜予烏爾貝特試製的世界道具的仿製品「最終之戰·惡」，感佩於安茲的胸懷，對安茲個人表達超過其創作者烏爾貝特以上的忠誠。
因為安茲只花費三天並在不造成任何死傷的情況下使帝國臣服而感動不已（原本的計畫得花一個月外加一座城市發生暴動，造成嚴重的死傷），並因此表示羨慕由安茲創造的潘朵拉‧亞克特。
於2016年9月15日人氣投票結果，以6,820張票得到第六名。
亞達巴沃（Jaldabaoth）
迪米烏哥斯扮演提高大英雄飛飛與魔導國名聲的惡魔時使用的假名。
角色設定上擁有兩種不同的外貌；一個是外貌如西裝男子戴著面具的人型樣貌(由迪米烏哥斯本人假扮)，以及現出真面目的惡魔樣貌(由迪米烏哥斯召喚的憤怒魔將假扮)。
於蒼薔薇擊敗安特瑪時首次現身，假稱為了尋回被八指走私到王都的神秘道具而來。輕易地瞬殺了格格蘭與緹亞並將伊維爾哀逼入絕境，並在王都製造出火焰障壁、招來大批惡魔、於一夜之間擄走王都萬餘人口，雖然遭到飛飛擊退，但其魔王之姿卻也因此廣圍人知。
王都事件後來到大陸東方的丘陵地帶，以力量和恐怖支配了當地的亞人種族後以「魔皇」之名揮軍進攻聖王國，並在隻身入侵聖王都時顯現「真面目」擒殺聖王女，令聖王國北部墮入悽慘的地獄。
在旗下的4萬亞人大軍遭到擊滅後再次現身，與前來聖王國助戰的魔導王展開對決，一度擊敗魔導王使之陷入生死不明的狀況，但也因此身負重傷與失去對惡魔女僕‧希絲的支配。在消失數月後，於聖王國南北聯軍與亞人的最後決戰中歸來並輕易地令人類陷入絕望，但稍後旋即遭遇歸來的魔導王，並在再次交戰中遭到擊敗。
威克提姆（Victim，聲：東山奈央）
種族等級：天使Lv10、大天使Lv10等。
職業等級：圣人Lv4、愛國者Lv1、殉教者Lv1。
別稱：「犧牲的嬰兒」。
種族(29)+職業(6)綜合等級是35級，角色創造者不明。
職位：納薩力克地下大墳墓第八層守護者。
住處：地下第八層生命之樹。
屬性：中立《正義值=+1》
?，身高100cm。
彷彿天使胚胎般的詭異樓層守護者，以守護者而言等級非常的低，但是在被殺死時會發動強力的束縛系能力，在當初殲滅入侵納薩力克的玩家聯合軍時起了關鍵作用。
設定上使用天使專用的以諾語，但在旁人聽來像是將顏色與染料名堆疊而成的奇異語彙，因此並不確定是否說的正確。
平時駐守在納薩力克地下大墳墓的第八層，但安茲偶爾會在離開納薩力克時將之帶在身邊當作逃脫的最後手段。
塞巴斯·強（Sebas Tian，聲：千葉繁）
種族等級：龍人Lv?
職業等級：修行僧Lv10、武王Lv10、前鋒Lv5、內氣武僧Lv15、外氣武僧Lv5等。
別稱：「鋼鐵執事」。
種族(25)+職業(75)綜合等級是100級，角色創造者是塔其·米。
職位：納薩力克地下大墳墓的管家。
住處：地下第九層的傭人房之一。
屬性：極善《正義值：+300》
男，身高179cm。
與部下的戰鬥女僕「昴宿星團」一起被配置在納薩力克地下大墳墓第10層的守護者，在納薩力克地下大墳墓四名近戰特化的NPC中擁有最高的格鬥能力。
角色設定為管家，除戰鬥女僕外还有指挥男僕与管家助手，平時除了擔任安茲的近侍之外，也負責無上至尊起居區間的管理。
外貌為頭髮與鬍鬚均已全白，但身形挺拔的初老紳士，其媲美大貴族的高雅儀表足以使任何女性為之心醉，但若仔細觀察能發現其有著銳利如鷹的眼神。
是納薩力克眾NPC中罕見地擁有極善屬性的人物，並且繼承了創造者塔奇·米路見不平的人格特質，有著主動救濟弱者的習慣，並不歧視人類，甚至會發自內心地讚賞個人的美德與堅定意志。雖然塔奇·米完全沒寫角色設定。
奉安茲之命與索琉香偽裝成富商千金與管家的組合潛入王國首都進行情報與魔法的搜集，但卻因搭救了被虐待的少女琪雅蕾，而被王國地下勢力八指恐嚇，所有過程皆未回報給安茲。此行為被索琉香認定過火到了違反命令的程度而遭告發。之後在由潘朵拉扮演的安茲(語氣用詞、不同以往之誇張動作、無法立刻做最後決定等可判斷)的詰問過程中，表現毫無疑問的忠義後得到了寬恕。
因與被救回的琪雅蕾的好關係而被同伴們挖苦，認為早晚會成為情侶關係。希望琪雅蕾不被納薩力克一般女僕們所歧視以及不被納薩力克以外的勢力小看，而對其進行很嚴格的女僕訓練，但由莉認為太過於嚴厲才因此緩和。
在八指的騷動中結識克萊姆與布萊恩，曾對他們進行過抵抗殺氣的特訓與精神的開導，並因壓倒性的實力與高尚的人格而為兩人所尊敬。
由於屬性的差異以及彼此創造者間的對立關係，與迪米烏哥斯的關係欠佳。
曾被科賽特斯說過，在納薩力克裡「徒手作戰最強」。
於2016年9月15日人氣投票結果，以1,944張票得到第十九名。
在Q版動畫跟CD部分有些角色偏離跟塔其·米的想法似乎也有些關聯的關係。

### 領域守護者
負責看守各樓層部分地方區域的領域守護者，身份僅次於樓層守護者。基本上由各樓層守護者來管理，主要任務是守護特定區域。
潘朵拉·亞克特（Pandora's Actor，聲：宮野真守）
種族等級：二重幻影Lv15、高階二重幻影Lv10等。
職業等級：專家Lv10、工藝家Lv10、城堡之王Lv15等。
別稱：「千變萬化的無臉人」。
種族(45)+職業(55)綜合等級是100級，角色創作者是飛鼠。
職位：纳薩力克地下大墳墓寶物殿領域守護者。
住處：寶物殿管理負責人室。
屬性：中立《正義值：-50》
男，身高177cm。
安茲（飛鼠）親自設計出來的守護者，最多能夠記憶、變化四十五種模樣的高階二重幻影，與娜貝拉爾不同，平時以二重幻影的原型（鼻子等隆起部位都被抹平，眼睛和嘴巴的部位只有三個洞，沒有眼球、牙齒和舌頭。也沒有任何毛髮。只有四根手指而且相當細長，看起来像是尺蠖虫。）示人。
變身後可以發揮所變化本體80%（Web版中為75%）的能力，並擁有納薩力克中頂級的智慧和謀略，就理論上而言是足以抵上全員守護者的珍寶；然而，平時會把這些智慧用偏到奇怪的方向。
安茲創造他的理由並不是爲了戰鬥或經營組織。而是爲了保存這個「安茲·烏爾·恭」的身影，紀錄離開遊戲的公會成員的模樣。
由於不良的角色設定（如演員般浮誇的言行舉止、會裝模作樣地說德語、直接使用二重幻影的原型）而被安茲視為黑歷史，所以大半時候基於遮醜考量，將之藏在寶物殿負責看守世界級道具及納薩力克財政的管理。
在夏提雅叛變事件時主動向安茲請纓參與對外的活動，並被授予安茲·烏爾·恭之戒，之後被雅兒貝德向安茲提議擔當由她所領導的無上至尊秘密探索隊的副官。
文中雖無點名揭露，但疑似在第六卷與第九卷部份場景裡，偽裝成安茲或飛飛出場過，可由動作、用詞、持有物品、周遭人物反應與出場時間點等來判斷，這些在動畫版則更明顯。
外形因為版本的不同有所差異：
文庫版：帽子的帽章是安茲·烏爾·恭的公會徽章，身上穿的制服為20年前在歐洲生態建築戰爭中的新納粹親衛隊制服（黃色納粹親衛隊制服）。
Web版：身穿有著2個黑色鈕扣的深色西裝。單片袖、純白的襯衫、銀灰色的條紋領帶、黑皮鞋、白色手套。雖然沒有鼻子和耳朵，卻戴著眼鏡。
迷戀魔法道具到了變態的程度。長時間不能保養及整理魔法道具會受不了。 (安茲怕他一個人守護寶物庫會無聊所以如此設定)
雖然被設定成知道所有的世界級道具，但轉移到異世界之後，只知道安茲·烏爾·恭擁有的11個世界級道具的性能。
被安茲命令禁止「敬禮」，而且禁止在安茲面前說德文。
跟其他守護者不同對於安茲態度非常開放，
第十卷時安茲向其表示「希望能看見沒有設定到的部分，作為成長的證明」，以及「因為是我的孩子所以不需要刻意表現」，試圖讓潘朵拉停止浮誇的言行，卻導致潘朵拉改口叫安茲「父親大人」。
因為是安茲的創造物關係，而被雅兒貝德及迪米烏哥斯羨慕著。
在雅兒貝德出訪王國時，負責納薩力克及耶‧蘭提爾的管理。雅兒貝德稱其為「非常優秀的人才，孩子正如父母」。
第十卷時獲得保養其他公會成員所有之道具之許可。
在手機遊戲中有開啟寶物庫將武器射出去的能力。
於2016年9月15日人氣投票結果，以5,568張票得到第九名。
在番外小劇場中出場份量非常的多。
四格漫畫裡揭露出飛鼠原本要將其取名為「嚇人箱」讓攻進來的玩家鬆懈，後來烏爾貝特與眾人提出建議才變成潘朵拉。
恐怖公（Kyouhukou，聲：神谷浩史）
種族等級：昆蟲森林祭司Lv10等。
職業等級：高级森林祭司Lv5、召喚師Lv3、馴蟲師Lv2、小人Lv3(付費)等。
別稱：「五大最惡『據點最惡』」。
種族(12)+職業(18)綜合等級是30級，角色創作者不明。
職位：夏提雅管理的第二層的領域守護者。
住處：地下第二層「黑棺」。
屬性：中立《正義值：-10》
男，身高30cm。
穿著紅色斗逢、戴王冠持權杖的大型直立蟑螂，指揮著黑棺內的龐大數量眷族蟑螂吞噬侵入領域的入侵者。言語間充滿教養、是彬彬有禮的紳士，另外也精通帝王學。就連對統治納薩力克感到迷惘的安茲都曾考慮向他請教，但一想到自己向蟑螂學習的畫面就作罷了。
被科塞特斯稱作盟友，但卻是納薩力克地下大墳墓所有女性NPC敬而遠之的存在（安特瑪是少數的例外，稱恐怖公的蟑螂眷屬為點心）。
雖然在遊戲時代無法真正作到吞噬敵人，但黑棺內蟑螂群過於逼真的表現曾令侵入的玩家恐懼到強行登出遊戲。
由於公會裡的41人中有28人害怕恐怖公的設定，在多數決的公會中沒有因此而被取消算是個奇蹟。
於2016年9月15日投票結果，以3,515張票得到第十四名。
在漫畫跟動畫因為樣子的關係所以常被馬賽克跟畫面故意用得比較黑暗。
銀哥雷姆蟑螂
路西★法瞞著安茲用短缺的稀有金屬替恐怖公製作的蟑螂型哥雷姆坐騎，等級是70級。僅在web版出現，文庫版並未出現。
西卡西（Xikaxi）特伊烏諾哈（Teyiwunuoha）
種族：哥雷姆
職位：第九層「超級度假地納薩力克」，即大澡堂的領域守護者。
獅子造型的哥雷姆，對於不遵守澡堂禮儀(例如跳水進入浴池)的人，會自動啟動，格殺勿論。其聲音由創造者路西★法親自配音。單體具有極其強大的實力，能夠同時對抗、威脅到複數(2~3位)沒有武裝的樓層守護者。鎮守女浴池的是西卡西；鎮守男浴池的是特伊烏諾哈。
餓食狐蟲王（GaShokuKoChuuOu）
別稱：「五大最惡『生態最惡』」。
角色創作者不明。
職位：亞烏菈、馬雷管理的第六層的領域守護者。
住處：地下第六層「大穴」。
會使用寄生蟲寄生在人體，並把人體稱為「巢」。
精通帝王學，就連對統治納薩力克感到迷惘的安茲都曾考慮向他請教。
取名自名字同音，致死率100%的寄生蟲－芽殖孤虫(亦寫作芽殖裂頭蚴)。
紅蓮（Guren）
職位：納薩利克第七層領域守護者兼樓層守護者代理人。
等级90級的戰鬥特化守護者，超巨大的深淵史萊姆。单看攻击力是纳萨利克上层的存在，比這個階層的守護者迪米烏哥斯更為難纏。在佔有地利的第七層岩漿地型戰鬥時足以與一部分的樓层守护者不相上下。
平時隱藏在滾燙的熔岩河中，無法觀察其模樣，遇到敵人時會從熔岩底下伸出觸手，將敵人拖進熔岩裡進行攻擊。由於隱藏在熔岩內，一般的戰鬥方式是沒有辦法對紅蓮造成致命傷的。
迪米烏哥斯不在的時候代理負責守護第七樓層。
格蘭特（Grant）
與恐怖公、餓食狐蟲王同樣為昆蟲型異形種。
被安特瑪尊稱為「聖母·格蘭特」，推測也是蜘蛛型魔物。
是守護領域遍布多个階層的稀有守護者。
妮古蕾德（Nigredo，聲：井上喜久子）
由於設定问题被困于纳薩力克地下大墳墓第五層「冰結牢獄」的領域守護者，角色創造者是翠玉錄。
職位：納薩力克地下大墳墓情報收集官。
女，身高170cm。
翠玉錄基於對恐怖片的喜好創造的角色，沒有臉皮、眼皮與嘴唇，精神很不穩定的女性；曾在披露之初引發受到驚嚇的公會成員對她一起發動攻擊的騷動。會瘋狂地尋找、保護自己孩子，但若能給予她做為嬰兒替身的玩偶就會冷靜下來，變的穩重且可正常溝通。
能力上是特化情报收集能力的魔法吟唱者，擁有對個人的完全監視能力。在夏提雅叛變時負責找到夏提雅時出場，但在動畫中刪掉了。
是翠玉錄創造的三個女性NPC中的長女，與妹妹雅兒貝德的關係友好，但相當敵視小妹露貝德。
文庫版第七卷被間接提到因庇護了被抓來納薩力克的嬰孩而被處以禁閉處罰。直到第十卷才被安茲以設立孤兒院為由釋放。
佩絲特妮·S·汪可（Pestonya Shortcake Wanko，聲：新井里美）
職位：纳薩力克地下大墳墓女仆长。
住處：地下第九層的傭人房之一。
負責管理41位一般女僕的領域守護者，高位神官，强力治愈系魔法使用者，角色創造者為紅豆包麻糬。
平时是直立的邊境牧羊犬的形态，臉中央有一條線，像傷痕一樣，還有著被縫合的痕迹，就像是把分成兩半的腦袋硬是拼在一起，看起来很凶但其实是納薩力克最溫柔的兩人之一，被塞巴斯評為「除無上至尊外唯一有可能治療人心靈創傷的人」。
說話時句尾会加汪(わん)，但偶爾會忘記。
文庫版第七卷被間接提到因為庇護被抓來納薩力克的嬰孩而被處以禁閉處罰，不過第十卷時被安茲以設立孤兒院的名義下令釋放。
Web版設定為守護者之外神官等級最高者，可使用最高等級神官魔法，等級、地位皆在由莉之上。
西霍伍茲·托其茲（Shihoutu Tokitul）
種族等級：未知。
職業等級：廚師Lv5、超級廚師Lv8、大師級廚師Lv2、狂戰士Lv2、狂怒Lv7等。
別稱：「激情的料理人」。
綜合等級種族(1)+職業(77)綜合等級78級。
職位：納薩力克地下大墳墓料理長。
住處：臨近食堂的休息室。
屬性：中立~惡《正義值：-80》

「第八層的那些」
指配置在納薩力克地下大墳墓的第八階層的某些存在，其正體至今尚未解明，只知道是複數及被稱為納薩力克最大戰力。
目前與第八階層相關的情報為：
1500人的玩家聯合軍(此數字包含傭兵怪物&無上位公會玩家)最終全滅於第八層。
第八層守護者是威克提姆。
第八層發生緊急事態時，會有連雅兒貝德的權限都無法處理的可能性。
第八層目前禁止進入。原則上只有安茲許可才能進去。
第八層配置了最強的存在們。
為了監視第八層，不能輕易派動威克提姆。
威克提姆死亡時會發動強力的束縛系能力。
櫻花聖域的領域守護者在第八層。
第八層有稱為生命之樹的場所，同時也是威克提姆的住處。
八層的那些在並用世界級道具的情形下，能發揮出就算與號稱納薩力克最強個體的露貝德一對一戰鬥都能占上風的戰鬥力。
Web版作者回應表示單體戰力匹敵6人小隊，但大概沒機會出場。
科塞特斯認為是當守護者們背叛後，用來後續斬殺背叛者的底牌，因此才隱瞞守護者們。

### 昴宿星團
直屬於塞巴斯，與一般女僕不同的戰鬥女僕，是特別將其戰鬥能力強化的女僕小隊。對於41位一般女僕来说是偶像一样崇拜的對象。
在外貌上被人類們經常多次強調為絕世美貌。在番外小劇場中出場份量非常的多。
由莉·阿爾法（Yuri・α，聲：五十嵐裕美）
種族等級：殭屍Lv10、無頭騎士Lv1。
職業等級：前锋Lv10、單擊戰士Lv5、廚師Lv1等。
別稱：「戰鬥女僕中的大姊姊」。
種族(11)+職業(40)綜合等級是51級，角色創造者是夜舞子。
職位: 納薩力克地下大墳墓地下第九層戰鬥女僕。
住處：地下第九層的戰鬥女僕專用房(α β Γ共用房)。
屬性：善《正義值：+150》
女性，身高174cm。
昴宿星團的副隊長（隊長為塞巴斯）兼戰鬥女僕指揮整合者，之後在安茲命令六連星改成七姊妹時改任代理隊長。
作為昴宿星團七姊妹之中最年長的長女努力作為妹妹們的表率，不像其他人有些特別嗜好，而且個性認真溫順，屬於做事一絲不苟的類型。
認為「戰鬥」女僕，戰鬥才是「主要」工作，而女僕是「次要」的。
有時會露出本性，第一人稱變為「僕」。
因為會被像看獵物一樣盯著，而不擅長跟夏提雅打交道。
於2016年9月15日投票結果，以2,638張票得到第十七名。
目前被安茲命令擔當在耶·蘭提爾新設立孤兒院的營運負責人(因為是提案人)。
在那之前大部分時間都沒事做也不懂休閒。
身為不死者仍因心理因素胃痛了三次。
因為角色創造者關係很好，工作外對亞烏菈、馬雷、佩絲特妮、艾克雷亞會以綽號相稱。
露普斯蕾琪娜·貝塔（Lupusregina・β，聲：小松未可子）
種族等級：狼人Lv5。
職業等級：祭司Lv10、戰鬥祭司Lv5、督軍Lv4、教宗Lv5等。
別稱：「笑裡藏刀的虐待狂」。
種族(5)+職業(54)綜合等級是59級，角色創作者是獸王湄公河。
職位: 納薩力克地下大墳墓地下第九層戰鬥女僕。
住處：地下第九層的戰鬥女僕專用房(α β Γ共用房)。
屬性：兇惡《正義值：-200》
女性，身高171cm。
昴宿星團七姊妹次女。
在第一卷故事结束后被安兹派往卡恩村，保护住在卡恩村的居民（實際僅保護四人，即藥師世家的莉琪與恩弗雷亞祖孫，恩弗雷亞的戀人安莉，及其妹妮姆），表面上和卡恩村的人关系很好，但很希望能亲手毁灭卡恩村，渴望看到人類們（螻蟻群）的希望瞬间破滅時所產生的絕望感(動畫中到第三季開始呈現)，被隱約感覺到古怪的安莉的哥布林團員們警戒著。是能和索琉香比肩的虐待狂。
外貌美丽动人，同为女性的安莉也會忍不住目不转睛地盯着她看，平时表现出爽朗的性格，但其實是腹黑。很喜欢突然出现吓人一跳，语调轻浮，喜欢與人裝熟和開黃腔。漫畫版C14介紹欄稱她為天生的麻煩製造者，也經常惹其他成員生氣。
相對來說神經大條，在護衛兼監視卡恩村的任務中諸多情報都未回報給納薩力克，但並非欠缺忠誠，而是其單純認為「事情不重要」或村裡「玩具很多」，曾因此被安茲訓斥。甚至差點連安茲視為極重要資產--由恩弗雷亞所開發的新藥水都忘記呈送。
當傷害大於0時，銀對狼人有追加傷害，故露普絲雷其娜最討厭銀，連碰都覺得討厭。
Web版時，疑似在大虐殺前偽裝成安莉的樣子，帶領哥布林前去殺害被派往卡恩村的士兵。
經過相處一段時間後(第十一集)，安莉逐漸了解露普斯蕾琪娜的腹黑性格，但「不認為她會對村莊做什麼壞事」
於2016年9月15日人氣投票結果，以6,622張票得到第七名。
娜貝拉爾·伽瑪（Narberal・Γ，聲：沼倉愛美）
種族等級：二重幻影Lv1。
職業等級：戰士Lv1、戰法師Lv10、元素法師Lv10、武裝法師Lv10等。
別稱：「不知變通的戰鬥女僕」。
種族(1)+職業(62)綜合等級是63級，角色創作者是贰式炎雷。
職位: 納薩力克地下大墳墓地下第九層戰鬥女僕。
住處：地下第九層的戰鬥女僕專用房(α β Γ共用房)。
屬性：邪惡《正義值：-400》
女性，身高164cm。
與索琉香同被當作昴宿星團七姊妹三女。
由於特別強化魔法方面，所以是第八位階的魔法吟唱者。
因為種族等級只有一所以只有一種變形型態，非常鬆懈疲累時會放棄控制表情，視線固定不動且張口發呆，神似潘朵拉的臉。
瞧不起人類，對人類毫無好感，甚至記不住(也不想記)人類的名字，但不吃人，也沒有虐殺人類的興趣。
不太懂得变通，即使受到直接命令也无法对安兹不使用敬语。
由於大部分時間都在外面跟著安兹而被其他人羨慕，起初因安兹認為外表比較像人才帶她出來，但沒想到瞧不起人到很糟的程度，不過在冒險者間被美稱為「美姬」反而沒在意這件事，數度被其他人邀約約會，不過都被拒絕了。
因為創造者的關係，和科塞特斯關係很好。
於2016年9月15日的人氣投票結果，以10,707張票得到第三名。
娜貝（Narbe）
跟在飛飛身邊的女性冒險者，實際上是由娜貝拉爾偽裝的。因為有著最為接近人類種族的外型，所以陪同飛飛（安茲）以冒險者的身份在王國的城市裡活動。
由於擁有能奪人視線的美貌因而被稱「美姬」。有著會用蟲子形容人類的口癖，但反倒給人一種冰山美人的印象。
CZ2128·達美(即希茲)（CZ2128・Δ，聲：瀨戶麻沙美）
種族等級：自動人偶Lv5。
職業等級：槍手Lv10、狙擊手Lv3、暗殺者Lv3、獵捕者Lv3等。
別稱：「奇襲突擊女僕」。
種族(5)+職業(41)綜合等級是46級，角色創造者是石榴石；web版中則是翠玉錄。
職位: 納薩力克地下大墳墓地下第九層戰鬥女僕。
住處：地下第九層的戰鬥女僕專用房(Δ ε ζ共用房)及其他。
屬性：中立~善《正義值：+100》
女性，身高145cm。
由於昴宿星團七姊妹中沒有設定長幼序位，因此不時與安特瑪互稱對方妹妹而吵起來。
簡稱希絲·達美，被設計成熟知納薩力克所有機關及謎題的破解法，簡單來說就是會走路的萬用鑰匙。在聖王國時，因安茲擔心會有人利用她入侵納薩利克而稍微修改了她的設定。
昴宿星團最嬌小，吉祥物般的存在，长相甜美，左眼带有眼罩，在41位一般女僕中最受歡迎。web版中，外貌有如大和撫子，其髮型和髮色皆與文庫版的娜貝拉爾相同。
武器「魔槍」及職業「槍手」、種族「自動人偶」等，皆為超大改版「女武神的失勢」的追加項目。
會給自己中意的人或物「一円貼紙」，貼紙擁有者可以得到昴宿星團一定程度的幫助，第七卷原本要收錄某男子因此被安茲放過的情節，但後來刪掉了，用水弄不掉，第十三卷雖然不可愛但認同寧亞而給予其貼紙。
十三卷時設定上是被魔導王從亞達巴沃處奪得支配權的惡魔女僕，在安茲下落不明時支援聖王國的行動而與寧亞接觸。起初認為寧亞死活與否都無所謂，但因為寧亞特別敬重安茲所以對其產生了好感，當成後輩給予幫助。曾對安茲表示很中意寧亞，認為對方是自己的朋友。
很喜歡像艾克雷亞那種毛茸茸的生物，經常跑去第六層抱些毛茸茸的生物。
於2016年9月15日投票結果，以6,203張票得到第八名。
索琉香·愛普史龍（Solution・ε，聲：佐倉綾音）
種族等級：無定形黏液Lv10、初始混沌Lv10等。
職業等級：暗殺者Lv2、製毒師Lv4、暗殺大師Lv1等。
別稱：「融解牢籠」。
種族(45)+職業(12)綜合等級是57級，角色創造者是黑洛黑洛。
職位: 納薩力克地下大墳墓地下第九層戰鬥女僕。
住處：地下第九層的戰鬥女僕專用房(Δ ε ζ共用房)。
屬性：邪惡《正義值：-400》
女性，身高166cm。
與娜貝拉爾同被當作昴宿星團七姊妹三女。
曾饰演高傲的大小姐作為吸引盗贼的诱饵，用以勾引出拥有特殊技能和情报的人类。
有着美丽的人类外貌，但事实上完全是由粘液和触手构成，喜欢将猎物（人类）整个埋在液态的身体里慢慢消化，夏提雅曾经称赞过其对待獵物的态度，并约定好下次有入侵者时一起享用。
人氣投票中六連星唯一未進入前二十名的女僕。
因嫉妒三吉君(藍寶石黏體)能幫安茲洗澡(把御體舔乾淨)，而將其藏匿起來後被安茲罰正坐(跪)，在安茲測試其對納薩力克進行破壞命令的接受程度及聽取理由後解除處罰。
曾向安茲請求「純潔無瑕的人類」(「嬰兒」的隱喻詞)作為獎賞但被安茲立刻拒絕，只同意以成年活人作為獎賞。另北美版動畫裡此對白遭剪接，變成只有請求活人作為獎賞。
安特瑪·瓦希利薩·澤塔（εντομα βασιλισσα・ζ，聲：真堂圭）
種族等級：蜘蛛人Lv10等。
職業等級：符術師Lv10、符擊師Lv7、馴蟲師Lv7、武器專家Lv3等。
別稱：「愛蟲女僕」。
種族(12)+職業(39)綜合等級是51級，角色創作者是源次郎。
職位: 納薩力克地下大墳墓地下第九層戰鬥女僕。
住處：地下第九層的戰鬥女僕專用房(Δ ε ζ共用房)及其他。
屬性：中立~惡《正義值：-100》
女性，身高149cm。
由於昴宿星團七姊妹中沒有設定長幼序位，因此不時與希絲互稱對方妹妹而吵起來。
嗜吃人肉，喜欢把人类肢体放入嘴中再将骨头吐出来。
蟲使，可以使役各類蟲子、符咒及吐出各種功能的蜘蛛絲進行戰鬥。本體是蜘蛛魔物，漂亮的人型外觀全是蟲子的擬態。
在第四卷擔任過科塞特斯進攻蜥蜴人時的監軍，第六卷受命襲擊八指的據點之一，準備撤退時遭遇格格蘭和緹亞，雖在戰鬥中輕易地壓倒兩人，但由於擁有剋制蟲屬性魔法的伊維爾哀及時趕到而反遭擊敗，最後在亞達巴沃(迪米烏哥斯)的協助下逃脫。
很討厭自己原來的粗嘎嗓音，聲音是以口唇蟲（能變成被其吃下去的人類種聲帶的魔物）變成的聲帶模擬而成的，不過其實那只是遊戲中的道具生物，而且在房間還有好幾個；由於對遭擊敗並失去創造主賜予的口唇蟲音一事忌恨，因此當時沒有立即換新的，而向安茲請願殺死伊維爾哀後能拿走她的聲音。
在沒人肉可吃時會吃綠色餅乾果腹，很喜欢恐怖公的房间並称之为点心屋，漫畫版C14介紹欄被稱為「眷屬吞噬魔」。（设计原型为高脚蜘蛛，吃蟑螂）
於2016年9月15日投票結果，以4,521張票得到第十二名。
奧瑞歐兒·歐密珈
女性，身高165cm。
昴宿星團隱藏的第七位女僕（昴宿星團中，第七顆特別暗），也是第八階層櫻花聖域的領域守護者，疑似是不老的人類。
塞巴斯救回琪雅蕾後，安茲將昴宿星團從六連星變更為七姐妹模式，才重新加入昴宿星團之中。依照規定，隊長必須由塞巴斯改為該女僕。但因為某種原因，由由莉負責代理隊長的職務，該女僕需留在納薩力克第八階層，不得任意行動。擁有11件世界道具中的其中一件(目前尚不知名)，但目前改由夏提雅持有中。安茲外出時會把公會武器交給其保管。
BD特典中透露其負責管理納薩力克內各階層間的傳送門，也同時知道昴宿星團全員的所在位置。
身穿上白下紅的巫女和服，第七卷百級NPC集團插圖中被黑影蓋住，第十三卷表明是第九位百級NPC。指揮官系特化，當作為司令塔時，可以使傷害或特殊技能顛覆等級差距懲罰。

### 納薩利克一般女僕
對於外面世界的人類，沒有甚麼好感，反而覺得危險。
露米埃（Lumière，聲：大西沙織）
種族：人造人Lv.1
種族(1)+職業(0)綜合等級是1級，角色創造者是克·杜·格拉斯。
職位：纳薩力克地下大墳墓女僕。
一頭金長髮带有不可思議的光彩，又像是帶著點點的星光，戴粉紅色眼鏡的女僕。西蘇和芙艾兒的友人。
在纳薩力克地下大墳墓招待恩弗雷亞和安莉喝奶茶，快速流利地介紹用餐食材內容。
因選擇性種族懲罰的緣故，食量相當驚人。
西蘇（Cixous，聲：千本木彩花）
種族：人造人Lv.1
種族(1)+職業(0)綜合等級是1級，角色創造者是白色髮飾。
職位：纳薩力克地下大墳墓女僕。
一頭金長髮的女僕。露米埃和芙艾兒的友人。愛吃香脆口感的培根。
因選擇性種族懲罰的緣故，食量相當驚人。
芙艾兒（Foire，聲：岡咲美保）
種族：人造人Lv.1
種族(1)+職業(0)綜合等級是1級，角色創造者是克·杜·格拉斯。
職位：纳薩力克地下大墳墓女僕。
一頭綠色及肩短髮的女僕。個性俏皮，不擅長說謊卻愛說謊。露米埃和西蘇的友人。
因選擇性種族懲罰的緣故，食量相當驚人。
茵克莉曼（Increment）
種族：人造人Lv.1
種族(1)+職業(0)綜合等級是1級，角色創造者是黑洛黑洛。
職位：纳薩力克地下大墳墓女僕。
一頭茶色及肩短髮的女僕。喜歡安靜讀書，會邊吃飯邊看書。幫西蘇等人佔餐廳的位子。
安茲慰勞守護者時，負責安茲班的女僕，動畫中在安茲因露普絲雷其娜沒有好好呈報而掩面時作為背景出場。
因選擇性種族懲罰的緣故，食量相當驚人。
丹克莉曼（Decrement）
種族：人造人Lv.1
種族(1)+職業(0)綜合等級是1級，角色創造者是黑洛黑洛。
職位：纳薩力克地下大墳墓女僕。
短髮，活潑的女僕，天真無邪的眼睛總是閃著光芒，來回動作的模樣像小動物那般可愛，在前利尾族族長酋庫·諸諸拜謁安茲時展現精明能幹的一面。
小說第十一卷時，負責安茲班的女僕，表明NPC們願為無上至尊們赴死，請求安茲前往矮人國時讓幾名一般女僕做為侍女同行未果。
由同一至尊創造的索琉香藏匿三吉君而被安茲審問時，負責安茲班的她嚇得臉色發青。
因選擇性種族懲罰的緣故，食量相當驚人。
芙絲
種族：人造人Lv.1
種族(1)+職業(0)綜合等級是1級，角色創造者是白色髮飾。
職位：纳薩力克地下大墳墓女僕。
小說第十卷時，負責服侍安茲的女僕，只有剛開始時出現，馬上就與下一班的菲絲換班。
因選擇性種族懲罰的緣故，食量相當驚人。
菲絲（聲：市之瀨加那）
種族：人造人Lv.1
種族(1)+職業(0)綜合等級是1級，角色創造者是白色髮飾。
職位：纳薩力克地下大墳墓女僕。
小說第十卷時，負責服侍安茲的女僕，與大部分的納薩利克成員一樣，都瞧不起一般人類，但理由不同。
因選擇性種族懲罰的緣故，食量相當驚人。

### 其他下屬
倉助（Hamusuke，聲：渡邊明乃）
種族等級：YGGDRASIL沒有相同種族所以不明
職業等級：YGGDRASIL沒有相同職業所以不明
別稱：「森林賢王」
講白一點，就是超大型加卡利亞倉鼠型高智能魔物。異世界獨有的稀世魔獸，性別為雌性。
有鱗尾巴能像蛇一樣靈活擺動，攻擊範圍長達20公尺、體毛浮現出魔法文字能使用八個不同魔法、安茲推測為略高於30級。
原本是統治都武大森林南部的魔物，在被飛飛收服後，成為飛飛的坐騎跟安茲的寵物(我們有意見，by部分女性NPC)加入納薩力克。
原本住在安茲的房間裡，目前改住在耶·蘭提爾飛飛住屋旁的馬廄裡，這段期間基本都在睡飽吃吃飽睡狀態讓安茲羨慕。
由蜥蜴人負責教授武技，並在小說第七卷中，作為擊退侵入者的實驗中，成功使出武技〈斬擊〉擊殺工作者小隊「天武」的隊長艾爾亞·烏茲爾斯。
在第十卷與安茲的對話裡得知，「森林賢王」是過去某個討伐隊中的冒險者所取的外號，倉助因對這個稱號很滿意而饒了對方一命。
與一同進行武技鍛鍊的死亡騎士關係友好，於第十卷時曾用尾巴捲著死亡騎士睡覺。
口中放著<死之寶珠>，經常和它對話。(動畫沒提)
連甲熊·領主種（Ankyloursus Load）
種族等級：YGGDRASIL沒有相同種族所以不明
職業等級：YGGDRASIL沒有相同職業所以不明
別稱：「大樹海十五王的一柱」
職位：亞烏菈的豚鼠
住處：大樹海
屬性：中立《正義值：0》
亞烏菈馴服的新寵物，原本棲息在精靈國周邊的大樹海裡，試圖將入侵者（亞烏菈）驅除反被屈服於亞烏菈（支配者）之下。
伊格法＝41（Iguvua＝41，聲：濱添伸也）
種族等級：無（不過身為魔物時的等級是22級（使用特殊技能增加能力之前的初期等级））
職業等級：無。增加能力後總合約等級30級
別稱：「41號檢體」。
住處：無住處。
屬性：極惡《正義值：-500》
擔當襲擊蜥蜴人部落的軍隊的現場指揮官。身份為安茲手中誕生的「死者大魔法師」，名字取自41號檢體（iguvua＝41）。
在不死者軍團潰敗時奉命出擊，驅使〈召喚不死者〉、〈火球〉、〈雷擊〉和〈恐慌〉等魔法，僅憑一人之力使戰況瞬間逆轉。
隨後與發起決死突擊的薩留斯、蔻兒修、任倍爾三人展開激鬥，令三人陷入苦戰，但最後仍敗於薩留斯的奇計與奇蹟的一擊，並因此戰死。
由於其名字，有疑似使用冒險者伊格法爾吉的屍體製成的說法(而按照文庫版的情節，伊格法爾吉也剛好是第41個被納薩利克捕獲回收的異世界人，同時伊格法臉部也留有類似伊格法爾吉所受致命傷的創口)。
尼羅斯特·轡因其爾（Neuronist Painkill，聲: 玄田哲章）
種族等級：食腦者Lv7
職業等級：主教Lv3、醫生Lv10、神手Lv3等。
別稱：「五大最惡『職位最惡』」。
種族(7)+職業(16)綜合等級是23級，角色創造者不明。
職位：納薩力克地下大墳墓特別情報收集官（拷問官）。
住處：地下第五層冰結牢獄內 真實之間（Pain is not to tell）。
屬性：邪惡《正義值：-425》
具有人的身體，但是頭部卻是酷似歪曲章魚的物體，有著長至大腿處的六隻長長的觸手，身形腫脹、膚色濁白、穿著曝露緊身皮衣的中性魔物，颜色是溺死的屍体一般獨白色，身体也像是溺死的屍体一般浮腫，穿着暴露但卻以女性自稱，極不協調地有著與外表不襯的芳香體味和甜膩語氣，在拷問方面非常殘忍無道。負責拷問卡恩村俘虏来的“陽光聖典”成員(拷問到死)，所得情報則交給雅儿贝德。
納薩力克裡對安茲抱持著愛意的成員之一，並自认为拥有超过夏提雅和雅儿贝德的美貌。
察克穆爾（Chacmool）
種族等級：未知
職業等級：未知。
別稱：「五大最惡『性格最惡』」。
綜合等級未知，角色創造者為節制。
職位：納薩力克地下大墳墓樂師。
住處：未知。
屬性：未知
幾乎沒有已知情報。其麾下「埃裏希擦弦樂團」成員包含多隻高階二重幻影，足以模仿昴宿星團女僕團全員的大部分實力。
琪雅蕾妮納·貝隆（Tuareninya Veyron，聲：嶋村侑）
職業等級：女僕Lv1(一般)、奴隸Lv2(一般)。
職位：耶·蘭提爾城鎮的女僕長候補。
別稱：「納薩力克外的女僕長(預定)」。
種族(0)+職業(3)綜合等級是3級，異世界原住民。
住處：第九階層的單獨傭人房。
生日：下風月14日
興趣：過去是編織花冠，現在沒有特別的興趣。
因貴族看上其美貌而被擄走的女子，小名琪雅蕾。被輾轉賣到八指旗下的娼館並受到虐待，於瀕死狀態下遭到丟棄時偶然地被塞巴斯解救(但在被塞巴斯救回時是懷孕的，可是在治療的過程中腹中的孩子被對塞巴斯做法不滿的索留香私自吃掉。後被索留香恢復到“被做那種事之前的狀態”)。因塞巴斯的救命之恩與溫柔而對其抱有好意。其實是漆黑之劍中尼納失蹤已久的親姐姐，並因這層身分得到了安茲的溫情對待；在塞巴斯的請求下，最後得以以納薩力克地下大墳墓臨時女僕之身份與塞巴斯一起生活。
從地獄一樣的世界中被解放出來，正因浸於幸福之中而一直將笑容掛在臉上，現在最大的煩惱是長期過著低頭看人臉色的生活，而沒辦法找回以前與人相處的方式，然後有些在意妹妹但似乎因為會把不好的記憶全部牽起來而故意不去想。
在魔導國建國後，依照安茲的命令，預定將來要負責管理在耶·蘭提爾工作的人類女僕們，因此被塞巴斯進行非常嚴格的訓練但都忍耐了下來。
因搶工作、加上加入納薩力克的時間點時，為女僕長因庇護人類嬰孩而被處以禁閉處罰...等，一般女僕私下對她有些微辭。
漫畫Overlord不死者之OH！第1集的卷末特典小說中，更提到一般女僕會私下更恥笑琪雅蕾為「沒有辦法值安茲班的可憐女人」、「非常可悲的存在」，沒有任何女僕跟她深交，顯示出檯面上平等但其實遭嚴重歧視的悲慘情況。所幸魔導國建立後被派往耶·蘭提爾作為女僕長候補，得以重回人類世界。
Web版設定為20歲，被貴族看上為13歲，被賣娼館4個月後遇到塞巴斯。
露貝德（Rubedo）
翠玉錄以特殊方式製作，可能是世界級道具"熱質石"製成的哥雷姆，號稱擁有無限能量。
纳薩力克近戰特化最强個體，單論純粹的近身肉搏戰的話凌駕在塞巴斯、科塞特斯和雅兒貝德之上，安茲所言例外的一人(在百級NPC外的特殊戰力)。但似乎還是贏不了配置在第八層的「那些」。
性能比世界冠軍(官方外掛)還強，只有第八層的配置（含威克提姆的特殊能力）並使用世界級道具是贏過她的可能唯一方法。
因相同創造者故是妮古蕾德和雅兒貝德的妹妹，但卻受到姐姐妮古蕾德的忌憚，將之蔑稱為「絲比尼兒」，並向雅兒貝德警告本質與他人完全不同的她必會對納薩力克带来巨大的災害的危險性。
在帝國工作者侵入大墳墓之後被雅兒貝德向安茲請求加入無上至尊的秘密搜索隊。
艾克雷亞·艾克雷爾·艾伊克雷亞（Eclair Ecleir Eicler，聲：檜山修之）
種族等級：鳥人Lv1
职位：纳薩力克地下大墳墓第九層客房主管。
種族(1)+職業(0)綜合等級1級，角色創作者是紅豆包麻糬。
住處：地下第九層的傭人房之一。
塞巴斯的助手，專職打掃，外形是一隻企鹅，移动方式是由男仆夹在腋下移动。
被设定為对纳萨力克的统治权有野心，"口頭"上老是嚷嚷著將來要統治納薩力克，其行為被一般女仆們讨厌着。
普欽內拉（Pulcinella，聲：西村太佑）
角色創造者不明。
職位：迪米烏哥斯的輔佐。
身穿純白服裝，戴著一副模仿鳥嘴的黑色長鼻子面具的小丑，被安兹指派去辅助迪米乌哥斯，總是將「要把幸福带给身邊的人」掛在嘴邊，但實際只對纳薩力克成員才這麼作，對其他以外的人所用的(溫柔)做法卻相當地扭曲殘忍。
人物原形為義大利傳統面具即興劇的同名諷刺性角色。
迪伊托乌斯·安涅伊乌斯·谢克托乌斯（Titus Annaeus Secundus）
種族：骷髏魔法師Lv?。
角色創造者不明。
職位：纳薩力克地下大墳墓司書長。
屬於特化制作的NPC，負責管理納薩力克的圖書館。
纳薩力克中擔當魔法卷軸的製作，目前正在研究使用現地材料的製程開發。
皮妮斯·弗倫·佩爾利亞（Pinison Pol Perlia，聲：藤村步）
種族：森林妖精（Dryad）
住處：都武大森林→納薩立克地下大墳墓第六層的村莊
有聲書『封印的魔樹』登場，異世界原住民。
原本住在都武大森林的樹精，因魔樹即將復甦向飛飛求救，被安茲(飛飛)以打倒魔樹為交換條件要求加入納薩力克，目前在第六層的果園田地工作。
對於安茲(飛飛)們當時的戰鬥嚇呆了。
皮奇（Piki，聲：佐藤拓也）
角色創造者為藍色星球。
職位：纳薩力克地下大墳墓副料理長。
菇類般的怪物，他的頭部像菇，上頭有著似乎快落下的紅紫色液體，不過那液體像是固態化的海苔醬一樣有著奇妙彈力。
纳薩力克中負責製作藥水，通常會在第九層的酒吧中擔當調酒師，料理之餘會抽空去第六層的田園做採收跟栽培的工作。
夏提亞消沉的時候將她帶到酒吧打算安慰她，但其不堪入目的買醉讓他後悔了。

## 卡恩村
安茲最初接觸的異世界村落，屬於耶·蘭提爾管轄，後歸為魔導國領土。
安莉·艾默特（Enri Emmot，聲：M·A·O）
職業等級：農夫Lv1、中士Lv1、指揮官Lv2、將軍Lv2。
別稱：「新任族長，霸王炎莉(by作者)」。
種族(0)+職業(6)綜合等級是6級。
住處：卡恩村的艾默特家，婚後改為巴雷亞雷家。
生日：中風月10日
興趣：農活（應該說村裡沒有其他娛樂）。
十六歲的村姑，遭偽裝成帝國士兵的教國騎士襲擊下失去父母，快被殺掉時安茲突然現身並拯救她們姊妹倆，並給與2個能召喚哥布林的一次性道具<哥布林將軍的號角>。
和哥布林關係不錯，也是村中極少數能正常稱呼哥布林本名的人，因自身是農村長女所以力氣很大，和哥布林比腕力能輕鬆獲勝，更因此被下屬的食人妖挑戰感到頭痛不已，一再表示自己是普通村姑，但卻突然被崇拜要假裝自己很偉大，並且到出奔波做自己從未做過的事情，但在召喚出五千名哥布林軍團後打敗第一王子的軍隊，被底下的哥布林大肆宣揚，威望更加提升。
小說第八卷受到眾人的推舉擔當村長，意外得到指揮官、將軍兩個職業。在食人妖襲擊村莊事件後，跟恩弗雷亞確認了對彼此的好感而成為戀人。
同在小說第八卷，因在娜貝面前稱贊宛如露普絲蕾琪娜的美貌，令娜貝「芳心大悅」而被其視為極少數可允許與之平等交談的人類。
使用第一個號角後召喚了19名哥布林組成的哥布林小隊，在第九卷中，為了對抗王國軍，則用了第二支號角召喚出五千名哥布林的大軍團。
於2016年9月15日投票結果，以3,764張票得到第十三名。
第十一卷中，跟恩弗雷亞已成婚，目前是新婚夫婦。婚後依然擔當著卡恩村的村長，同時兼任哥布林軍團的統帥，被哥布林們尊稱為將軍；在第十五卷中，與恩弗雷亞之間已有了孩子。
Web版中，因外界以為她是憑力量使役哥布林和食人魔組織傭兵團，而將她稱為「血染的安莉」；學院篇時被帶領一群哥布林逃離斯連教國陽光聖典追殺的巨型哥布林提及，其謠言似乎越傳越誇張。
妮姆·艾默特（Nemu Emmot，聲：高野麻里佳）
安莉的妹妹，10歲，個性天真彌漫的小幫手。
经历袭击事件失去双亲后变得十分懂事。
在接受安茲邀請時，因在安茲面前贊美了共同建設納薩力克工會的夥伴而得到安茲格外的寵愛。
在姐姐婚後為避免打擾新婚夫婦而改與莉琪同住。
哥布林軍團（Goblin Troop）
指揮官： 壽限無·裘蓋姆（聲：濱添伸也）；士兵：五劫（聲：矢野正明）、海砂利（聲：真木駿一）、雲來（聲：伊原正明）、食寢（聲：手塚弘道）、派波（聲：加藤將之）、ノスリ、水魚（聲：手塚弘道）、ヤブラ；狼騎兵：久命（聲：江越彬紀）、長助；魔法師：玳諾（聲：小若和郁那）；祭司：扣那（聲：江越彬紀）；弓兵：修林根（聲：手塚弘道）、古林戴；
別稱：「強壯的護衛集團」。
職位：安莉的護衛團。
住處：卡恩村。
各個體等級：哥布林指揮官（1人）Lv12、 哥布林魔法师（1人）Lv10 、哥布林祭司（1人）Lv10 、哥布林狼骑兵（2人）Lv10 、哥布林弓兵（2人）Lv10 、哥布林士兵（12人）Lv8，共19名哥布林的小軍團，綜合等級全員合計是60級。
安莉用安茲給予的<哥布林將軍的號角>第一次召喚出來的哥布林戰士集團，不論體魄跟知性都比普通哥布林强很多。
对召唤者安莉绝对忠诚，親切地稱安莉為「大姐」，不仅担任村子的警戒工作、教授村民战斗技能，还帮助劳力不足的村民干农活，很快便被村民接受，融入村子的生活，但實質仍然存在些戒心(恩弗雷亞查看出來)然而糧食消耗也提高了不少。
熱心地為藥師恩弗雷亞安排攻略安莉的計策，各個都聲稱希望讓「大姐」獲得幸福。
原本並沒有名字，所以安莉就以傳說中的哥布林勇者「壽限無」以及其騎士同伴的名字幫他們命名。
第二次發動<哥布林將軍的號角>，因為滿足了隱藏條件，召喚出來的是超過五千名的哥布林大軍。負責指揮這個軍隊的，是羽扇綸巾造型的哥布林軍師（聲：寺杣昌紀），軍隊組成有哥布林重裝步兵團（聲：真木駿一（團長））、哥布林聖騎士隊（聲：江越彬紀（隊長））、哥布林獸騎兵團（聲：濱添伸也（團長））、哥布林長弓兵團（聲：相馬康一（團長））、哥布林魔法支援團（聲：矢野正明（團長））、哥布林魔法砲擊隊（聲：伊原正明（隊長））、哥布林暗殺隊（聲：手塚弘道（隊長））、哥布林近衛隊（聲：木內太郎（隊長））、哥布林軍樂隊，以及哥布林後勤支援隊。哥布林大軍去掉格外強大的哥布林近衛隊也足以碾壓帝國、王國全軍。
阿格（Ag，聲：小若和郁那）
小說第八卷登場的哥布林孩童，所屬的部族先是因為遷居所派出的部隊，疑似被飛飛討伐全滅，而後又捲入東方巨人與西方魔蛇的計畫中而瓦解，在遭到東方巨人旗下的犬魔追殺時被安莉與哥布林軍團搭救。
屬於哥布林的亞種————「巨型哥布林」，擁有優於一般哥布林的智能，並似乎能成長到與人類相當的身材。
在食人妖襲擊村莊的事件前，因海砂利和露普絲蕾其娜的玩笑，誤以為安莉有著非凡的力量，而擅自地稱安莉為族長，成為了安莉成為村長的主因。
疑似在Web版學院篇中，為逃離斯連教國的追殺而帶領剩餘哥布林前往卡恩村，其體型已成長到與人類相當。

## 耶·蘭提爾
里·耶斯提傑王國國王直轄領，第九卷末割讓為魔導國首都。
帕納索雷·葛爾傑·帝·雷天麥亞（Panasolei Gruze Day Rettenmaier）
職位：前耶·蘭提爾市長。
耶·蘭提爾的市长，體態異常肥胖，頭髮稀薄到可以反光，說話時也像豬叫般地發出噗噗的尾音，但其實是被國王視為心腹的傑出人物，豬叫般的講話法也是刻意令人輕視自己用的演技。
王國與帝國的戰爭管理各種物流，同時詳細預測對國力的影響。
在耶·蘭提爾割讓給魔導國後撤離至王國，原本其住處經過部分改造成為安茲的房間，及魔導國辦公處。第十四卷中顯示他成為二王子賽納克底下的內務官員在王都內辦公。
布爾敦·艾恩扎克（Pluton Ainzach，聲：山本兼平）
職位：耶·蘭提爾的冒險者公會會長。
在討伐神秘吸血鬼的會議中初次登場，是一眼就能看出經驗豐富的壯年男子。
為了讓大英雄飛飛長期駐留可說是用盡手段，除了故作熱絡套近，也曾用故扮黑臉訓斥未招待飛飛友人的服務員的苦肉計來討好飛飛，在有聲書「封印的魔樹」中更打算安排交際花與飛飛共度春宵來留下其強大血統。
在耶·蘭提爾被魔導國佔領後暗地進行令公會空洞化(將冒險者送走)的工作，但在安茲親自造訪並暢談「令冒險者成為真正的冒險者」的理想時產生共鳴，轉而成為安茲公會國有化工作的協力者，稍後更為了協助招募帝國的冒險者，陪同安茲與鬥技場主辦人歐斯克進行交涉。
由於是安茲穿越後頭一個本地人身分屬下，會做出不同於NPC的勸諫與建言，令安茲感到相當開心。
提歐·拉克希爾（Theo Rakheshir，聲：櫻井透）
職位：耶·蘭提爾的魔法師公會會長。
艾恩扎克冒險者時代就認識的老友，個性稍微有點神經質，曾在討伐神秘吸血鬼的會議中，因飛飛拿出了據稱封有第八位階魔法的封魔水晶做出失態的舉動，進而對飛飛抱有好感並提供了不少情報給他。動畫中並沒有登場。
耶·蘭提爾被魔導國佔領後，與艾恩扎克同樣進行著公會空洞化的行動，但在聽到安茲對冒險者的理想後同樣受到了吸引，表示願意全力協助艾恩札克的工作，並半開玩笑的表示以後要跟艾恩扎克一起去冒險。
莉琪·巴雷亞雷（Lizzie Bareare，聲：谷育子）
耶·蘭提爾最高級藥師，第三位階魔法的使用者，是一大把年紀的老婆婆，恩弗雷亞的奶奶。占有著非比尋常的市場份量，有看到稀有藥水就想製造出來似瘋狂的一面。看到布莉塔持有的紅色藥水時所發出的反應，曾讓布莉塔懷疑自己能不能活著離開。為了救回被綁架的孫子，與安兹簽訂支付一切的契約。
於小說第八卷中，目前和孫子一同住在卡恩村，窩在住所裡嘗試製作紅色藥水，卻意外研發出紫色藥水（紅色藥水的試作品）。
Web版中，為了得到飛飛（娜貝）擁有的紅色藥水的製作材料，曾打算用攻擊魔法威脅他說出材料名稱，卻在得到答案時受到打擊。
恩弗雷亞·巴雷亞雷（Nfirea Bareare，聲：村瀨步）
職業等級：魔法師Lv3、鍊金術士（天才）Lv4、藥劑師（天才）Lv4、醫生Lv1。
別稱：「天才鍊金藥師」。
種族(0)+職業(12)綜合等級是12級。
職位：藥師。
住所：卡恩村的巴雷亞雷家。
生日：中風月18日
興趣：鍊金術實驗（獲得新知識）。
莉琪的孫子，一名天才藥師，對研發新藥水非常狂熱，常跟奶奶2人廢寢忘食投入研究。感情上對安莉抱持著單戀，天生異能是能使用任何魔法道具，例如人類以外的種族、王家血統等限制才能用的道具他都能用。
為了調查傳說中的治療藥水－〈神之血〉(遊戲裡的一般治療藥水)雇用飛飛，後來因娜貝拉爾的失誤和安莉的關係發現飛飛跟安茲是同一人，因而立志成為能像安茲一樣有能力能保護安莉及村莊的人。
因本身天生異能而被綁架（知拉農2人組抓去裝備風花聖典的祕寶），而後飛飛（安茲）成功救出來並治療傷勢回到奶奶身邊。
於小說第八卷中，和奶奶一起搬到卡恩村居住，一起研究新型藥劑時，意外發現紫色藥水（紅色藥水的試作品），並藉由替阿格療傷時測試效用和確定是否有副作用。
在食人妖襲擊卡恩村事件中，勇敢的對安莉說出了要保護自己喜歡的人，事件後終於確認了彼此間的好感而成為戀人。
第十一卷中，跟安莉已成婚，並因有安莉的照料過著較為正常的生活。之後在第十六卷中提及只通过幾年左右的研究，就成功研发出了使用本土的材料制作紅色藥水（神之血），目前还在致力于研发使用廉价炼金术溶液和草药等制作红色药水，无愧天才之名。
Web版中，並非金髮男性，而是紅髮女性，還有著嚴重的起床氣，而且似乎對飛飛（娜貝）有著戀愛般的情感，並表示會以成為飛飛（娜貝）的戀人作為目標努力。

### 冒險者

#### 漆黑之劍
白銀級冒險者，由尼納創立的隊伍，目標是找到十三英雄「黑騎士」持有的四把漆黑之劍。
卡恩村委託結束後，在恩弗雷亞家中遇上克萊門汀和卡吉特，遭到虐殺。
Web版叫作「旋風之斧」，且並未遭到全滅。目的也有所不同，文庫版是要找到黑騎士的4把漆黑之劍，Web版則是找到風巨人戰士長的斧頭。
彼得·莫克（Peter Mauk，聲：興津和幸）
職位：漆黑之劍領隊。
個性較為正經，經常斥責陸克路特。
擁有武技〈要塞〉。
陸克路特·波爾布（Lukrut Volve，聲：花江夏樹）
職位：漆黑之劍成員。
漆黑之劍的游擊兵。
個性輕浮，對娜貝一見鍾情，卻老是被無情言語打擊。
尼納（Ninya，聲：田村睦心）
職位：漆黑之劍成員。
漆黑之劍的術師，魔力系魔法吟唱者。擁有能將學習魔法時程縮短的天生異能。
女扮男裝，連漆黑之劍的其他成員都不知道，後來因安茲（飛飛）檢查傷勢時被安茲（飛飛）得知。
最後被克萊門汀虐待至死。
一心想要能與姐姐再度重逢，死後遺留下的日記成為其姐姐獲得安茲庇護的契機。
Web版中並非女扮男裝，而是真正的男性。
達因·伍德汪達（Dyne Woodwonder，聲：竹內良太）
職位：漆黑之劍成員。
漆黑之劍的森林祭司，會使用治療魔法和操控自然的魔法，精通藥草知識。

#### 其他冒險者
布莉塔（Brita，聲：雪野五月）
職位：卡恩村義警隊領隊。
鐵級的红髮女冒險者。
飛飛（安茲）在耶·蘭提爾最初的酒馆遇到的女冒險者，主要在耶·蘭提爾附近活動。
曾遭遇夏提雅，因其身上有飛飛（安茲）給的治療藥水而逃過一劫，之後因心灵受创，從冒險者引退。
引退後从耶·兰提尔离开並搬到卡恩村定居，目前擔當義警隊隊長。
Web版中，被夏提雅襲擊後，未因心靈受創而引退，而是繼續冒險者的工作，並將當時的飛飛（娜貝）稱為「老師」。
伊格法爾吉（Igvarge，聲：濱添伸也）
職位：克拉爾格拉領隊。
秘銀級冒険者隊伍「克拉爾格拉」的代表。
相當不喜歡由銅牌一步登天至秘銀牌的飛飛。為了破壞飛飛他們的好評價，而尾隨飛飛一起討伐吸血鬼（夏提雅），最後連同伴一起慘遭雅兒貝德、馬雷等殺人滅口。屍體被納薩利克回收利用。
儘管對人的態度很糟糕，在執行任務時卻沒有讓小隊中任何一名成員死亡，因此似乎相當有能力。
佩洛提（Bellote，聲：西山宏太朗）
職位：天狼領隊。
秘银級冒険者隊伍「天狼」的代表。
在神秘吸血鬼（夏提雅）對策出席的冒險者之一。
似乎在耶·蘭提爾變為魔導國的所屬後選擇離開。
摩克納克（Moknach，聲：櫻井透）
職位：虹領隊。
秘银級冒険者隊伍「虹」的代表。
在神秘吸血鬼（夏提雅）對策出席的冒險者之一。
由於是在當地出身，在耶·蘭提爾變為魔導國的都市後選擇留下；在和安茲相遇時，起初對其抱著反感；但在與安茲對話後，被其人格所吸引，轉而對安茲抱著敬意。

## 

### 王族
蘭布沙三世（Ramposa III，聲：長克巳）
職位：凡瑟芙王家國王。
住處：羅倫提城。
现任国王，在位三十九→四十三年（截止第14卷），由於深陷王族和贵族之间的对立顯得比實際年齡60岁更為蒼老憔悴，因为曾经在战斗中膝盖受伤，所以走路时要拄拐杖，並因憂心繼承人的才具不足而遲遲無法退位，不過仍稱的上是位愛護子民的仁君，曾破格的授予出身布衣的葛杰夫王國戰士長的地位。
因為惡魔騷動時果敢地率軍站上第一線保護民眾而在派閥之爭佔據上風，但也因此滋生出想進一步鞏固力量以令子孫安泰的平凡野心，結果間接導致了王國軍慘遭大虐殺的悲劇。他非常信赖自己的心腹战士长葛傑夫·史托羅諾夫，在得知他死亡的消息时，由于悲痛和动摇而极度慌乱，丑态毕露，甚至还因为蒼薔薇的拉裘絲没能成功复活葛傑夫而打伤了拉裘絲的脸。
第14卷時一度想以自己的項上人頭平息安茲的怒火，從而阻止與魔導國的戰爭，卻因雅爾貝德拒絕接受而失敗，後被賽納克二王子監禁。在賽納克二王子死後為拖慢魔導國摧毀城鎮的速度，接受了拉娜的建議，將王國的魔道具與王冠藏於城中，之後與拉娜一同面對安茲時，被拉娜殺害。
巴布罗·安德瑞恩·耶路德·萊兒·凡瑟芙（Barbro Andrean Ield Ryle Vaiself，聲：楠大典）
職位：凡瑟芙王家大王子。
住處：羅倫提城。
第一王子，体魄強健，以貴族的標準而言武藝不差，但头脑卻不如弟弟。個性專橫暴躁且自我中心，僅因顧及王族形象才勉強加以掩飾，对平民不屑一顾，为了自己的名誉而行使权力毫不犹豫，对冒险者和魔法等知识方面也很欠缺，不过也还是会最基础的谋略知识。在繼承問題上受到岳父博羅邏普為首的貴族派閥支持，且與八指多少有所關聯，收了毒品部门的贿赂。
王都騷動時躲在城內導致聲望下降，為了扳回顏面而隨國王出陣對帝國（魔導王）的戰爭，但卻被分派偵查卡恩村的次要任務；由於無法理解父王保護愛子的真義，於不滿與傲慢下輕率地進攻村莊，結果反而被安莉召來的哥布林大軍擊敗，在逃走時被露普絲雷其娜虐殺。
（Zanac Valleon Igana Ryle Vaiself，聲：藤吉浩二）
職業等級：國王（一般）Lv1、王子（一般）Lv4、領袖（一般）Lv2、戰士Lv1
別稱：「凡瑟芙王家最後的國王」。
生日：下水月14日
興趣：吃飯、睡覺、放空
職位：凡瑟芙王家二王子。
住處：羅倫提城。
第二王子，體格微胖，但擁有足以被雷文侯爵視為同伴而加以支持、能成為明君的才智，也有著對無情驅使下人送死感到良心不安的一面。雖然長期被貴族、八指的幹部和普通民眾視為無能之輩，但其實是用以誤導對手(巴布羅大王子)的手段。他担心如果哥哥巴布羅成为国王，就会成为貴族派貴族和八指的傀儡，所以打算和雷文侯联手成为国王或大公。
對王位並不感興趣，但為了避免王位落入到王兄巴布羅手上，不惜利用自己妹妹的智慧也要搶奪王位。
在王兄巴布羅「失蹤」而篤定成為下一任國王後開始輔佐心力衰退的父王，展現出原本深藏不漏的才幹，在盟友雷文侯退回領地不出的情況下孤軍奮戰地試圖挽救國勢。甚至在第10卷負責接待雅兒貝德領悟到對方的毫無善意而主動下跪。
半公開地稱呼妹妹拉娜為怪物，並因隱約感覺到她行事的不協調性而恐懼，不過仍在王都惡魔騷動後結成合作關係，且在代父監國後越發倚重她的才能。在明白拉娜對克萊姆的異常愛情後，提出姑息默認的承諾來攏絡她，但由於拉娜早已經背叛王國，反在不知情的情況下被逐步誘導向更加不利的局面。
第14卷面臨魔導國的宣戰，本著責任感軟禁父王肩負起一切的國政，因为对进攻的魔导国的压力暴食导致发胖，跨上爱马的时候，马投来了谴责的视线。並率領王國最後的大軍主動出擊尋求國家渺茫的活路。在陣前的交涉中，雖未能說服魔導王但仍理解了安茲的想法，並因表現出的氣度得到安茲予以速死的承諾，不过赛纳克对自己评价过低，不够自信，因为不如父亲的仁德、兄长的威风、妹妹的智慧，而判断自己并不适合当国王。然而卻在返回陣地時遭到為求自保的貴族們背叛而死，被取下的首級在被獻予安茲後得到厚葬，而他的死也使安茲在感情上對王國失去了「興趣」，而決定採取最殘酷的屠戮，投降的貴族們連同家人送往拷問官尼羅斯特之處，更下令「即使他們主動尋死也不要立刻殺了他們」。
拉娜·提耶兒·夏爾敦·萊兒·凡瑟芙（Renner Theiere Chardelon Ryle Vaiself，聲：安野希世乃）
種族等級：小惡魔Lv1（14卷）
職業等級：公主（一般）Lv?、女演員（一般）Lv?（5卷）；女演員（一般）Lv4、天才Lv5（14卷）
別稱：「黄金公主」。
職位：公主。（5卷）；■■（將來預定，14卷）
住處：羅倫提城。（5卷）；納薩力克第九層的一個房間（14卷）
生日：上火月7日
興趣：看克萊姆。（5卷）；和克萊姆■■■（14卷）
王國第三公主，擁有一頭閃亮的金色長髮，擁有著聞名國內外的美貌與智慧，而被譽為「黃金」。提出了諸多跨時代的政策，雖然多半遭到貴族的阻撓，但仍促成了王國奴隸制的廢除，甚至連帝國的施政都私下參考她的提案。
擁有能夠迅速切換、模仿並使用大多數職業能力的極罕見職業「天才」的人物，平時給人天真不知世事的公主的印象，但其實城府極深，會如女演員般地視對象不同而改變自己的形象取利。
其才智能與迪米烏哥斯、雅兒貝德比肩。吉克尼夫口中的「莫名其妙的女人」。
對克萊姆有異常的戀情，長年策畫毀滅王國，理由是王國的派系鬥爭促使自身無法與克萊姆結為連理，原計畫是將自己的政策洩密給帝國近而壯大帝國再讓帝國併吞王國，在八指事件後接觸了雅爾貝德並投靠安茲。
Web版是身為人類卻是不懂人類感情為何的怪物，平常的形象全是裝出來的，接受雷文侯爵輔佐且合作愉快並沒有背叛王國；文庫版中則為雖不具備但卻能夠理解人類感情的怪物，也因為能理解而更懂得操弄人心。
對童年時被自己拾回的隨從克萊姆抱持著極度扭曲的愛意。目前充滿智慧及仁慈的形象是因為克萊姆認為「公主就是這樣偉大的人物」而演繹的，實際上眼中只有克萊姆，除了克萊姆外不在乎任何人類的死活，其他人類對她來說頂多只是棋子與可操弄的對象。半威脅的讓賽納克二王子保證只要輔助他登上王位就賜婚給她與克萊姆。
疑似在私底下與迪米烏哥斯有著某種交易。與雅兒貝德會面時，行以跪拜禮。從雅兒貝德那獲得一個有著多道封印的箱子，當箱子打開時將會獲得「領域守護者」的地位，第14卷證實箱內放有「墮落之種」。後為說服克萊姆一同效忠安茲而編造了「為復活克萊姆而向安茲宣誓效忠」的謊言。
雅兒貝德將她評價為「雖然是人類，卻有著異形種的精神狀態」。

### 貴族大臣

#### 擁王派
厄里亞斯·白朗·雷文（Elias Brandt Dale Raeven，聲：桐本拓哉）
職業等級：高級貴族（一般）Lv?、賢者Lv?、領袖（一般）Lv?等。
別稱：「溺愛兒子的大貴族」。
職位：里‧耶斯提傑王國大貴族。
住處：耶‧雷布爾的府邸。
生日：下火月30日
興趣：關於小孩的一切。
王國六位大贵族之一，金髮，因為消瘦與缺乏日曬的蒼白膚色給人蛇一般的印象，由於維持著在貴族派與擁王派間兩面討好的態度而被揶揄為蝙蝠，但同時也因在王公大臣間無可取代的才幹而為兩派所倚重。在王位繼承問題上支持第二王子。
年輕時有篡位的野心，但在政略結婚後對孩子滋生出愛情，想法也轉變為維持国家的存續，成為披著貴族派假象的擁王派支持者，與表面游刃有餘態度正好相反，時常為了維持著國內脆弱的平衡而苦惱。非常疼愛自己五歲的孩子。
與一般貴族不同地不拘於門第，將軍隊的指揮權委予平民出身的優秀人才，並結交冒險者以獲得各式各樣的知識，在表明自己真正的立場後也與葛傑夫建立起互相敬重的關係。
在web版死於安茲超位魔法的大虐殺下，在文庫版則是因安茲與葛傑夫會面產生的空隙而僥倖生還。
戰爭後損失了原山銅級冒險者隊伍以及平民出身的優秀軍師，在回到領地後就閉門不出。
在王國滅絕戰時，疑因妻小遭到挾持或明白王國的必然命運而倒戈，在協助魔導國對王都的情報封鎖的同時也遴選了少數得以殘存的貴族；並於王都毀滅後率他們晉見魔導王。
洛克邁亞（Lockmeier，聲：矢野正明）
盜賊，外號「不可視」。雷文侯爵僱用的原山銅級冒險者。在襲擊八指據點和惡魔騷亂時，與布萊恩和克萊姆組隊行動。
與其他原山銅級冒險者為了掩護雷文侯爵撤退，一同死於戰爭。
鮑里斯·阿克賽爾森（Boris Axelson，聲：手塚弘道）
火神聖騎士，有著「邪惡殺手」的職業。雷文侯爵僱用的原山銅級冒險者們的領隊。在惡魔騷亂時，以二王子的護衛身份，一同巡視王都。
與其他原山銅級冒險者為了掩護雷文侯爵撤退，一同死於戰爭。
約蘭·迪克斯戈多（Göran Dixgard，聲：伊原正明）
風神神官。雷文侯爵僱用的原山銅級冒險者。在惡魔騷亂時，以二王子的護衛身份，一同巡視王都。
與其他原山銅級冒險者為了掩護雷文侯爵撤退，一同死於戰爭。
弗蘭森（Franzén）
戰士，運用「跳舞武器」這種魔法道具，達到四刀流境界。雷文侯爵僱用的原山銅級冒險者。在惡魔騷亂時，以二王子的護衛身份，一同巡視王都。
與其他原山銅級冒險者為了掩護雷文侯爵撤退，一同死於戰爭。
倫德奎斯特（Lundqvist，聲：江越彬紀）
魔法師，開發了好幾種冠有自己名字的魔法，被稱爲秀才。雷文侯爵僱用的原山銅級冒險者。在惡魔騷亂時，以二王子的護衛身份，一同巡視王都。
與其他原山銅級冒險者為了掩護雷文侯爵撤退，一同死於戰爭。
利利（聲：藤田茜）
雷文侯爵的寶貝兒子，5歲。被雷文侯爵溺愛著，也因為他的誕生，使得雷文侯爵失去了意圖篡位的野心。
勃魯姆拉修侯（Marquis Blumrush，聲：野川雅史）
王國六大貴族之一，隸屬擁王派的貴族，因在領土上有金礦和秘銀的礦山，靠著那裡出產的貴金屬成為了王國財力第一的貴族。
表面上是王國的貴族，實際上是王國的背叛者，暗地裡將王國的情報與拉娜提出的政策送去給帝國皇帝。據說非常貪婪，有著為了一枚金幣連家族都可以背叛這樣的惡評。
儘管雷文侯爵和少數王族很清楚他的所作所為，但為了維持派系的平衡而尚未將他肅清，只能用避免重要情報落入他手中的消極方式處理。在對帝國（魔導王）的戰爭之後有幸存者提供目擊报告說勃魯姆拉修侯阵亡于魔物脚下。
貝斯貝亞侯（聲：石谷春貴）
王國六大貴族之一，在六大貴族當中最年輕的美男子，隸屬擁王派的貴族。
是和國王的長女結婚的貴族現任當家，與此同時正式成為了六大貴族之一，雖然對于他的能力和性格都還有很多未知的地方，但是他的父親是在能力和品格上都很優秀的人。
烏洛瓦那邊境伯（聲：菊池康弘）
王國六大貴族之一，在六大貴族當中年齡是最大的，隸屬擁王派的貴族。
具備了德劭年高之人特有的威嚴，是大貴族當中最具有個人魅力的人物。而他對於安茲的實力表示要警戒，對此讓不少貴族派貴族表示不屑。

#### 貴族派
博羅邏普侯（Marquis Boullope，聲：伊原正明）
王國六大贵族之一，貴族派的盟主，樣貌為身材出現走樣趨勢的歷戰武人，個性傲慢且強勢，雖被雷文侯私下挖苦為「指揮作戰只懂得下令前進與進攻」，但公認有著王國貴族頂尖的軍事才能。
擁有足以與王室抗衡的龐大領地與軍力，受到葛杰夫战士团的启发，並組建有號稱能與帝國騎士匹敵的常備軍，在王位繼承問題上支持自己的女婿第一王子巴布羅。
在對帝國（魔導王）的戰爭中派出了5万以上的兵士，是出兵最多的贵族。為王國軍左翼大將，在安茲發動超位魔法時，與左翼的所有士兵一同被當成召唤黑山羊幼仔的祭品而死去。
李頓伯（聲：佐藤拓也）
王國六大贵族之一，是隸屬貴族派的貴族。
因在六大貴族中也是低人一等，也因此拼命想要提升自己的價值。但那為了擴大自己的勢力，使別人受苦也在所不惜的糟糕人品，讓他即使在其它貴族中也是惡評如潮。

#### 派系不明
圖格魯·卡蘭·德魯·普魯根海姆（Tōkeru Karan Deiru Byorukenheimu，聲：山下誠一郎）
廣播劇CD「漆黒の英雄譚」出場人物。
小貴族普魯根海姆家的下任伯爵，為了達成"繼承家業前要和怪物展開跨越生死的戰鬥並贏得勝利"的家規來到耶·蘭提爾。
富責任感的好青年，但卻因對「美姬」娜貝一見鍾情而超支僱用了「漆黑」，並在一路上鬧了不少洋相。
在廣播劇末尾親眼目睹了飛飛討伐巨型蛇怪的功績。在晚年向子孫們講述了這段見聞(搭配後續劇情，本人與家族似乎都在王國滅亡時幸免於難)。
安德雷（Andore，聲：松本忍）
廣播劇CD「漆黒の英雄譚」出場人物。
圖格魯的護衛，經驗豐富的游擊兵，因協助前任領主完成家規而成為普魯根海姆家家臣。
因少爺的暴走而勞碌的苦勞人，雖認為少爺希望渺茫但仍盡心盡力的提供協助。
妻子是當上家臣後認識的，孩子剛出生。
納伊烏亞伯爵
北方港都耶.納伊烏爾的領主，是超过40岁的海上男人，有著比起貴族更像勞動者的風貌，並有著不似貴族的平易近人風範，也是一个爱护人们的贵族。但會用剩下的头发拼命地遮住前脑勺和头顶的秃头。
領地在王國滅絕戰中，因安茲顧及賽巴斯的請願削減進攻兵力與朱紅露滴意外的出現幸運擊退了進犯的魔導國軍，使王國首度明瞭魔導國的進攻策略。

### 下級貴族
（Baron Cheneko，聲：中國卓郎）
參與與帝國及魔導王的戰爭中的一位貴族，對巴布羅大王子展現出諂媚的姿態，受王命前往拜訪「漆黑」，卻疑似因擺出高壓態度而被娜貝驅逐，而後與巴布羅一起在卡恩村被安莉召喚出的哥布林大軍擊敗。
菲利浦（Philip Dayton L'Eyre Montserrat，聲：松岡禎丞）
王國下級貴族的三男，全名叫菲利浦·迪登·利爾·莫察拉斯(フィリップ・ディドン・リイル・モチャラス)，靠著二位兄長接連病死與死於對魔導國的戰爭成為繼承人，缺乏貴族的教養與才具，但卻自命不凡的志大才疏之輩，時常作著將來能大顯身手的白日夢，被雅爾貝德、希爾瑪與八指幹部評為「愚蠢的出類拔萃」、「會讓人覺得罵人白癡很失禮的白癡」的人物。
在雅爾貝德出使王國時率先親近她，並在希爾瑪的協助下舉辦吸引類似立場貴族成立派系的宴會，卻不知一切都只是魔導國吞併王國計畫的一部分。
覬覦雅爾貝德的美貌，向希爾瑪徵詢娶她為妻的可能性，更在魔導王傳出死訊時打算付諸實行，種種的愚蠢行為成為了扶持他的希爾瑪胃痛的根源。
第14卷時為了提升領地的富裕程度而帶人搶劫魔導國用以協助聖王國的運糧車，其輕率、愚蠢的舉動導致了王國更加提前且殘酷地迎來了末日。在搶劫運糧車後死不承認自己是魔導國進攻王國的元兇，之後本人被雅儿贝德俘虏，生死不明。
菲利普的父亲
男爵，在最终王国被灭亡的时候，临死前的遗愿是让自己的那个笨蛋儿子知道大家的痛苦。雅儿贝德听到后很爽快的接受了。（目的一致）
迪樂芬男爵（Wayne Delvin）、洛基爾男爵（Igor Rokerson）
菲利浦派閥的成員，形影不離的寒酸瘦子與駑鈍壯漢的二人組；與彷彿伯亞基與東茲拉雙人組的滑稽外表不同，是派閥中少數有自知之明的人。
在接近拉攏菲利浦時得知了他襲擊魔導國車隊的打算後，計畫假意配合後將之出賣來重創在背後操弄的八指，藉以讓國家走向更好的未來，但卻因連串的意外落空。兩人的頭顱最後被雅爾貝德親手送給了菲利浦。

### 王室直屬士兵
葛傑夫·史托羅諾夫（Gazef Stronoff，聲：白熊宽嗣）
職業等級：戰士Lv?、傭兵Lv?、冠軍Lv?等。
別稱：「王國最強戰士」。
職位：王國戰士長。
住處：王都。
生日：中土月21日
興趣：儲蓄。
王國中數一數二的戰士，平民出身並擁有傭兵的經歷，原為半隻腳踏入英雄領域，但學會了某究極武技後正式踏入英雄領域，並裝備各個王國神器，成為英雄領域中的佼佼者，在五年前的御前比武優勝後擔當王國的戰士長(原本應該成為一代貴族的騎士爵，但受到其他貴族反對才另取為此稱號)，有著異世界罕見的黑髮黑眼睛。
人格高潔，對國王有著很强的忠義，並在國王的信任下被允许佩戴王国所擁有的四大寶物(其中包括了足以殺傷安茲的魔法武器<剃刀之刃>)，但也因出身與身為擁王派人馬的立場而為貴族們所忌恨，對於國家的混亂與離心離德感到痛心與無能為力。
於小說第一卷追擊襲擊村莊的帝國騎士偽裝者時結識安茲，並在落入陽光聖典的陷阱時受到其搭救，深知安茲的強大並抱有敬意，曾向國王進言與之建立友好的關係，並在對方藉索要耶·蘭提爾宣戰時力阻開戰，但都在貴族的嘲諷與奚落下而落空。
於安茲以超位魔法蹂躪王國軍時為了掩護國王逃脫自願斷後，而在戰場上與安茲再次碰面，雖然深知毫無勝算可言但仍拒絕了安茲的招降並提出決鬥的請求，結果雖然在即死魔法的攻擊下瞬間敗北，並在魔法的附加效果下無法被低階復活魔法復活而確定死亡(決鬥前已表明拒絕安茲對死後的他進行復活)，尊敬其意志的安茲因此停止了對王國軍的追擊。在web版則是存活且並未接觸到安茲。
擁有武技〈流水加速〉、〈集中戰氣〉、〈即刻反射〉、〈六光連斬〉、〈要害掃描〉和〈可能性感知〉。
布萊恩·安格勞斯（Brain Unglaus，聲：遊佐浩二）
職業等級：戰士/天才Lv?、劍術專家Lv?、劍聖Lv?等。
別稱：「武藝求道者」、「指甲刀布萊恩」。
職位：無職位。
住處：無住所。（曾暫住在葛傑夫的家中）
生日：中風月10日
興趣：練刀。（所有精進武藝之事）
擁有與生俱來劍術天賦的男子，對自身的才能感到自負且不斷精進的隨性之人，使用罕見的異國武器「刀」，在五年前的御前比武決戰中從葛傑夫那兒嘗到初次敗北的滋味，之後便將超越對方視為人生的目標，並為了輕鬆獲得鍛鍊自己所需的一切加入盜賊傭兵團「散播死亡之剑」。
在夏提雅襲擊傭兵團時與之交戰，在與吸血鬼新娘的戰鬥中佔了上風，但在自豪的秘剑〈虎落笛〉被夏提雅兒戲般地擋下時受到強烈的衝擊，雖然僥倖逃脫，但卻受到了存在意義遭到否定的打擊，如喪家犬般地流浪到王都時被葛傑夫發現並收留。
在稍微恢復精神後偶然目睹了塞巴斯對克萊姆進行的訓練，因無法理解弱小的克萊姆通過考驗的原因而提出詢問，結果得到了塞巴斯「為了別人付出，就算遭受挫敗也不會倒下」的回答。在稍後協助塞巴斯掃蕩地下娼館時對克萊姆的愚直產生好感，初次地感受到同伴的意義並領悟塞巴斯之語的真意，之後接受了葛傑夫的邀請，暫時成為了拉娜公主名下的戰士，在討伐八指、惡魔騷動中抱著「想讓這小伙子活久一點」的想法與克萊姆共同行動。
在迪米烏哥斯侵攻王都時，重遇夏提雅(不過記憶喪失的夏提雅並不記得他)。在明知必死但仍要掩護他人逃走的覺悟下，意外地突破極限使出融合〈領域〉、〈神閃〉、〈四光連斬〉三種武技的奧義並打斷夏提雅的指甲，對結果感到滿足的布萊恩事後把此技稱作「爪切」。
之後亦參加了王國對帝國及魔導王的戰爭，目睹了好敵手葛傑夫與安茲的最後一戰，不過卻對是否繼承葛傑夫的意志感到猶豫。
戰敗時，國王問到「若能在這場戰爭中存活，你想要什麼獎賞？」時，他只說「只要能看到克萊姆娶拉娜公主為妻就滿足了」。
後在葛傑夫的師父威絲契指導下努力習得六光連斬。
在文庫版第十四卷中的王都最終決戰中與科塞特斯對決並遭到科塞特斯使用「斬神刀皇」一刀秒殺，由於其覺悟被科塞特斯所認同，因此其屍體被科塞特斯厚葬。
web版中未能從夏提雅的初次襲擊中逃脫，反而遭到其吸血成為僕從，在納薩力克過著常遭欺負卻又為自己因吸血鬼化變強而狂喜的日子。
擅長武技〈領域〉、〈神閃〉、〈虎落笛〉、〈四光連斬〉和新創的〈爪切〉。
克萊姆（Climb，聲：逢坂良太）
職業等級：戰士Lv?、守護者Lv?。
別稱：「忠犬」。
職位：王國士兵。
住處：羅倫提城。
生日：不明（被拉娜撿到的那天）
興趣：收集英雄譚等故事。
身世不明的少年，是拉娜在離開城堡外出時撿到的孤兒。
沒有出色的才華，但憑藉著出乎常人的苦練，實力高於一般士兵，達到大約是冒險者中的金級實力，但戰士能力似乎已經到了上限。
拥有主材料为秘银辅以山铜打造并附魔的白色全身铠甲。
雖有實力但在王族間的關係並不是很好，經常被女僕們鄙視著(女僕大都是貴族女兒就身份來說比他還高)。同時貴族們也看不慣他，認為「不知哪來的毛小子，實力怎麼會比我家的士兵還強」。
因為拉娜公主的關係而與蒼薔薇成員相識，時常被格格蘭調侃。
在偶然目击到塞巴斯的實力並請他指導後学有所成，生存能力大幅上升。從中习得武技〈脑力解放〉－即解放大脑的限制，从肉体到感知能力，全方位提高身体机能的技能，能短暫讓實力提升至秘銀級，但长时间使用会造成身体疲劳、肌肉断裂。
深爱公主却自知不可能与之结合的障礙，愿意为了公主献出一切，但却不知道公主的真面目。
第14卷被拉娜和安茲的演技所騙過，誤以為安茲以魔法控制拉娜殺掉國王而憤怒的向安茲挑戰，卻因實力不足落敗被殺，死後被安茲復活，卻被拉娜的謊言所欺騙而與拉娜一同效忠安茲，並為了拉娜而同意一同轉變為惡魔。
擁有武技〈斬擊〉和〈腦力解放〉。

### 一般官員
史塔凡·黑委士（Staffan Heivish，聲：青山穰）
王都的巡視官之一。實際上是被八指收買的官員之一。身形肥胖，為人傲慢自大，經常打著為了王國的名義濫用權力。
出身卑微，騰達後卻有著暴力凌虐娼妓的病態惡癖，不過對當年提拔自己的主人似乎始終相當尊敬。
於琪雅蕾的事件中，被岐可道爾找來威脅賽巴斯，後來在八指的地下娼館虐待妓女奴隸時，被塞巴斯發現並暴打一頓；由於對賽巴斯「好好審視自己的行為」的質問表現出茫然不解的態度，而被塞巴斯認定為「連活著的價值都沒有」，遭踢碎內臟緩慢而痛苦地死去。
柏納·英格瑞（Bona Ingre）
王都騷亂時王都的其中一名衛士長。能力平庸，僅僅是因年資排輩成為衛士長。
在防線即將崩潰前，丟下裝備與部下捨命逃跑時，被噬魂惡魔抓住並吞噬而死。動畫只是單純呈現有一人驚慌的逃跑沒有過於敘述這些事情。

### 冒險者

#### 蒼薔薇
拉裘絲·亞爾貝因·蒂爾·艾因卓（Lakyus Alvein Dale Aindra，聲：小清水亞美）
職業等級：祭司Lv?、聖殿騎士Lv?、女神官Lv?等。
別稱：「蒼藍蔷薇」。
職位：蒼薔薇領隊。
住處：王都。
生日：下土月1日
興趣：寫作。
王國的精鋼级队伍苍蔷薇的队长，王國的貴族，知名的天生異能擁有者，由於憧憬「朱紅露滴」的事蹟而離家出走成為冒險者。
跟拉娜公主交情很好，甚至接受公主的秘密委託對付八指。
主武器為十三英雄之一的「黑騎士」持有的四把漆黑之劍之一，可以釋放黑暗能量的魔劍齊利尼拉姆。
可以使用屬於低位階的復活魔法－第五位階「死者復活(Raise Dead)」，是個踏入了「英雄」領域的神官兼戰士。有中二病傾向。第五卷中隊友伊維爾哀及格格蘭向克萊姆透露曾聽她自言自語，後面格格蘭去關心她狀況後滿臉通紅。
第14卷面對魔導國的侵略戰爭時打算與王國共存亡，卻被持反對意見的其他隊友暗算並遭到控制，一同逃亡到其它地方。
伊維爾哀（Evileye，聲：花守由美里）
職業等級：吸血公主Lv?、妖術師Lv?、元素法师（大地）Lv?等。
別稱：「極大級魔法咏唱者，我們家的小不點（by格格蘭）」。
職位：蒼薔薇成員。
住處：王都。
生日：不明
興趣：魔法研發與實驗。
精钢级队伍苍蔷薇的成員之一。莉古李特也稱呼其另一個名字「茵蓓倫」。
魔力系魔法詠唱者，身體是12歲的年齡，為了隱藏身份臉上帶著面具。真身为吸血鬼《滅國》，超過250歲，曾參與殲滅魔神戰爭中的蟲魔神，故有著不少原創的魔法，包括<弑虫魔法·虫殺>。解放真身後實力疑似媲美戰鬥女僕或之上，是苍蔷薇裡最強的戰力。
在與緹亞和格格蘭一同擊敗安特瑪之後遭遇迪米烏哥斯，並親眼目睹他一招秒殺緹亞和格格蘭的強大實力，於危急時被飛飛所救，進而對他產生戀慕之心，並妒忌作為飛飛隊友的娜贝。
第14卷為了讓意圖與王國共存亡的拉裘絲逃跑，而聯合其他隊友一同暗算並控制拉裘絲，之後用傳送魔法逃到其它地方。
於2016年9月15日投票結果，以8,899張票得到第四名。
奇諾·法斯莉絲·茵蓓倫（Keno Fasris Invern）
if線【Suger and spice and all that’s nice】與特典小説「亡国の吸血姫」的主角，伊維爾哀的本名。
距今200年左右滅亡的虹瞳人國家的王女，在國家因朽棺龍王的儀式不死者化時，因天生異能得以保有神智，在荒廢的王都中徬徨多年，無助地尋找著讓家人恢復原狀的方法。
在if的世界線中，與穿越的玩家「鈴木 悟」相遇後踏上尋求真相的旅程，雖未能令家人復原但卻得到了心意相通的同伴，並成為了「新生安茲‧烏爾‧恭」的2號成員。
格格蘭（Gagaran，聲：齊藤貴美子）
職業等級：骑士Lv?、空中骑兵Lv?、傭兵Lv?等。
別稱：「神秘嬌柔女戰士（自稱），肌肉女（by伊維爾哀）」。
職位：蒼薔薇成員。
住處：不明。（王都）
生日：不明（下土月2日）
興趣：不明。（鍛鍊肌肉）
精钢级队伍苍蔷薇的成員之一。
持著戰槌的女戰士，有着肌肉发达的外观，因此容易被误解不是女性。
喜欢捉弄克萊姆，並不分场合大声称呼他为「处男」，实则有着和外表不同的温柔的一面，十分关照队友。
第六卷中与缇亞、伊維爾哀联手击败安特瑪，之後遭遇迪米乌哥斯，在与缇亞一同撤退时被迪米乌哥斯以<狱炎之壁>秒杀，之后被队长拉裘丝用魔法复活，但由於復活魔法造成的後遺症，至今尚未恢復全盛期的實力。
第14卷為了讓意圖與王國共存亡的拉裘絲逃跑，而聯合其他隊友一同暗算並控制拉裘絲，並在之後逃亡到其它地方。
緹亞 & 緹娜（Tia & Tina，聲：石上静香（緹亞）、富田美忧（緹娜））
職業等級：盜賊Lv?、暗杀者Lv?、忍者Lv?等。
別稱：「潛影雙殺」。
職位：蒼薔薇成員。
住處：王都。
生日：不明
興趣：跟蹤。
精钢级队伍苍蔷薇的兩名游擊兵成員。
双子忍者，帝国中心有名的暗杀者集团头领三姐妹中的两人。持有魔法武器<吸血之刃>，可以用暗杀者的手语进行日常对话，常被用来进行只有两个人的秘密闲聊。
第14卷為了讓意圖與王國共存亡的拉裘絲逃跑，而聯合其他隊友一同暗算並控制拉裘絲，並在之後逃亡到其它地方。
莉古李特·別爾斯·卡勞（Rigrit Bers Caurau，聲：野澤雅子）
職位：十三英雄之一兼前蒼薔薇成員。
十三英雄中的亡靈師，年齡超過250歲，外表是一位充滿皺紋的老太太。
曾是蒼薔薇的成員，稱呼伊維爾哀為「愛哭的小姑娘」，現已從隊伍引退。
將以原初魔法打造，可使裝備者戰士階級上升的戒指贈與葛傑夫。
曾經提到當初十三英雄的領隊，因殺死玩家而不願復活。
與「白金龍王」有過幾次會談，十分在意最近出現的魔法吟唱者『安茲·烏爾·恭』。接受白金龍王的請求，開始蒐集公會武器與YGGDRASIL裡特有裝備的情報。
次要(沒戲份)角色等級排行榜中介於哥布林軍師與霸王旗下的指揮官級(各團一人)之間。

#### 朱紅露滴
阿茲思.艾因卓（Azuth Aindra，聲：加瀬康之）
職業等級：戰士Lv?、狙擊手Lv?、田徑大師Lv?等
別稱：「演技派冒險者」。
住處：亞格蘭德評議國首都龍之吐息的高級旅店
生日：下水月15日
興趣：品嚐美酒（酒量普普）
職位：朱紅露滴領隊。
王國另一精鋼级队伍的队长，全名未知，但是姓艾因卓，王國的貴族拉裘絲的叔父兼憧憬對象。
王都惡魔騷亂事件時正在亞格蘭德評議國執行公務，接到〈訊息〉趕回王都時，由於需要半天的時間，因此並未加入戰局。
不知為何葛傑夫似乎不擅長面對他。
次要(沒戲份)角色等級排行榜中低於帝國四騎士平均，卻又說比伊維爾哀弱的阿茲思幾乎都能打贏。
YGGDRASIL強化鎧的持有者，多虧這個鎧甲讓原本只有山銅級實力的他提升到精鋼級戰力，強化鎧可以高速飛行以及提升使用者戰鬥數值，還能讓人使用高階裝備和內建的高階魔法，另外他還持有比希絲的魔法突擊步槍威力更強大的魔法重機槍。
第14卷時與查爾合作，藉由主動攻擊安茲而引開雅爾貝德，好讓查爾對付安茲，卻沒料到戰場上的安茲是由潘朵拉·亞克特所偽裝的。在王國滅亡後逃到其它地方。
路仙貝格·亞柏利恩（Luisenberg Alberion）
職位：朱紅露滴成員。
據風花聖典的情報，是能與克萊門汀一戰的戰士。在王國滅亡後逃到其它地方。

#### 四武器
蘇卡瑪·歐佩羅（聲：喜多村英梨）
職位：四武器領隊。
秘銀級冒險者隊伍「四武器」的戰士兼隊長，信仰火神，白髮是為了標誌象徵而染髮。在王國滅亡後逃到其它地方。
莉莉內特·畢亞妮（聲：金元壽子）
職位：四武器成員。
信仰土神的神官，身懷匹敵雅兒貝德的巨乳、粉紅髮的美女。性癖是15歲以下的正太控，蘇卡瑪為此感到嚼如苦蟲。在王國滅亡後逃到其它地方。

### 其他
札克（Zak，聲：利根健太朗）
職位：散播死亡之劍成員。
被索琉香和塞巴斯等人僱用的車夫，乍看之下只是個鬼祟猥瑣的人物，實際上是盜賊團「散播死亡之劍」的眼線。
出身王國貧農，憎恨著連妹妹都會被賣掉的卑賤人生，在下定「寧可壓搾其他人，也不願讓其他人壓搾自己」的決心後從軍隊逃亡成為盜賊的一員；但在墮落至極的同時仍對尋找、拯救妹妹抱著渺茫的希望。
在塞巴斯一行人離開耶·蘭提爾時連絡同伴前來劫車，卻目睹了夏堤亞與吸血鬼新娘們的血腥屠殺，打算逃跑時又因一時色心而被索琉香誘惑，結果遭索琉香吞噬到體內後緩緩地消化掉。
莉莉雅（Lilya）
札克的妹妹，在札克小時候，為了讓家庭得以生存而被父母賣掉，生死不明。
Web版名字是阿拉拿。
威絲契·克羅芙·帝·羅芳（Vesture Kloff Di Laufen，聲：齊藤志郎）
引退的精鋼级冒險者，葛傑夫的師父。
廣播劇－「封印的魔樹」中30年前採藥的精鋼级五人組的隊長，第九卷提到四人皆引退，恐怕一名成員已戰死。
其隊友包括莉古李特、一起踏上旅途的二人和戰死的某人。
退休後開了間道場，看了御前比武後將葛傑夫強收為徒，傳授他自創的單體最強武技，戰爭後指導安格勞斯武技。
克萊門汀列舉出能與自己一戰的戰士之一。
第14卷時提及在魔法師公會時，疑似是擋在亞烏拉面前的戰士型老人，但在報出名字前便直接被亞烏拉一箭秒殺。
次要(沒戲份)角色等級排行榜於第七代武王之後。

## 斯連教國

### 六大神
火之神、水之神、土之神
於600年前穿越到異世界，並將當時差點在種族存亡之戰中被淘汰的人類解救出來的神明們。推測可能是YGGDRASIL的玩家。
由於100年後已經相繼死亡，推測其三大神的種族可能是人類。
風之神──輝煌天使貓喵(輝煌天使ねこにゃん)
於600年前穿越到異世界，並將當時差點在種族存亡之戰中被淘汰的人類解救出來的神明。推測可能是YGGDRASIL的玩家。
由於100年後也跟隨其餘四大神死亡，該種族可能是人類，職業推測為聖騎士。
在本傳時間線中因自身壽命而老死，僅有身上的鎧甲在第十六卷中做為絕死絕命的裝備出場過。
在《異世界四重奏》劇場版的片尾中以青髮青年的外表出場，在此時間線中，在帶著戰略級哥雷姆與某個始源龍王相約單挑的路上轉移到異世界並與《為美好的世界獻上祝福！》作品中的博士相遇；之後在回到原世界的轉移門開啟時選擇留在異世界，最後與本傳一樣因自身壽命而老死。
生之神
於600年前穿越到異世界，並將當時差點在種族存亡之戰中被淘汰的人類解救出來的神明。推測可能是YGGDRASIL的玩家。
由於100年後也跟隨其餘四大神死亡，該種族可能是人類。
web版中名稱為阿拉·阿拉蘇。
死之神──斯爾夏那(スルシャーナ)
於600年前穿越到異世界，並將當時差點在種族存亡之戰中被淘汰的人類解救出來的神明。推測可能是YGGDRASIL的玩家。
由於100年後並未死亡，且在小說第十卷時被提到與安茲有著相似的外觀，並在第十六卷中確認其王牌技能與安茲同樣為「死亡是所有生命的終點」；推測其職業與種族跟安茲一樣是死靈系魔法職業特化的死之統治者。
web版中斯爾夏那的外貌：作為死的具現體的它有著骷髏的姿態，身上偶有附著一些皮膚。身著能與黑暗融為一體的黑色長袍，手中的權杖散發著耀眼的光芒。
根據教國口傳，於500年前八欲王席捲世界之際，斯爾夏那為守護人類而替教國出戰，最後被八欲王所弒。

### 六大神的從屬神
八指神
土之神的從屬神，有著八根手指的偷盜之神。有可能是土之神創造的NPC。
六腕神
八指神的兄弟神，傳說他有著六肢手臂。從兄弟一詞和特徵不同來看，有可能是土之神創造和八指神種族不同的NPC。
那位大人
其名稱不詳，在教國高層的會議中提到，是死之神的第一隨從，很有可能還活著。有可能是死之神創造的NPC或是他的不死者副官。
佛神
在南方遠地受到信仰的神，鮮為人知。也有人認為他是四大神的從屬神。

### 最高執行機關
教國最高機關，除了七名神官長外，還有行政機關長、立法機關長、司法機關長、魔法研究機關長、大元帥這五名責任者共十二名存在。而由六大神官長組成的集會稱為「神官會議」，是教國的最高會議。
最高神官長（聲：山本兼平）
教國最高地位之人，也是統領六大神信仰的最高責任者。
貝妮絲·娜古雅·桑提妮（Berenice Nagua Santini，聲：宮澤清子）
火之神官長。唯一的女性神官長，年過五十的慈祥長者。
席内丁·德兰·桂尔夫（Ginedine Delan Guelfi，聲：櫻井トオル）
水之神官長。年齡老到讓人擔心其健康的老人，但其知識無人能出其右。
Web版中，性別是女性，並為了確認安茲是否是死之神而用儀式發動第8位階魔法探查納薩利克，卻因魔法失敗並遭到對方送來的惡魔反擊而確信安茲是他們所信奉的神。
多米尼克·伊雷·珀鲁托修（Dominic Ihre Partouche，聲：浜添伸也）
風之神官長。曾隸屬於陽光聖典，是個曾經毀滅許多異種族的聖戰士。
雷蒙·札古·罗兰桑（Raymond Zarg Lauransan，聲：山本兼平）
土之神官長。年齡未滿五十歲，前漆黒聖典第三席次。
伊万·贾斯纳·多拉库罗（Yvon Jasna Dracrowa，聲：菊池通武）
光之神官長。瞇瞇眼加乾瘦臉，數一數二的信仰系魔法詠唱者。
马克西米利安·欧雷‧拉奇耶（Maximilian Oreio Lagier，聲：杉崎亮）
闇之神官長。司法機關出身，改良<浮游板>此一魔法變成讓許多書在其四周漂浮。

### 巫女公主
教國魔法儀式的中心人物，教國有六位巫女公主，通過名冊可以快速甄選出巫女公主(智者頭冠)適格者。web版中分別為光闇土風火水，全都是信仰系五階魔法詠唱者。
水之巫女
在web版中登場，是一名尚未成年的純潔少女，奉水之神官長的命令發動第八位階情報系魔法探查納薩利克時，因魔力太過強大而在魔法發動後昏迷，在惡魔們被神殿衛兵牽制住時，被帶下去治療。
土之巫女
在文庫版中提及，在陽光聖典執行暗殺王國戰士長的任務時使用情報系魔法監視尼根和陽光聖典，最後死於離奇爆炸。可能是在監視陽光聖典時，接觸到了安茲抵抗情報系魔法的攻性防壁，被“爆裂”炸死。
web版中有此設定的為水之巫女。
闇之巫女
在文庫版中提及，因被克萊門汀搶走了智者頭冠而陷入瘋狂，隨後被克萊門汀殺死。
web版中有此設定的為火之巫女。

### 六色聖典
教國特別行動部隊，代表著教國的軍事力量，又稱「護國六色」，由六個互不隸屬的「聖典」組成。

#### 火滅聖典
修恩
火滅聖典的副隊長，在十五卷中與森林精靈軍作戰期間，雖然與部下們成功擊殺了殲滅上千名教國士兵的森林精靈少女，但在準備回收屍體上的裝備時，遭遇突然現身的精靈王，隨後遭到精靈王所召喚的根源土元素擊殺。

#### 陽光聖典
尼根·古立德·路因（Nigun Grid Luin，聲：子安武人）
陽光聖典的隊長，擁有能夠強化召喚物的天生異能。
過去曾與「蒼薔薇」交手，並刻意保留臉頰上的疤痕作為舊恨的紀錄。web版中表示是新人緊張耗盡魔力導致包圍網破裂，尼根因此掛彩。
執行暗殺王國戰士長的任務，一度以招喚的天使將之逼入死角，但在安茲介入後從獵人變成了獵物，最後與部下全員被抓去納薩力克地下大墳墓作為實驗體跟拷問情報。掌握最多情報第一個被拷問，卻因為陽光聖典詛咒只問了三件基本的事就死去，安茲事後感到後悔。
曾以號稱秘密武器的最高位天使————「威光主天使」攻擊安茲，但反而讓安茲發現到異世界人實力遠不如自己的事實。

#### 漆黑聖典
隊長（聲：利根健太朗）
教國僅有三名神人血統覺醒的強人之一，作為漆黑聖典表面上的最強者，同時亦是第一席次，並把自己的稱號改成“漆黑聖典”，抱著“自己一個人就是漆黑聖典”的想法。原本想要到其他國家遊覽，尋找強大的對手，但在被絕死絕命暴打一頓之後便安心做漆黑聖典的第一席。對王國邊境中陽光聖典全員失蹤感到警戒。
在與夏提雅的遭遇戰中，馬上做出使用<傾城傾國>的判斷。由於夏提雅初步判斷其為遭遇到的12人中最強(比索琉香還強)，被夏提雅空手擊飛後無大礙。
年齡小於20歲，外貌看起來卻相當中性，一頭黑髮長到幾乎要碰到地面。
Web版中沒有特別席次，為教國最強而個性張狂，文庫版為人正直是因為被特別席次打的自信全無。
第二席次
稱號：「時間亂流」。
女性，漆黑聖典的成員之一。
第三席次
稱號：「四大元素」。
男性，漆黑聖典的成員之一。
第四席次
稱號：「神聖咒歌」。
女性，漆黑聖典的成員之一。
奎艾因塞·哈賽亞·庫因提亞（Quaiesse Hazeia Quintia，聲：河西健吾）
稱號：「一人師團」。
第五席次的男性，漆黑聖典的成員之一，原第九席次「克萊門汀」的哥哥。
戰鬥能力和特殊能力都不是最強，但可以一次召喚並控制10隻以上英雄級的人才能擊敗的怪物，漆黑聖典殲滅能力第一。
Web版中將安茲誤以為是漆黑聖典信奉的六大神之一的「死之神」，安茲則因誤以為他是帝國的邪神信徒而給予肯定回應。
第六席次
稱號不明。
男性，漆黑聖典的成員之一。
第七席次
稱號：「占星千里」。
在文庫版中為女性，因占卜到毀滅龍王的復活導致漆黑聖典在調查過程中遭遇到夏提雅。
在以能力觀測王國與帝國的戰爭時，因親眼見識到安茲以超位魔法虐殺王國軍的景象而過度恐懼，把自己關在房間裡，足不出戶。
賽德蘭（Sedland）
稱號：「巨盾萬壁」。
第八席次的男性，漆黑聖典的成員之一，持有大型鏡面盾。
在與夏提雅的遭遇戰中，為了保護傾城傾國的持有者凱瑞而被夏提雅的技能貫穿而死。之後被教國復活。
同樣的稱號(巨盾萬壁)在Web版中是第七席，名字是布瑪爾查。
布瑪爾查（Bumcha）
稱號：「神領縛鎖」。
第九席次的男性，漆黑聖典的成員之一，嘗試捕捉因<傾城傾國>的洗腦而毫無反應的夏提雅，但遭到反擊而死。之後被教國復活。
同樣的名字(エドガール・ククフ・ボ－マルシェ)在Web版為第七席的巨盾萬壁。
第十席次（聲：星野貴紀）
稱號：「人間最強」。
男性，漆黑聖典的成員之一，僅比第一席次弱些的實力派。
第十一席次（聲：石見舞菜香）
稱號：「無限魔力」。
女性，漆黑聖典的成員之一。
第十二席次
稱號：「天上天下」。
男性，漆黑聖典的成員之一。
安緹萊涅·赫蘭·芙什（Antilene Heran Fouche，聲：田村由香里）
職業等級:戰士LV10、狂戰士LV10、高等戰士LV10、武器大師LV7、劣化女武神/全能LV5、遊蕩者LV1、潛行者LV5、處刑者LV10、牧師LV10、高等牧師LV10、異端審判官LV10
種族(0)+職業(88)綜合等級是88級。
稱號：「絕死絕命」。
教國僅有三名神人血統覺醒的強人之一，為漆黑聖典實質上最強的特別席次。
裝備全都是六大神留下的遺產，作為斯連教國的聖域「五柱神的裝備」沉睡之處的守護者。
在與隊長的談論中，被評為比夏提雅強(以夏提雅沒有使用任何武裝，與裝備六大神遺產的絕死絕命比較的結果，但夏提雅本身能力似乎略勝一籌)。
頭髮左右顏色不同，一邊是黑色，一邊是白色，眼睛也是左右不同。雖然看起來不到15歲，但實際年齡卻差很多。從漆黑聖典的隊長剛當上第一席次時開始，外貌就沒有變過。其母亲当年被精靈王欺骗并遭到强暴，怀孕后由教国将其救出，因此对自己的半精灵身份非常忌讳，所以討厭別人看她的耳朵。由於是被侵犯而生下来的孩子，因此被母亲厌恶。她的母亲“菲恩”在她幼年时几乎是进行的虐待式的教养，以训练的方式将她打的遍体鳞伤，后又用治疗魔法恢复，继续训练。甚至说了：反正实力已经到了可以承受复活魔法的程度，所以没有关系。整个童年都没有受到过来自母亲的关爱。负责照顾关心她的人叫 娜尔兹阿姨，负责家务和料理，是绝死绝命儿时最喜欢的人，最喜欢吃她做的粘稠煎蛋卷，以至于将这列入评判美味的标准。但她和母亲都一样躲不过时间的洗礼，早已故去。留给 绝死绝命 痛苦和美好的回忆。
母亲对她的这份厌恶憎恨的教育使她心理留下了很大阴影，对母亲也有恨意。但母亲是早已逝去，就将这份意志都转移向罪魁祸首父亲精灵王身上，希望亲手报仇血恨。
宣稱只要是能打贏她的男人，即使不是人類也可以結婚，但由於難度太高，而被第一席次認為她不打算結婚。
由於漆黑聖典全員皆為英雄領域以上的強者，因此其中也不乏性格狂妄之人，其職責也包含粉碎這些狂妄之人的傲慢心態，也曾把自以為是的第一席次打的自信全無(由於做得太過火，絕死絕命本人則對此感到後悔)。
常因外貌的關係而被席內丁神官長當作孩子，但實際上比最高執行機關的任何成員都要年長。
在第十六卷中，在親手殺死了精灵王的所有妃子（不希望她们被教国俘虏当可怜的奴隶，于是就赐予她们死亡）和被安茲重創而敗逃的精靈王後，與前來追殺精靈王的馬雷展開戰鬥，隨後被馬雷所擊敗帶回大墳墓第五層冰結牢獄；之後安茲使用記憶操作探查其記憶後得知了夏提雅洗腦事件的真相，並憤怒的向所有階層守護者下令立刻殲滅教國。

### 其他
貝留斯（Berius，聲：齊藤寬仁）
執行暗殺王國戰士長的前置任務，偽裝成帝國士兵並襲擊王國村落的部隊長，因人格低劣而毫無人望，後來遭到安茲召喚的死亡騎士虐殺死亡。
待遇豐厚的小人物代表，各版本中死法皆不同，小說中倒地後被鋸成兩半；動畫中倒地後被捅爛；web版中倒地後被一腳踩死；漫畫中則是站著被刺穿胸膛。
隆德斯·迪·葛蘭普（Lundes Di Gramp，聲：佐佐木義人）
偽裝成帝國士兵的部隊隊員之一，代替無能的貝留斯集結同袍對抗安茲召喚的死亡騎士，最後被斬斷頭顱死亡。
凱瑞（Kerry）
在教國中擁有高地位的一員，年纪很大的女人，已经满脸皱纹。
由於陽光聖典的失蹤、土之巫女(web版為水之巫女)受到謎樣的爆炸而死(被安茲的反情報魔法反擊)這兩事件，為了警護而加入漆黑聖典調查毀滅龍王復活的隊伍中。
使用六大神遺留下來的寶物－<傾城傾國>，企圖控制夏提雅，但受到夏提雅的反擊身受重傷且因詛咒無法復原，最終回天乏術(生命力不足以使用復活魔法)。
菲恩（Faine）
絕死絕命的母親，曾是教國的王牌。相當不喜歡被精靈王欺騙並遭到強暴懷上的絕死絕命，因此在絕死絕命幼年时几乎是进行的虐待式的教养，以训练的方式将絕死絕命打的遍体鳞伤，后又用治疗魔法恢复，继续训练。已故去。
娜茲爾（Nazaire）
在絕死絕命家裡負責做家務的女性。已故去。
瓦萊利亞·艾因·奧比尼耶（Valerian Ein Obinie）
教國方面軍司令官，為大元帥的心腹之一，在教國與精靈國的戰爭中擔任指揮官。
蓋爾·拉澤爾斯·巴爾杰里（Gael Russells Bulgari）
教國方面軍司令官，為大元帥的心腹之一。

## 巴哈斯帝國

### 皇族
吉克尼夫·倫·法洛德·艾爾·尼克斯（Jircniv Rune Farload El Nix，聲：櫻井孝宏）
職業等級：皇帝（一般）Lv?、大帝（一般）Lv?、領袖（一般）Lv?等。
別稱：「鲜血皇帝」。
職位：巴哈斯帝國皇帝。
住處：巴哈斯帝國皇城。
生日：上風月1日
興趣：收集外國情資，並與本國狀況做比較檢討。
帝國現任皇帝。兼具才智與魄力，充滿領袖魅力的22歲俊美青年，即使在歷代均屬優秀人物的帝國皇帝中仍屬出類拔粹的天才。
即位之际对国内的贵族进行了肅清，僅僅用其一代的時間就完成了帝國的中央集權化，因而有「鲜血皇帝」之称。
葛傑夫評價其人為「天生的統治者」。
在發現到大魔法吟唱者安茲·烏爾·恭的存在後誘導屬下派出工作者偵查納薩力克，但卻導致了亞烏菈與馬雷乘龍襲擊王都要求謝罪的危機，在因此親自前往納薩力克與安茲會面後，將納薩力克視為足以威脅物種存亡的危險存在，而以表面上提出同盟並協助建國的苦肉計，爭取暗中進行策反守護者跟組成反納薩力克聯合的時間。
然而，由於自己希望安茲在奪取耶·蘭提爾的戰爭中依其委託使出的「最強魔法」造成的巨大傷亡，導致其立場難於取信於鄰國，和教國的密談也因安茲的意外來訪而破局，在計策全盤皆輸之下只好提出屬國化的要求保全自己與國家。
背负着亲属间互相谋杀的凄惨过去，在家族關係淡薄的反面與夫路達卻有著亦師亦父的親暱關係，因此在察覺到其倒向安茲時曾發自真心地感到悲傷。
在Web版中與納薩力克的關係略有不同，是主動前往尋求同盟並冊封安茲為「邊境侯」，並與安茲以友人相稱，不過暗中提防著納薩力克跟尋找其弱點的部份則是相同。
安茲其實相當尊重吉克尼夫，私下偷窺其言行來學習如何成為一國之君也當成真正的君王範本。
在與納薩力克接觸後因過大的壓力而每天胃痛並嚴重掉髮，但在帝國成為魔導國的屬國後不藥而癒。並與同樣吃過魔導國大虧的掘土獸人之王里尤洛成了共同分享苦惱的好友。
聽聞安茲駕崩的消息後，與里尤洛一同表現出完全不信的反應。
羅克汐（Roxy）
吉克尼夫的愛妾，外貌與家世都不怎麼樣，而是因頭腦特別出眾而當選成為側室，甚至被皇帝允許在私底下干涉政治。
吉克尼夫認為她是能養育未來的皇帝，並代替自己給予其親情(吉克尼夫自評會為了帝國犧牲孩子)的理想母親。
曾拒絕被立為正妃，反倒建議吉克尼夫娶拉娜公主。
由於其姓名在文庫版並未提到，因此使用在web版的名字。

### 帝國大臣
夫路達·帕拉戴恩（Fluder Paradyne，聲：土師孝也）
職業等級：魔法師Lv?、禁術師Lv?、祭司Lv?等。
別稱：「三重魔法詠唱者」。
職位：首席宮廷魔法師。
住處：大魔法吟唱者之塔。
生日：太久了不記得。
興趣：關於魔法的一切。
268歲，帝国首席魔法师。能夠使用異世界常識中魔法之極限的第六位阶魔法，並以禁忌之秘法延續了兩百多年生命的人類魔法頂點，被認為能力足以与十三英雄匹敌的人物，擁有能看穿他人所能使用魔法位階的天生異能。
侍奉帝國王室六代之久，以其魔法與知識阻絕了他國的一切陰謀與威脅而被譽為帝国最強的守护者，並在累代獲得重視之下於上一代皇帝時得以全權負責皇子的教育，將完全依其教育成長為優秀皇帝的鮮血皇帝視為令人自豪的可愛孩子，而鮮血皇帝也親近的稱呼他為「老爺子」。
然而在仙風道骨的賢者之姿下，卻抱持著於有生之年無緣探究魔法之深淵的焦慮與何以自己不曾得到他人引導的怨恨，於內心隱藏著願為獲得知識捨棄一切的狂人面。
因此，當飛飛(安茲)與娜貝於刻意來訪並揭露真正實力時，體會到彷彿魔法之神與其部下降臨衝擊的夫路達隨後毫不猶豫地拜倒於其下，作出了合謀教唆皇帝派出工作者入侵納薩力克、出賣帝國的行為。Web版中並未與飛飛會面，而是在皇帝與安茲的會談後立刻請求安茲將自己收為弟子，並在大虐殺章節中取代馬雷隨從的位子。
第十卷中與安茲會面時稱呼安茲為老師，並得到安茲的一部份睿智的獎賞（帶一股發霉臭味卻無蛀洞痕跡，名為<死者之書>的設定集舊書），起初看不懂上面的文字，而當用單眼鏡（翻譯道具，塞巴斯也用過）解讀內容時欣喜若狂起來了，但安茲要求他自力研究內容且不許使用道具(安茲怕一直被煩而使出的拖延計)。
被安茲命令加入魔導國的魔法開發部門時，但因安茲表示想填補離開帝國時所造成的戰力下降，卻沒人能代替自己的情況下，向安茲建議讓自己繼續留在帝國。
羅內·梵米利恩（Luonei Fanmilien，聲：高橋伸也）
職位：巴哈斯帝國首席書記官。
吉克尼夫旗下的書記官之一，因忠誠與能力優秀獲得皇帝重用，並在前往納薩利克時獲准與吉克尼夫同乘。
當皇帝與安茲會面結束後以使者身份一人留在納薩利克，回歸帝國後因為擔心他中了某些法術被皇帝調任閒職，在帝國成為魔導國的屬國後穩坐首席書記官之位。
弗梅爾伯爵（Feimeier Bojue）
吉克尼夫旗下的臣子之一，在宮廷裡立場並不是那麼好。有傳聞說是已經被鮮血帝冷淡了，也有情報說在金錢方面並沒有困窘。
為了再得到鮮血帝的重視，被吉克尼夫和夫路達·帕拉戴恩放出的傳言誘導而派出工作者入侵納薩力克，卻在最後因皇帝為了撇清責任而被斬首，其首級被帶去了納薩利克，被安茲變成死亡騎士。

### 帝國四騎士
巴傑德·佩什梅（Baziwood Peshmel，聲：永野善一）
職業等級：戰士Lv?、帝國騎士Lv?、守護者Lv?等。
別稱：「雷光」。
職位：帝國四騎士之一。
住處：帝都黃金地段。
生日：上水月19日
興趣：沒有特別的興趣，硬要說的話就是討好各位老婆大人。
帝國四騎士之首，與皇帝十分親近，甚至被允許自由發表意見。
平民出身，虽然有一定的力量，但領悟到这样下去遲早会横死街頭，而以成为專業戰士的騎士为目标，最终嶄露頭角而被皇帝注意到。开始时并没有多少忠诚心，但随着在身边近距离观察皇帝，现在已经从心底尊敬吉克尼夫，大概已经是帝国裡忠诚心最高的人物。
有从妓院赎身的老婆和情人，和她们5人一起生活在一个家里，和女性的关系非常好。
以貼身近衛兵的身份陪同皇帝前往納薩力克，見識到納薩力克恐怖的實力後感到恐懼。
蕾娜絲·洛克布爾斯（Leinas Rockbruise，聲：加隈亞衣）
職業等級：貴族戰士Lv?、神官Lv?、詛咒騎士Lv?等。
別稱：「重轟」。
職位：帝國四騎士之一。
住處：帝都黃金地段。
生日：不明。（她似乎不願意講）
興趣：幻想解除詛咒後要做什麼，以及寫復仇日記。
帝國四騎士之一，着装全是重装备全身铠的女騎士，擁有帝國騎士中最強的攻擊力。
原来是名擁有劍術才能的美麗贵族千金，但在讨伐領地內的怪物時受到對方诅咒，導致右半張臉变成分泌浓汁的丑陋样貌，因而遭到家族與未婚夫的拋棄。在鮮血皇帝肅清了原本被視為復仇對象的家人與戀人後，解除诅咒成了她的人生目标。
對皇帝並無忠義之心，比起為主效忠更加重視自身的利益與安全，但仍被看重其武藝的皇帝提拔為四騎士之一。
在隨從前往納薩力克時，毫不掩飾地表現出想拋下眾人逃跑的想法，現在正找時機想加入魔導國。
於2016年9月15日投票結果，意外以1,750張票得到第二十名。
寧布爾·亞克·蒂爾·安努克（Nimble Arc Dale Anoch，聲：笠間淳）
職業等級：貴族戰士Lv?、騎兵Lv?、祭司Lv?等。
別稱：「激風」。
職位：帝國四騎士之一。
住處：帝都黃金地段。
生日：中火月8日
興趣：舉辦茶會。尋找美味好茶。
帝國四騎士之一，受命攜帶皇帝手諭前往耶·蘭提爾前線處理自軍與魔導王協同的事宜，在戰場親眼目睹了安茲超位魔法的大虐殺而深感恐懼。
男爵家的次男，分别有一个哥哥、姐姐和妹妹。家族关系和睦，寧布爾能引起鲜血皇帝注意也是因为他的哥哥为他构筑地位而活动的关系（当然，就算没有这种事，鲜血皇帝也不会漏过优秀的人才）。现在因为自身的优秀而被给与了伯爵的地位。烦恼的事是不能不决定妹妹要嫁的人，还有妹妹和姐姐催着要他结婚。
納札米·艾內克（Nazami Enec）
職業等級：尚未公佈。
別稱：「不動」、「最硬騎士」。
職位：帝國四騎士之一。
住處：尚未公布。
生日：不明。
興趣：尚未公布。
帝國四騎士之一，因雙手持巨盾的特化裝備擁有號稱最強的防禦力。
在亞烏菈和馬雷威嚇帝國時率先迎敵，但卻因馬雷施展地裂魔法與116名禁衛兵一同墜入地底而死。

### 冒險者

#### 銀絲鳥
在第十卷中被吉克尼夫雇用來擔任警戒，事後怕被吉克尼夫追究任務失敗的責任而將隊伍的根據地由帝國搬遷到都市國家聯盟。
在成員的裝備各自不同的部位都裝飾著銀絲鳥的羽毛，據說是隊伍以前養的，也是隊伍名稱的由來。
弗赖瓦尔兹（Freivalds，聲：土岐隼一）
職位：銀絲鳥領隊。
精鋼級隊伍「銀絲鳥」的隊長，職業是吟遊詩人。
身上背魯特琴—<星辰交響曲>，腰帶細劍，穿著蘊藏奇妙光輝的鏈甲衫。
喜歡用吟遊詩人的方式介紹自己和小隊成員。
凯伊拉·诺·蘇德斯坦（Keila no Södersten，聲：堀井茶渡）
職位：銀絲鳥成員。
外號「暗雲」，職業是預謀者，雖然屬於盜賊系職業，但是更偏向從事地下活動跟暗殺行動。
剃平頭的矮小男子，出身低下，本人不喜歡隊長的吟遊詩人式的介紹方式，是不輸給潛影雙殺的實力者。
自稱自己的外號「暗雲」並非自己自稱，而是被弗賴瓦爾茲硬取的。
范．龙古（Fan Long，聲：喜屋武和輝）
職位：銀絲鳥成員。
種族是猿猴亞人，職業是獸王。
身高約170公分，有著鲜红兽毛的猿猴，穿着白色的动物毛皮制成，类似铠甲的装备，左右腰际則挂著长久使用的战斧，實力在巴杰德之上。
運慶（Unkei，聲：前田雄）
職位：銀絲鳥成員。
精神系魔法吟唱者，職業是僧侣，四大神的從屬神「佛神」信仰者。
隊伍中負責療傷的人，戴着的奇特大帽子──斗笠，底下没有头发，身穿难得一见的战斗衣「袈裟」的男子，是称做僧侣的精神系魔法吟唱者。虽然治愈能力不算太强，但在对抗不死者时能展现出优异能力。
波彭（Powapon）
職位：銀絲鳥成員。
該隊伍最年輕的，職業是圖騰薩滿。
在赤裸黝黑的上半身，以白色颜料画上了奇妙纹路，是個一本正經的人。

### 工作者
四謀士
调查纳萨力克地下大坟墓的四支工作者队伍之一，整體實力約和秘銀級相同，在國家中排在前面佼佼著實力的隊伍。
赫克朗·塔麥特（Hekkeran Termite，聲：石川界人）
職業等級：戰士Lv?、輕戰士Lv?、劍舞者Lv?。
別稱：「小隊的中心支柱」。
職位：四謀士領隊。
住處：歌唱蘋果亭。
生日：上風月3日。
興趣：計算儲蓄金額。
小隊隊長，身高大约170cm，20岁上下。金发碧眼，日晒过后的健康肤色装备两把长剑的轻甲战士，担任队伍的前卫，其實還有裝備刺劍以及毆打型武器應對全方位狀況。與伊米娜是戀人關係。
見到安茲時試圖用謊言拖延時間，結果反而因此激怒安茲。
在伊米娜被安茲追擊時，挺身保護伊米娜，但這行動反而加速隊伍敗北的速度，就被安茲進行全身麻痺了。
戰敗後被马雷送往餓食狐蟲王的巢穴，體重變重了。web版中因安茲所施放的魔法，從內部爆炸而死。(本來不說謊的話安茲只打算讓他們一般殺死)
擁有武技〈雙劍斬擊〉、〈痛覺鈍化〉、〈突破極限〉和〈剛腕豪擊〉。
伊米娜（Imina，聲：高垣彩陽）
職業等級：游擊兵Lv?、盜賊Lv?、叢林巡行者Lv?等。
別稱：「俊傑敏銳射手」。
職位：四謀士成員。
住處：歌唱蘋果亭。
生日：上火月29日。
興趣：發呆（無所事事地）。
优秀的弓手，父亲是森林精靈；母亲是人類的半森林精靈。
由于森林精靈的血统，是身材纤细的美人，不過身材平坦到有些缺乏魅力，酒品差，與赫克朗是戀人。
天生異能：比一般人容易浮在水上，但還是可能溺水。曾有過被水中的魔物襲擊的經驗，所以很討厭游泳。
在调查纳萨力克地下大坟墓的工作中，抱着必死的觉悟掩护愛雪撤退，战败后被马雷送往餓食狐蟲王的巢穴，體重變重了。
web版中被安茲所施放的120發魔法箭打成肉醬。
羅伯戴克·戈爾特隆（Roberdyck Goltron，聲：平川大輔）
職業等級：祭司Lv?、高級祭司Lv?、聖殿騎士Lv?。
別稱：「本性善良的神官」。
職位：四謀士成員。
住處：歌唱蘋果亭。
生日：中水月13日。
興趣：假日時作木工。
装备全身铠甲，30岁左右的强壮男人，以前似乎無償幫助人治癒因此受到(神殿)工會不滿，为了能不受神殿约束以便帮助弱者而成为工作者，是队伍中的治疗者。
在调查纳萨力克地下大坟墓的工作中抱着必死的觉悟掩护愛雪撤退，战败后由于是信仰系的魔法咏唱者而存活，成为安兹的实验品。
第十一卷提及進行記憶歸零的實驗，人已經顛倒錯亂，連話都答不上來。
web版中與安茲交易，願意配合進行確認神是否存在的實驗，以此換取愛雪的安全，並不得使用其他隊友的屍體。
愛雪·伊芙·莉爾·菲爾特（Arche Eeb Rile Furt，聲：真堂圭）
職業等級：魔法師Lv?、學院魔法師Lv?、高級魔法師Lv?。
別稱：「受到敬愛的姊姊及妹妹」。
職位：四謀士成員。
住處：歌唱蘋果亭。（心態上）
生日：中風月26日。
興趣：閱讀（多方涉獵）。
能使用第三位階的魔法，在人類中算是强大的魔法咏唱者。
天生異能：看破的魔眼，即能看穿对方能使用魔法的最高位階。
五官端正有氣質的美麗少女，被鲜血皇帝剝奪了地位的貴族家大小姐，曾受教於夫路達，有兩個幼小的妹妹——庫蒂麗卡和烏蕾麗卡。
因為雙親在失去貴族地位後依舊生活揮霍，为了偿还债务而成为工作者。原本打算在這次委託後與父母斷絕關係並帶妹妹離家生活，而她的處境也成為四謀士同意接下探索納薩力克委託的關鍵。
在调查纳萨力克地下大坟墓的工作中，全队被传送魔法陷阱转移到第六层大競技场，正面接触安兹後判斷隊伍不是對手，在其他人掩護下撤退，但被追击的夏提雅杀死，死後身體各部位被分給安茲不同部屬。聲音則被安茲賜給安特瑪代替王國騷亂篇中失去的聲音。
web版的結局(當時由網友們投票來決定她的命運)與文庫版差異頗大：在被夏提雅捕獲後未被殺死而是被收為性奴，之後因教導安茲社交舞而得到實現一個願望的機會，後來兩個妹妹偶然地被邪神信徒當作獻給安茲的祭品而到納薩力克時，以此換取三人在地下六層平靜生活的權利。
於2016年9月15日投票結果，意外以3,494張票得到第十五名。
沉重粉碎者
調查納薩力克地下大墳墓的四支工作者隊伍之一具有強大的領導力，共14人，但只有5人參與對納薩力克的調查。整體實力約和秘銀級相同。
其中一人(動畫中表明是戰士)被尼羅斯特(拷問官)捉住，其餘不明。
格林漢（Gringham，聲：間宮康弘）
職位：沉重粉碎者領隊。
身材矮壯、體態有如矮人的冒險者，穿著讓人聯想到獨角仙的全身鎧。
來自王國，因身為無繼承權的農民三男而遭兄長們趕走，之後抱著要還以顏色的想法，憑著努力與組織營運的才能成為小有名氣的工作者。
為了避免因自己出身的不足使隊伍丟臉，工作時會刻意用文謅謅的語氣講話。
在進入大墳墓後遭轉移到第二層的黑棺之間，與盜賊一同遭到恐怖公的屬下──蟑螂群啃噬吞沒。
天武
调查纳萨力克地下大坟墓的四支工作者队伍之一，隊伍組成以艾爾亞為中心，其餘皆為女森林精靈奴隸。
艾尔亚·乌兹尔斯（Erya Uzruth，聲：木村良平）
職位：天武領隊。
英俊的青年，單論劍技有山銅級以上水平，被視為足與葛傑夫匹敵的劍術天才。
個性自我且目中無人，被赫克朗視為「就像是小孩子忽然得到強大的力量並長大了一樣」的麻煩人物。
據說出身斯連教國，嚴重歧視人類以外的其他種族，即使在人前也毫無顧忌地虐待買來的森林精靈奴隸，並且十分厭惡半精靈的伊米娜。
在侵入納薩力克時遭遇鍛煉中的倉助與蜥蜴人，被倉助斬斷雙手後打碎頭部死亡(web版中被布萊恩斬斷刀跟手臂後活捉，下場不明)。死後遭到攜帶的女森林精靈奴隸鞭屍。
擁有武技〈縮地·改〉、〈能力提升〉、〈能力超提升〉和〈空斬〉。
森林精靈（Forest Elf，聲：高垣彩陽（神官）加藤英美里（游擊兵））
職位：天武成員（第7卷）；照顧亞烏菈和馬雷的女僕（第10卷）。
分別擁有游擊兵、神官和森林祭司技能的三名女性森林精靈，是艾爾亞買來輔助自己的奴隸，頭髮被剪短，露出被剪斷的耳朵(奴隸的象徵)。
被艾爾亞當作可消耗與拋棄的棋子，只被允許穿戴最低限度的裝備與單薄的衣物，終日活在主人暴力虐待的恐懼之中，並被艾爾亞當作發洩獸慾的玩具。
艾爾亞死後被倉助認為沒有敵意，並因自己進入納薩力克時並非出於自願而保住一命，後來輾轉成為照顧亞烏菈和馬雷的女僕。
Web版中基於亞烏菈治好了她們的精靈耳，所以對亞烏菈有著異常的照顧慾；想讓老是穿男裝的亞烏菈偶爾也換上泡泡茶壺遺留下來的可愛女裝。
文庫版治好耳朵的是馬雷。
獵龍者
小說中沒有提過隊名，動畫官方情報為隊伍『竜狩り』。
调查纳萨力克地下大坟墓的四支工作者队伍之一，曾立下成功獵龍的功蹟。整體實力約和秘銀級相同。
在探索大墳墓時選擇了較安全的地表探索任務，但仍遭遇戰鬥女僕並被用來測試納薩力克的資深護衛，最後以全滅收場。
帕爾帕多拉·奧格力翁（Parpatra Ogrion，聲：長）
職位：獵龍者領隊。
有著「綠葉」稱號的工作者。稱號的由來是所穿著的綠龍鱗甲。
有著前冒險者的經歷，以超過80歲的高齡持續活躍於第一線。雖然體能已遠不如擁有山銅級實力的全盛期，但同業的人多數對其保有著敬意。
廣為流傳的實用武技〈龍牙突〉的發明者，並曾以該武技挑戰過飛飛，但簡單就被閃掉後乾脆認輸(動畫省掉了)。對四謀士的說法是自己的實力比他還弱。
屬於準備萬全才會踏出下一步的人物，看似大方地在探索大墳墓時主動讓出了深入地下的權力，但真正的用意是把其他隊伍當作一探虛實的棋子。
基本上在以前也常用這樣方式來冒險，雖然有時也會少些戰利品，但也因可活到現在。
web版中是號稱「鐵壁」身著板甲背負巨盾的青年，在其他隊伍入侵時，負責偽裝成冒險者與木屋交涉，得知入侵已曝露，在訊息被遮斷的情況下，選擇趕往靈廟口頭告知，而迎來與文庫版相同的結局。
擁有武技〈龍牙突〉和〈疾風加速〉。

### 鬥技場
戈·金（Ngo Ginn，聲：間宮康弘）
種族等級：食人妖Lv?、戰鬥食人妖Lv?。
職業等級：冠軍Lv?等。
別稱：「第八屆武王」。
職位：武王。
住處：帝都黃金地段。
生日：劍星二星。（食人妖曆法跟人類曆法有差異）
興趣：戰鬥訓練。
在帝都鬥技場與安茲對戰，常年君臨鬥技場的第八屆武王（鬥技場中最強者世代繼承的稱號），種族為戰鬥食人妖，並且極罕見地習得數種武技。
食人妖中擁有知性與戰士自尊的異類，10年前在帝國進行武者修行時也不會攻擊手無寸鐵或無戰意之人，後來為尋求強敵應奧斯科之邀來到鬥技場；與其他同族不同，在人類國家生活多年後已經不會小看名字長的人。
在賽前即本能地感覺到安茲的強大而尊稱安茲為「陛下」，並坦率地以挑戰者的心態奮戰；在敗北死亡後受到對之存有好感的安茲復活並成為其部下。
擁有武技〈外皮強化〉、〈外皮超強化〉、〈剛擊〉、〈神技一閃〉和〈流水加速〉。
歷屆武王
為帝國鬪技場最強戰士的封號，目前已到第八屆。
有關歷代稱號，第一屆的外號「武王」；第二屆的外號「二代武王」；第三屆的外號「劍魔」；第四屆的外號「弱王」、「泥劍」、「最強」；第五屆的外號「四雷鞭」；第六屆的外號「白亞蛾眉」；第七屆的外號「腐狼」(本名:庫列弗‧帕蘭泰寧)，至於第八屆有可能被稱作「巨王」（?）
奧斯科（Osco，聲：上田燿司）
帝國商人兼鬥技場承辦人，從小喜歡强者之間的對決（相對地，對魔法興趣缺缺），但由於自身没有才能，所以轉而訓練出最強的戰士來代替自己，並藉由培育出所向無敵的戈·金實現其夢想。
經由艾恩札克的仲介與安茲見面，並以「魔導王不得使用魔法」的條件秘密安排了安兹與武王的戰鬥，在會晤後對安茲作出「擁有領袖魅力」、「起碼有著相當於鮮血皇帝的智謀」的評論。
對健壯的軀體有著性癖式的迷戀，會不分男女地對符合條件的對象露出熱情的目光，目前最符合其理想的對象是蒼薔薇的格格蘭，並表示獵頭兔太單薄，而戈·金則太厚實。
喜好收集武器防具，並尤其愛好矮人盧恩符文武器，安茲就是因為他接待室里的裝飾得知盧恩符文武器的存在，從而成為他出使矮人王國的契機。
獵頭兔（Headhunter，聲：堀江瞬）
本名不祥，出身於比都市國家聯盟更東方的國家。種族是兔人族，長相可愛穿著女僕服，頭頂有耳朵，但其實是男的。
據稱女裝是為了讓對手大意，並為了避免對方踢胯下而穿上的，而不是因為興趣，但由於平時就喜歡擺出可愛的姿勢，因此真正原因令人懷疑。雖然不如武王，卻是有著山銅級實力的戰士兼暗殺者。是奧斯科雇佣的保鑣中金額最高的。
由於經驗豐富擅長看穿對手的實力，因此安茲是第二位讓他做出「超殺」評價的人物(第一位是戈·金)，對帝國四騎士的評價也只有「很殺」；對安茲的評價是「超殺」和「想盡全力逃跑」。
聖王國使節團拜訪魔導國時被寧亞目擊。
次要(沒戲份)角色等級排行榜中介於桀洛與路仙貝格之間(高於帝國四騎士平均)。

### 其他
菲爾特家現任家主、夫人（現任家主-聲：関幸司、夫人-聲：加隈亞衣）
是愛雪的父母，也是被鮮血帝剝奪了貴族爵位的家族，因菲爾特家現任家主、夫人一直進行沒用的消費，使菲爾特家已負債了至少三百枚金幣。(三枚金幣約一家三口一個月的生活)
而菲爾特家現任家主一直希望鮮血帝能突然死去，這樣立刻就能以貴族身分復活，並說菲爾特家是傳稱百年一直支撐的帝國的貴族家。而且通過這樣展示力量，目的是要讓鮮血帝知道菲爾特家沒有屈服。
詹姆斯（Jmaes）
是菲爾特家的老管家，他一直試圖還清菲爾特家的債務並阻止菲爾特家進一步增加債務。然而，說來容易做來難，因為菲爾特家現任家主也是愛雪的父親仍然拒絕承認他不再是一個貴族，他仍然相信需要保持高貴。儘管年老的管家提醒家裡的財務狀況，但菲爾特家還是累積了至少三百枚金幣的債務。
庫蒂麗卡（Kuuderika，聲：木野日菜）、烏蕾麗卡（Ureirika，聲：天野心愛）
愛雪幼小的雙胞胎妹妹，非常喜歡溫柔的姊姊，在愛雪前往納薩力克時天真的期待著姊姊的歸來。
作者雜談表示在愛雪死後的數個月被父母賣去當奴隸還債，不久便死亡。
Web版中於姊姊失蹤後流落邪神信徒之手，並因被當作獻祭給邪神的祭品而意外被安茲帶回納薩利克，幸運地在此與愛雪重逢後在納薩利克第六層一同生活。

## 城邦聯盟

### 比柏
卡薇麗亞（Kaweiliya）
比柏的市長。帝國皇帝吉克尼夫喜歡的女人。

## 洛布爾聖王國

### 王族
卡兒可·貝薩雷斯（Calca Bessarez，聲：早見沙織）
職業等級：祭司Lv?、高級女祭司Lv?、聖女王Lv?等。
別稱：「清廉的聖王女」。
職位：聖王國聖王。
住處：賀班斯的王城。
生日：中火月26日
興趣：做各種美容。（以興趣而言略嫌殺氣騰騰）
其實她繼承順位很低不足當聖王，卻在15歲時成功使出第四位階魔法，而成為信仰系魔法吟唱者，在上代聖王與神殿勢力的支持下登上王位。
性格善解人意，在作者的隨筆裡被稱為異世界裡少數真正心地善良的角色，但相對地也缺乏壓制反對者所需的魄力，僅能以八面玲瓏的態度處理國事。
在亞達巴沃袭击事件中被擒住当成了武器（兼人質）挥舞，下半身也被毀，並被亞達巴沃當著蕾梅迪奧斯的面猛摔到地面致死，死狀面目全非、屍塊支離破碎、死無全屍。
又由於大神官葵拉特同樣遇害，令卡兒可永遠無法復活；殘缺的遺體（下半身）直到數月後才在亞達巴沃與魔導王決鬥時得到回收，蕾梅迪奧斯一邊撿拾其殘破屍塊、一邊痛哭。
卡斯邦登·貝薩雷斯（Caspond Bessarez，聲：内田夕夜）
職業等級：祭司Lv?、賢者Lv?、高級貴族(一般)Lv?
別稱：「溫厚的王兄」。
職位：聖王國王族。
住處：賀班斯的王城。
生日：下火月27日
興趣：讀書。（似乎特別喜歡歷史類）
卡兒可的兄長，在聖王繼承之爭中主動退讓並盡心輔佐妹妹，在國內擁有不遜於聖王女的聲望。
在魔皇入侵之初即遭殺害，並被掉包以偽裝的二重幻影；在聖騎士團解放山羊人據守的都市時以俘虜之姿現身，並順理成章地成為聖王國北方解放勢力的領導者。
以受俘時遭受的恐怖遭遇為藉口表現出性情大變、重視權謀的模樣，而後一再以著眼於戰爭後南北方權力鬥爭的觀點下達看似言之成理，但同時造成戰況激化及有利於魔導王名聲的戰略；另一方面也在戰爭中逐步地架空蕾梅迪奧絲、巧妙地拉攏聖王女舊部與南方的勤王貴族，創造出支持自己的派系與便於將來創造紛爭的權力關係。
在擊敗亞達巴沃後，依功績即位成為新任聖王，並接受了迪米烏哥斯暗中在國內種下紛爭種子，以便魔導國日後征服的命令。

### 貴族

#### 聖王國北境
巴格恩男爵
聖王國北境的貴族之一。在與聖騎士接觸前，以自己的性命做賭注保護卡斯邦登，協助他逃難，最後成功與解放軍會合並倖存，卻不知身旁的卡斯邦登是由二重幻影偽裝成的。

#### 聖王國南境
保迪普侯爵
聖王國南境的貴族之一。在解放軍收復卡林夏之後帶領軍隊突破亞人類聯軍的防線，前來支援解放軍的貴族之一。
起初不認為亞達巴沃有多強悍，直到親眼見到亞達巴沃隻身蹂躪解放軍的實力。
最後成了擁立卡斯邦登成為新任聖王的貴族之一。
柯恩伯爵
聖王國南境的貴族之一。在解放軍收復卡林夏之後帶領軍隊突破亞人類聯軍的防線，前來支援解放軍的貴族之一。
起初不認為亞達巴沃有多強悍，直到親眼見到亞達巴沃隻身蹂躪解放軍的實力，並為了生存而提出極為可笑的建議。
最後成了擁立卡斯邦登成為新任聖王的貴族之一。
多明格斯伯爵、格拉內羅伯爵、蘭達魯澤伯爵、桑茲子爵
在解放軍收復卡林夏之後帶領軍隊突破亞人類聯軍的防線，前來支援解放軍的南方貴族成員。
起初不認為亞達巴沃有多強悍，直到親眼見到亞達巴沃隻身蹂躪解放軍的實力。
最後成了擁立卡斯邦登成為新任聖王的貴族之一。

### 聖騎士
蕾梅迪奧絲·卡斯托迪奧（Remedios Custodio，聲：生天目仁美）
職業等級：聖騎士/天才Lv?、神聖騎士Lv?、邪惡殺手Lv?等。
別稱：「聖王國最強聖騎士」。
職位：聖王國解放軍團長。
住處：賀班斯黃金地段。（老家）
生日：中火月24日
興趣：做各種鍛練。（部下的也包括在內）
聖王國的聖騎士團團長，葵拉特大兩歲的親姊姊，領受色「白」的聖王國九色之一。作為亞達巴沃襲擊王都時少數的生還者，率部下前往王國與魔導國尋求援助。
擁有英雄級的實力，被譽為聖王國最強而拜領四大聖劍之一的<色法爾利希亞>，戰鬥時有著天才的反應能力與直覺。
但個性不擅思考、容易感情用事，對一般知識和常識也常表現出聽過即忘的態度，令負責輔佐的副團長十分頭疼。
正義感強烈，敬愛聖王女且真誠的希望守護聖王國的國民與和平，有著堪稱典範的騎士精神；但另一方面眼界又頗為偏狹，有過希望魔导王能和亞達巴沃兩敗俱傷、為了令祖國得救令鄰國化為地獄也無所謂的發言，並因過度理想的正義觀而在面對山羊人的人質戰術時做出相當不智的舉措。
隨著安茲在反攻中展現超強實力得到聖王國人民的敬愛，蕾梅迪奧絲對魔導王的態度也急遽轉趨敵視，開始以各種情緒性與負面的觀點否定魔導王的行為，並在圍城戰後斷言認定安茲和亞達巴沃是一夥的(儘管只是一時的氣話，卻很剛好的說出了事實)。在得知聖王女與妹妹身亡後變得更加神經質，而被王兄以養精蓄銳的名義支開退出了王國高層。
在第十四卷中由拉娜與賽納克的談話中得知已經確認死亡。
擁有武技〈要塞〉和〈剛擊〉，以及絕招〈極·聖擊〉（能重創「邪惡」屬性的敵目標，但對「邪惡」以外的敵人無效）。
次要(沒戲份)角色等級排行榜中介於霸王旗下的指揮官級(各團一人)與豪王巴塞之間，偏負面的個性描述則參考了作者自身在職場上的經歷。
伊桑德羅·桑切斯（Isandro Sanchez）
聖王國的聖騎士團副團長之一，受領色「桃」的聖王國九色之一。對於團長的缺乏常識的行為感到辛苦。
在亞達巴沃襲擊王都並用隕石轟炸都市後下落不明，但疑似與其他士兵們受到爆炸的衝擊而死。
古斯塔沃·蒙塔涅斯（Gustav Montagnés）
職業等級：聖騎士Lv?、神聖騎士Lv?、領袖（一般）Lv?
別稱：「已對胃痛習以為常」。
職位：聖王國解放軍副團長。
住處：賀班斯黃金地段。
生日：下風月27日
興趣：寵愛小動物。
聖王國的聖騎士團副團長之一，與伊桑德羅一起對團長造成的麻煩收拾殘局。
陪同蕾梅迪奧絲前往王國與魔導國，時常代替意氣用事的團長向安茲、卡斯邦登及寧亞傳達意見與負責緩頰。
曾在攻打第一座俘虜收容所前，假借不放心讓寧亞傳達計畫的名義，請教安茲對於計畫的建議，但由於對聖騎士來說是無法公開的醜聞，因而內容只有安茲、寧亞與自己知曉。
在成功解放聖王國後，預定升任為聖騎士團團長。

### 神殿勢力
葵拉特·卡斯托迪奥（Kelart Custodio，聲：戶松遙）
職業等級：神官Lv?、高級祭司Lv?、教宗Lv?
別稱：「面如菩薩心如夜叉」。
職位：聖王國最高階神官兼神官團團長。
住處：賀班斯黃金地段。（老家）
生日：上火月11日
興趣：觀察人類。（好壞兩面都是）
蕾梅迪奧絲小兩歲的親妹妹，與姐姐並稱聖王女的雙翼。聖王國最高位神官。神官團團長，時常擔任為魯莽的姊姊踩剎車的角色。
長相與姐姐相似，但因眼角、嘴角的差異給人腹黑的感覺。表面上是第四位階魔法使用者，實際上可使用「死者復活(Raise Dead)」在內的第五位階。
與亞達巴沃一戰中與聖王女一同遭到攻擊，確認死亡。其頭部後來被頭冠惡魔用作裝飾，在頭冠惡魔被寧亞、希絲和藍蛆王子聯合消滅後得到回收。
次要(沒戲份)角色等級排行榜中介於豪王巴塞與第七代武王之間。

職位：聖王國解放軍神官團團長。
在解放軍中負責整合倖存神官，本身是能使用第三位階信仰系魔法的祭司。
對於魔導王以取得女僕惡魔為目的而前來支援聖王國的行動，表現出不符身份的認同。

### 魔導王救援部隊
寧亞·巴拉哈（Neia Baraja，聲：青山吉能）
職業等級：從者Lv?、弓兵Lv?（12卷）；聖騎士Lv2、神聖弓手Lv3、福音傳道者Lv2、創立者Lv4（13卷）。
別稱：「罪犯之瞳」（12卷）；「兇眼狂信者」（13卷）
職位：聖王國解放軍隨從（12、13卷）
住處：賀班斯黃金地段。（老家）
生日：上風月1日
興趣：打掃自己房間等能獨自按部就班完成的事情（12卷）；與人談論魔導王的偉大之處（13卷）。
帕維爾的親女兒，聖王國的見習聖騎士。眼神像犯罪者的少女，遺傳了父親在游擊兵、獵人、弓術等方面的才華，卻因崇拜母親立志成為缺乏相應才能的聖騎士。
不擅長交際與人建立好關係，再加上從父親遺傳到的兇惡眼神，因此沒什麼朋友。由於擅長偵察與探索而被選為求援代表團的一員，但在途中卻一再遭到蕾梅迪奧絲團長的刁難。雖感到不滿但也無法反抗只能在心中抱怨。
於晉見魔導王時，因安茲承諾的援助費時太久而踰越身份地發言，雖遭到蕾梅迪奧絲的指責卻也帶來魔導王親征的契機，並因此被指派為安茲的隨從，而後在与魔导王相处的过程中被其个人魅力所折服，成为了安兹的拥護者。
在攻城戰當中不幸戰死，但之後被安茲以第九位階復活道具復活並體悟到「安茲即是正義」的道理，而取得聖騎士的職業。另外在與希絲結伴行動的過程中，以對安茲的尊敬為橋梁建立了相當好的友情。
目前帶領著在戰爭中被安茲所拯救的難民們，如同傳教士般宣揚著安茲的偉大，其後更以「無面者」的教組稱號在聖王國北部形成類似宗教信仰的勢力；在第十四卷中其勢力實權甚至超越了神殿勢力(原本蓋用聖王國國璽的文件皆加蓋神殿印信，但神殿印信已被寧亞的個人印信取代)。被迪米烏哥斯視為日後推動聖王國併入魔導國的重要推手。
貝爾川·莫洛
職位：魔導王救援部隊秘書。
約45歲，頭髮有些稀疏，但體格健壯的男子。由於家族世世代代都擔任豪門的管家，因此擔任魔導王救援部隊的秘書。

### 亞人類聯軍

#### 山羊人
巴塞（Buser）
種族等級：山羊人Lv?
職業等級：山羊人王（種族）Lv?、武器專家Lv?、技術專家Lv?
別稱：「破壞之豪王」。
職位：亞人類種族之王。
住處：亞伯利恩丘陵。
生日：黃金角10支
興趣：收集破壞的武器。
臣服亞達巴沃的亞人類聯軍種中統領山羊人的王者，亞人聯軍中頂級強者「十傑」的一員，擅長破壞武器的武技。過去曾與聖王國九色的成員交手過。是個擁有四名妻子，七個小孩的大家庭。
在聖王國解放軍收復都市之戰中與魔導王對峙，曾與手持魔法創造的武器的魔導王戰的不分軒輊，後在目睹武技無效及感受到魔導王顯露的絕對性力量後恐懼乞降，但終因錯過了投降的時機與蒐集兒童頭骨的時尚不見容於安茲而被殺。
所穿著的魔法鎧甲在死後被安茲贈與寧亞。
擁有武技〈盾突擊〉、〈集中戰氣〉和〈剛腕豪擊〉。
背景設定中稱其在臣服亞達巴沃前，以狩獵時身先士卒的勇猛與總能讓參加狩獵者全員平安返家的叡智廣受同族尊敬，並在作者所做的本作統治者排名中擁有中上的評價。
次要(沒戲份)角色等級排行榜中介於蕾梅迪奧絲與葵拉特之間。

#### 藍蛆
畢畢傑（Beebeezee）
種族等級：藍蛆Lv?
職業等級：藍蛆王（種族）Lv?、五行師Lv?、陰師Lv?
別稱：「燦爛的紫水晶（Amethyst）身體」。
職位：藍蛆王子。
住處：亞伯利恩丘陵北部，成千沉洞之一。
生日：冬之98
興趣：聽故事。
臣服亞達巴沃的亞人類聯軍種族代表之一。藍蛆的王子，能使用第四位階精神系魔法中的陰五行魔法。
由於自己與父親被當成人質，使得族人們被迫服從於亞達巴沃，但從受族人委託的寧亞口中得知父親被惡魔殺死時，決心帶領族人反抗亞達巴沃。在與寧亞和希絲三人合力打倒頭冠惡魔後，約定協助寧亞等人搜尋安茲。之後族人們與同樣被亞達巴沃折磨的亞人們組成援軍，在安茲的帶領下支援聖王國對抗亞達巴沃。
由於藍蛆擁有會受到針對特定種族魔法影響的特性，所以也會受到只對亞人類有效的魔法影響，因此常常會被誤認為是亞人類種族，但實際上是屬於異形類種族。
國母
職位：蟠德斯族女王。
亞人類種族————「蟠德斯族」的女王，也是藍蛆王子的初戀。會使用第四位階精神系魔法中的陽五行魔法。
其頭顱被亞達巴沃旗下的頭冠惡魔拿去利用，後來由於寧亞、希絲和藍蛆王子打倒惡魔後，其頭顱被藍蛆吃掉(吃掉死者為藍蛆特有的弔祭方式)。
貝貝北（Beibeibei）
種族等級：藍蛆Lv?
職位：藍蛆使者。
藍蛆的使者。因王族被亞達巴沃當作人質而被迫臣服亞達巴沃，當得知部族王被惡魔殺害後，秘密與解放軍會面，以背叛亞達巴沃和給出亞伯利恩丘陵的地形知識作為報酬，請求解放軍協助救出藍蛆王子。
布貝北（Bubeibei）
種族等級：藍蛆Lv?
藍蛆的勇者。在第十二卷登場，僅因參加會議時稍微遲到，就被亞達巴沃(迪米烏哥斯)扯下肩膀肉。

#### 蛇王
絡嗑什（Luokeshen）
種族等級：蛇王Lv?
職位：亞人類聯軍總指揮官。
臣服亞達巴沃的亞人類聯軍「十傑」之一，被任命為亞人類聯軍攻擊聖王國解放軍的總指揮官。外號「七色鱗」，長著散發彩虹般光芒、據說硬度堪比龍鱗且具魔法抗性的鱗片，被視為亞伯利恩丘陵最堅不可摧的存在。
由於被任命為指揮官的緣故，並未加入攻城戰當中，但作者雜談提及到，最後在安茲召唤噬魂魔掃蕩亞人類聯軍時，被捲入即死氣息而死。

#### 獸身四腳獸
威桀·拉加恩德拉（Weijie Lajiaendela）
種族等級：獸身四腳獸Lv?
獸身四腳獸部族長，參加攻城前軍議的亞人「十傑」之一。世代傳承的武號「魔爪」的年輕繼承人，急切地希望能以一員勇士而非亞達巴沃旗下的部將之名傳世，因此一直尋找著能彰顯自己武名的對手。
在攻城戰中對上蕾梅迪奧絲，意圖將打倒她作為自己的事蹟，卻被前來救援的安茲瞬殺。
雖然粗野好戰，但卻非邪惡的人物，因此毫髮無傷地接下蕾梅迪奧絲對惡屬性有絕大威力的絕技，令對方大驚失色。
擁有武技〈要塞〉（身體硬化）、〈鋼爪〉（強化攻擊）和〈決鬥宣言〉（對敵目標強制嘲諷，迫使敵目標只能朝威桀攻擊，並落入圈套）。
木瓦·普拉克夏（Muwa Pulakexia）
種族等級：獸身四腳獸Lv?
參加攻城前軍議的亞人「十傑」之一。外號「黑鋼」，又被稱為「疾馳黑暗的鬼影」，職業是遊擊兵。
在擅長用蠻力作戰的自族中罕見地擅長潛行與暗殺，且因意志堅定與絕不失手的本事而聞名。
作者雜談提及到，最後在安茲召唤噬魂魔掃蕩亞人類聯軍時，被捲入即死氣息而死。
弗極·桑迪克納拉（Fuji Sangdikenala）
種族等級：獸身四腳獸Lv?
前任「魔爪」，威桀的父親。已過世。

#### 魔現人
拿蘇麗妮·琲爾特·丘勒（Nasulini Beierte Qiulei）
種族等級：魔現人Lv?
魔現人女王，參加攻城前軍議的亞人「十傑」之一。外號「冰炎雷」，由於聞名已久而被威桀戲稱為「老太婆」，儘管自己也有明確自覺，但依然很介意。
曾打算和威桀換手，自己對付蕾梅迪奧絲，藉此取得聖劍並將劍獻給亞達巴沃，以此請求亞達巴沃的召幸，並認為生下絕對支配者的孩子是種榮耀。
見到哈里夏和威桀先後死在安茲的魔法下時，因自身擁有的魔法道具使自己躲過一劫並做出反擊，卻在自己的得意的魔法無效時，被安茲第二次放出的魔法殺害。

#### 食石猿
哈里夏·安卡拉（Halixia Ankala）
種族等級：食石猿Lv?
食石猿之王，參加攻城前軍議的亞人「十傑」之一。外號「白老」，屬於食石猿的變異種，職業是修行僧。
講話時常夾帶宛如嘲笑般詭異的笑聲，結果在和「魔爪」、「冰炎雷」一同與安茲對陣時惹來對方的不快而被第一個擊殺。
加姜（Jiajiang）
種族等級：食石猿Lv?
食石猿的猛者。在攻城戰中殺死了西門寧亞守備區的聖騎士指揮官，但在高聲誇耀戰功時隨即被寧亞射殺。

#### 半人獸
赫克特威士·阿·拉格拉（Heketeweishi A Lagela）
種族等級：半人獸Lv?
半人獸將軍，參加攻城前軍議的亞人「十傑」之一。以更勝於自身強者級實力的傑出軍才著稱，有著率軍以一敵十仍能獲勝的威名，在軍議中表現出亞人少見的沉默嚴謹。
在「魔爪」進帳參加軍議時主動低頭致意，但由於自族全體服從獸身四腳獸的緣故，無法確認其真實想法。
作者雜談提及到，最後在安茲召唤噬魂魔掃蕩亞人類聯軍時，被捲入即死氣息而死。

### 受囚的亞人類

#### 半獸人
荻埃耳·康·知（Diaier Kang Zhi，聲：伊原正明）
受囚的半獸人之一，半獸人部落————「康知部落」的成員，被亞達巴沃囚禁時，因安茲和聖騎士攻陷囚禁他們的城池而獲得釋放。
被囚禁的半獸人之中，代表與安茲交談，起初因安茲是不死者的緣故而不肯信任安茲，卻被安茲以誠意和拿出的利益打動，儘管已經失去反抗亞達巴沃的鬥志，卻因安茲的關係，而帶領剩餘族人臣服安茲，並在最後與藍蛆一同組織義勇軍支援聖王國解放軍。
噸巴斯（Dunbasi）
受囚的半獸人之一，半獸人部落————「康知部落」的成員，被亞達巴沃囚禁時，因安茲和聖騎士攻陷囚禁他們的城池而獲得釋放。
起初不願信任身為不死者的安茲，聽見荻埃耳打算投靠安茲時提出反對，卻因自己明白僅靠自己族人無法對抗亞達巴沃而被荻埃耳說服，不再反對。

### 其他
帕維爾·巴拉哈（Pavel Baraja）
寧亞的父親，聖王國士兵長，領受色「黑」的聖王國九色之一。
被稱為百發百中的神射手，有著「守夜人」的稱號。因訓練而有著優異的夜視能力，並將射箭和無聲步行的訣竅傳授給女兒寧亞。
愛家的笨蛋父親，無法理解聖騎士妻子的狂熱信念，認為女兒不適合走同樣的路，但尊重其選擇。
在亞人聯合軍侵略時，被亞達巴沃(迪米烏哥斯)放出的隕石擊殺，死前出現妻女的人生走馬燈。
奥蘭多·坎帕诺（Orlando Campano）
聖王國班長，聖王國九色之一。有著討厭聽從他人命令與只會尊重強者的性格，經常與上司或貴族之間發生暴力衝突。也因此被多次降級，但也受到相同類型的部下所尊敬。在聽聞王國戰士長葛傑夫戰死後預定要到魔導國進行武者修行。
在亞人聯合軍侵略時，被亞達巴沃（迪米烏哥斯）的統治咒語所控制，強迫以自己的劍刺穿自己的喉嚨而死去，其遺體則被迪米烏哥斯拿去做實驗，下場不明。
恩里克·比素爾（Enrique Bellse）
聖王國海軍陸戰隊副隊長，領受色「藍」的聖王國九色之一。奧蘭多少數打不贏的對手之一。
瀾·鏃·安·林（Ran Tsu An Rin）
人魚。領受色「綠」的聖王國九色之一。奧蘭多少數打不贏的對手之一。

## 矮人王國
貢多·費爾比德（Gondo Firebeard，聲：鹿糠光明）
矮人，因為是人類種族所以沒有種族等級。
職業等級：武器匠Lv4、鎧甲匠Lv3、道具匠Lv3、盧恩匠Lv1。
別稱：「盧恩開發家」
種族(0)+職業(11)綜合等級是11級。
職位：兼職人員（11卷開始時）
住處：矮人都市費傲・侏拉。
屬性：中立《正義值=正45》
矮人中碩果僅存不肯放棄盧恩技術的的工匠，出身父祖輩均為盧恩大師的家族，但本身卻苦無盧恩工匠的才能，在能力與支援都十分匱乏的情況下艱苦地摸索著復興盧恩工藝之道。矮人中罕見不好酒的異類。
在廢棄都市中採集礦石時偶遇尋找矮人的魔導王，並在交流後受到邀請開發盧恩文字，十分感激對復興盧恩符文提供資源與支持的安茲而決定離開矮人王國，不但幫忙招募盧恩工匠後改投入安茲的麾下，並跟隨他前往收復矮人王國的首都。
海吉馬爾（Hajimar，聲：廣瀨裕也）
白霜龍王奧拉薩德克的子嗣之一，個性有些怯懦，因為整日蝸居閱讀矮人遺留的典籍而累積了不少龍族輕視的知識，但也因此缺乏運動而體態肥胖。在比一般霜龍弱的同時也較同類慎重冷靜。有近視。
由於受父王的逼迫前往為掘土獸人助陣之故與安茲接觸，拜擁有高階不死者的知識之賜及早意識到安茲的危險而主動歸順，以結果論因此拯救除了父親和長男以外族人的性命，目前是亞烏拉的直屬部下。
作者雜談中提及在搬到魔導國後成功減肥，體態變得與正常霜龍相同。

### 矮人評議會
總司令（聲：松田健一郎）
矮人王國業已衰弱的軍隊的負責人，評議會中最早見到安茲的人，在評議會中算是年輕的成員。
於掘土獸人大舉進攻的緊要關頭會晤安茲，並在無計可施之下向魔導國提出借兵的要求；稍後在評議會上也曾向魔導國提出購買不死者士兵的提議。
在關於讓出盧恩工匠的討論中，他對軍事狀勢的嚴峻報告成為了評議會決定接受的原因之一。
因親眼見識魔導國壓倒性的實力與拔刀相助之舉，而對安茲使用「陛下」的敬稱，結果惹來鍛治長的不滿。
鍛冶工房長（聲：喜屋武和輝）
鍛冶工房的領導，矮人王國手藝最精湛的鍛造工匠，在評議會與安茲的會晤中始終表現出不友善的態度。
對於為渡過危機而讓出盧恩工匠一事反對到底，認為是將同胞賣給不死者當奴隸，且因此與總司令大吵一架。
稍後也不甚情願地接下安茲打造鎧甲的委託，但卻因完全無法處理安茲提供的材料鑄塊而受到衝擊，最後帶著鑄塊從王國出奔，下落不明。
事務總長（聲：鳴海崇志）
評議會的一員，與鍛冶工房長是老朋友。
在前去鍛冶工房觀看鎧甲打造的成果時得知鑄塊無法加熱熔化的異常現象。

### 掘土獸人的部落
貝·里尤洛（Pe Riyuro，聲：松風雅也）
種族等級：掘土獸人Lv10、掘土獸人王Lv10。
職業等級：皇帝（一般）Lv2、修行僧Lv6、武僧Lv4等。
別稱：「種族史上最偉大君王」
種族(20)+職業(18)綜合等級是38級。
職位：安傑利西亞山脈掘土獸人統合氏族王
住處：矮人舊王都前工商會議所
屬性：中立《正義值=正40》
從掘土獸人裡崛起、統合八個部落的王者，率族人暫時臣服霜龍之下聚積實力，意圖征服矮人王國乃至地底世界。
原本有機會成就成吉思汗般的偉業(作者語)，卻不幸遭遇安茲一行的介入，並僅僅因交涉時輕微的失誤使族人遭到屠殺，最後鬥志全失地向安茲降伏。
由於有被納薩力克害慘的經驗，與有著相同遭遇的吉克尼夫成為了共同分享苦惱的好友。聽聞安茲駕崩的消息後，與吉克尼夫一同表現出完全不信的反應。
猶雉（Pomelo，聲：峰晃弘）
里尤洛的下屬中也是最高評價的紅色掘土兽人，擁有能成為本身氏族下任族長的優秀才幹，號稱擁有匹敵山銅硬度的毛皮。
擔任攻略矮人王國先遣菁英隊的指揮官，但在攻陷矮人的要塞後遭遇安茲派出的軍勢，在千鈞一髮之際藉由破壞吊橋打倒來襲的2匹死亡騎士而拯救了自軍，隨後為回報告矮人祕密武器(死亡騎士)的消息撤軍。
似乎是位直率無心機的人物，在里尤洛對其表現出猜疑時只對主君的智謀感到尊敬。

## 亞格蘭德評議國
白金龍王──查因度路克斯·白錫昂／查爾（Tsaindorcus Vaision／Tsa，聲：山野井仁）
亞格蘭德評議國永久評議員之一。
參照龍王。
青空龍王──蘇威利雅·麥隆希爾克（Suveria Myronsilk）
亞格蘭德評議國永久評議員之一。
參照龍王。
鑽石龍王──奧姆納德森斯·伊克爾布魯斯
只存在於設定中的亞格蘭德評議國永久評議員之一。
次要(沒戲份)角色等級排行榜中介於青空龍王與黑曜石龍之間。
黑曜石龍──凱森布魯特·尤庫里莉莉絲
只存在於設定中的亞格蘭德評議國永久評議員之一，沒寫作"龍王"。
次要(沒戲份)角色等級排行榜中介於鑽石龍王與蠕龍之間。
蠕龍──紮拉吉爾加利亞·納海溫特
只存在於設定中的亞格蘭德評議國永久評議員之一，沒寫作"龍王"。
次要(沒戲份)角色等級排行榜中介於黑曜石龍與哥布林軍師之間。

## 龍王國
黑鱗龍王──德蘿狄瓏·奥里克呂斯（Dora Vitilen Olivierus）
龍王國女王。
參照龍王。

### 冒險者

#### 水晶之淚
龍王國唯一的精鋼級冒險者小隊。
塞拉布雷（Selabulei）
騎士打扮的精鋼級冒險者，外號「閃烈」，職業是「聖潔之主」。是個蘿莉控。

## 精靈國
迪肯・霍根（Decem Hougan）
職業等級：森林祭司Lv?、高等森林祭司Lv?、召喚師Lv?、元素法師(大地)Lv?等。
職位：森林精靈王。
住處：森林精靈國的王城。
生日：兔·14日
興趣：鍛鍊森林精靈們。
森林精靈王。他统治着位于伊万夏大森林(大树海)的森林精靈王国。父亲是500年前降临的“八欲王”之一，也是异色瞳的森林精靈，是一位轻战士。
安茲推測其等級約為70～80級左右，HP遠超昴宿星團的成員們，MP則與夏提雅差不多，屬於召喚系特化的森林祭司，也能使用幾種第十位階魔法，可以召唤比自己还要强的根源土元素精灵（87級），还為其取了个体名“贝希摩斯”
在只有强者才能生存的这个世界，他有一个野心，那就是用自己血脉中的孩子组成军队，席卷世界，证明森林精靈是最优秀的种族。背叛了曾经有合作关系的斯連教國，欺骗并拘禁了斯連教國的王牌“菲恩”(绝死绝命的母亲），并強暴了她。但在孩子（绝死绝命）出生之前就被漆黑圣典抢回去了。因为这件事，精灵王国和教国陷入了战争。
他是蔑视他人的自大的人物，自认为自己是仁慈的性格。因为有自己的父亲（八欲王）那样的存在，于是想证明“森林精靈能比任何生物都强，是完美的种族”，相信每个森林精靈都有成为“强者”的可能性。因此疯狂播种，希望能诞生强大的后代，不过没有一人强度能到他一半，而被他评价为无能的废物。
为了自己的梦想寻求得到强大孩子的手段，觉得和教国的战争是觉醒力量的美妙的状况感到高兴。认为是母体太弱，而把女性森精灵也派上战场，希望能以此筛选出强大的母体，对孩子也是将他们派上战场，希望能激发他们的潜能变得强大。
不关心国家和人民，只会以自己的价值标准来对待他人。因为不能理解“脆弱的垃圾”的心情，所以单方面地给予自己理解上的“慈悲”。例如，因为没有产生杀人的不快，所以没有杀人；给生了败类的女人再生的机会；给手下的妻女生下自己孩子的荣誉等，安茲則因此將其評價為腦袋有病的變態。
在第十六卷中，遇到了安兹一行人（安兹、亚乌拉、马雷），误以为精灵双子是自己的孙辈（安兹在旁完全不可知化中），希望带他们去进行“深入交流”，因而引起了安兹的愤怒，被突然现身的安兹一拳打飞，就此发生了激烈的战斗。最终不敌安茲，選擇逃跑，不过在逃跑過程遇到了绝死绝命，在失去了大半魔力與根源土元素且身負重傷的狀態下，被絕死絕命踩扁胸膛致死。
鲁基
森林精靈，父亲為精灵王迪肯·霍根、母亲為森林精靈优基，是被精灵王派遣到前线战斗的无数子女之一，与教国的入侵者作战，满脸阴沉的表情，将4万入侵军钉死在她所在的阵地上，击杀了近千名教国士兵。直到火灭圣典来袭，被100多发【魔法箭（Magic Arrow）】命中而戰死，死前的表情仿佛是得到了解脱的安心。
优基
森林精靈，是魯基的母親，从精灵王那得知女兒戰死後，又被要求（褒奖）和他再生一个。于是不堪压力，在绝望中从高塔上跳下自尽。

## 龍王
白金龍王──查因度路克斯·白錫昂／查爾（Tsaindorcus Vaision／Tsa，聲：山野井仁）
種族等級：幼年Lv10、少年Lv10、青年Lv10、老年Lv10、長老Lv5、古老Lv5。
職業等級：始源術師Lv?、世界連結者Lv?、龍族超越者Lv?、靈魂崇拜者Lv?等
別稱：「白金龍王」
職位：不只一種，無法擇一說明
住處：不只一處，無法擇一說明
生日：星降之夜
興趣：觀察世界
亞格蘭德評議國的其中一名評議員，龍帝之子，是現存最強的龍王之一。擁有將斯連教國化為一片焦土的實力，是教國不想與評議國正面衝突的主因。
和以往十三英雄的同伴一同旅行時，為了隱藏龍族的真正身份而通過在遠方操縱鎧甲行動。
正因如此，在揭明正身的時候，還因為騙了同伴而備受責備。即使到現在還不時地會被以前的同伴責備。
使用異世界原有的靈魂魔法『原初魔法』，稱呼來自YGGDRASIL的人和事物為『污染世界的力量』。
對『污染世界的力量』抱有強烈的敵意，據克萊門汀所說，教國神人們的情報遭到封鎖，是因為聽說一旦走漏風聲，將會導致與殘存的真龍王展開決戰，教國也會遭到波及甚至因此毀滅。
劇場版「總集篇」後篇「漆黑的英雄」中有操控鎧甲與夏提雅交戰的畫面。
第十四卷中受阿茲思的請求前來對付入侵王國的魔導王並操縱鎧甲與假扮成安茲的潘朵拉交戰，但最後由於雅兒貝德介入戰鬥並被其單方面碾壓而被迫撤退；由於與潘朵拉戰鬥期間不斷的壓制對手並占據上風而認定魔導王不是值得警戒的對手，殊不知一切全都是對手為了欺敵而裝出的演技。
次要(沒戲份)角色等級排行榜表示其操縱的鎧甲(單體)在漆黑聖典第一席次之上，也許暗示白金龍王可以操縱複數的鎧甲。
黑鱗龍王──德蘿狄瓏·奧里克呂斯（Draudillon Oriculus）
職位：龍王國女王
龍王國的女王，「七彩龍王」與人類的後代，流着八分之一龍王的血脈，七彩龍王的曾孫女。由於戰鬥能力與一般人無異，因此也被稱為「真假龍王」。
為了能讓龍王國唯一的精鋼級冒險者隊伍，「水晶之淚（crystal tear）」中號稱「閃烈」之名的塞拉布雷德為龍王國盡心盡力地作戰，故意變成小女孩（Loli）的模樣來刺激人們的保護欲，貌似本來是個有着豐滿身材的成熟女姓。鮮血皇帝吉克尼夫口中裝嫩的老太婆，『討厭的女人排行榜』第二位（第一位是黃金公主拉娜）。目前正為獸人的侵攻而煩惱中。
可以使用原初魔法，但是只能作為最後手段來使用。因為原初魔法与普通的魔法不同，是要通过靈魂来施行的魔法。為此，必須犧牲許多的人民，把連接起来的靈魂磨碎打散後，便能行使强大的魔法。
從曾祖父的七彩龍王那里聽說過，原初魔法恐怕能引起匹敌「白金龍王」究極一擊的巨大爆炸。但是要發動起来所需要的犧牲品，如果是由龍王中最弱小的她來發動的話，簡單估計一下也需要百萬魂之數量才行。
第十四卷提及龍王國對魔導國攻打王國一事採取同意態度，但原因不明。
白霜龍王──奧拉薩德克·海力利亞爾（Olasird'arc Haylilyal，聲：乃村健次）
種族等級：幼年Lv10、少年Lv10、青年Lv10、長老Lv5、古老Lv1等。
職業等級：未取得職業。
別稱：「白龍王」。
種族(46)+職業(0)綜合等級是46級。
職位：安傑利西亞山脈的霜龍王。
住處：矮人舊王都王城。
屬性：中立《正義值=負25》
統帥著3位王妃跟16位子嗣的霜龍一族之王，大約能使用3種第三位階魔力系魔法。
為了構築起屬於自己的龍族帝國，占領了矮人舊王都後在此專心養育下一代，藉由增加龍族數量來蓄積力量。期望打倒並支配霜巨人後，繼而統治整個安傑利西亞山脈。
面對安茲時沒有察覺到安茲的力量反而覬覦安茲身上的裝備，遭到安茲使用第九階魔法瞬殺。
青空龍王──蘇威利雅·麥隆希爾克（Suveria Myronsilk）
種族等級：幼年Lv10、少年Lv10、青年Lv10、老年Lv10、長老Lv5、古老Lv?。
職位：亞格蘭德評議國評議員之一。
亞格蘭德評議國的其中一名評議員，能使用信仰系魔法，擁有森林祭司的能力
次要(沒戲份)角色等級排行榜中介於漆黑聖典第一席次與鑽石龍王之間。
七彩龍王（Brightness Dragon Lord）
種族等級：幼年Lv10、少年Lv10、青年Lv10、老年Lv10、長老Lv5、古老Lv5。
職業等級：始源術師Lv?、世界連結者Lv?等
跟人類生兒育女的龍王，黑鱗龍王的曾祖父。十三英雄的莉古李特曾提議請求協助對抗『污染世界的力量』的對象，然而白金龍王卻認為不如叫醒他(領隊)說在海上都市最下層沉睡的她(目前不明)請求協助，成功機率會比較高。
因跟人類生育兒女而被同族所畏懼，被當成是變態的龍，但大家都不明白牠的想法，所以一個人很孤單，居住於中央大陸的山頂上。此外頭腦相當好，但那是指學者那方面的好，與之戰鬥的話會很麻煩的。
在特典小説「亡國の吸血姫」中，有與鈴木悟(安茲)一戰，並以平手收場，但鈴木悟(安茲)認為下次戰鬥時可贏牠。
毀滅龍王（Catastrophe Dragon Lord）
陽光聖典暗殺王國戰士長時提及，漆黑聖典正在保護真神器<傾城傾國>應付即將復活的毀滅龍王。
第三卷時寫作災難龍王（災厄の竜王），推測真身是封印在都武大森林的魔樹。
吸血龍王（Vampiric Dragon Lord）
職業等級：始源術師Lv?、世界連結者Lv?等
不死者龍王。疑似被消滅，但由於身為不死者，所以有可能復活。
朽棺龍王──裘亞伊里穆·洛斯莫瓦（Cure Elim Los Molvor）
種族等級：幼年Lv10、少年Lv10、青年Lv10、老年Lv10、長老Lv5、古老Lv5、真祖龍Lv1。
職業等級：始源術者Lv10、龍族死靈法師Lv7、世界連結者Lv9、龍族超越者Lv10、瀆魂者Lv7、妖術師Lv1
別稱：「■■龍王」。
種族(51)+職業(44)綜合等級是95級。
住處：凱提尼亞斯山脈
生日：不明
興趣：強化自身
不死者龍王。本傳時間線尚未登場，疑似被消滅，但由於身為不死者，所以有可能復活。
在特典小説「亡國の吸血姫」中，為毀滅奇諾王國的元兇，目的為針對玩家而強化自身。因為害怕疼痛而將自己轉化為不死者，因而能同時使用位階魔法和始源魔法。開發出強大的原初魔法<滅魂>，擁有與二十之一的<屠聖之槍>相同的威力，能與其匹敵的原初魔法(且不論現在是否仍存於世上)僅有五種。將大量殭屍作為盔甲包裹在自己身上。
擁有能夠正面輾壓鈴木悟(安茲)的強大實力，但在與其交戰時由於欠缺經驗與知識再加上輕視對手的傲慢，使得在戰鬥期間不斷的被對手玩弄於股掌之間，作為殺手鐧的原初魔法<滅魂>也被鈴木悟(安茲)身上的世界級道具無效化，即使最後拋開自尊使用被自己視為汙穢的位階魔法也無法扭轉劣勢，最終戰敗而亡。
聖天龍王（Heavenly Dragon Lord）
種族等級：幼年Lv10、少年Lv10、青年Lv10、老年Lv10、長老Lv5、古老Lv5。
職業等級：始源術師Lv?、世界連結者Lv?等
只會在天上飛的龍。不過體型異常龐大，與其說是生物不如說是空中的島比較恰當。
暗夜龍王（Deep Darkness Dragon Lord）
種族等級：幼年Lv10、少年Lv10、青年Lv10、老年Lv10、長老Lv5、古老Lv5。
職業等級：始源術師Lv?、世界連結者Lv?等
窩在巨大地下洞窟裡不知道在做什麼的龍。
三百年前把玩家殺掉的龍。持有世界級道具的二十之一（推測是從玩家那邊搶走的戰利品）。
自創的原初魔法相當強大，攻防十分相當完美。如果與階層守護者一對一的話可說是優勢對戰，勝率相當高，但不知為何夏提雅是牠的天敵。
但作者說過"出動高康大?別說這種話嘛"，似乎沒把高康大算作階層守護者，也因此代表高康大可能能與他一戰。
魔樹龍王
Web版提到都武大森林中的龍王，推測真身是封印在都武大森林的魔樹。
據魯拉魯斯所說，似乎是它將原本統治都武大森林的黑暗精靈驅逐。

## 知拉農
卡吉特·戴爾·巴丹提爾（Khajiit Dale Badantel，聲：稻葉實）
職位：知拉農幹部成員。
知拉農的最高幹部，十二高徒的一員。
出身斯連教國的平凡農家，因為對童年時母親的驟逝一事感到自責而不停尋找讓母親復活的方法。但在鑽研信仰系魔法而明白現有魔法不足以復活母親後，為了有足夠時間研究魔法而踏上了禁忌的不死者之道。
實際年齡在四十歲左右，不過外貌蒼老、光頭無髮且軀體消瘦。有著焦黃色澤的皮膚等不死者特徵。
以五年的時間策畫利用強力魔導器<死之寶珠>招喚大量不死者毀滅耶·蘭提爾，使自己昇華為高階不死者的秘術「死之螺旋」，並招換出兩隻骨龍與娜貝展開激鬥。然而最後仍不敵展現真正實力的娜貝拉爾，與骨龍一同消滅、電成焦炭，其<死之寶珠>被安茲拿走，並賜給了倉助。
連同克萊門汀的屍體被冒險者公會安置時突然神秘地消失，原因不明（安茲認為用魔法轉移回收）。
克萊門汀（Clementine，聲：悠木碧）
職位：知拉農幹部成員。
知拉農的最高幹部，十二高徒的一員。
原教國漆黑聖典第九席－『疾風走破』，有著比擬英雄级的實力，因無法成為最強而背叛教國，並搶奪了教國巫女的秘寶－<智者頭冠>，導致闇之巫女發瘋(web版為火之巫女)後逃亡。
對自身實力充滿自信，自稱單論身手足以擊敗首席與特別席次以外所有的漆黑聖典成員，而卡吉特也承認知拉農的十二高徒中只有3人足以贏過她(卡吉特不在內)。
在可爱迷人的外表下潛藏著殘虐的性格、反覆無常地奪走了無數條人命的性格破綻者。喜歡殺害冒險者並搶奪其金屬牌作為戰利品。在與卡吉特合謀下绑架了恩弗雷亞，同時殺害漆黑之劍四人全員。在卡吉特展開儀式時在墓地時與飛飛（安茲）對峙，並一度以武技將單靠體能戰鬥的飛飛（安茲）玩弄於股掌，但在飛飛（安茲）索性放棄防禦地加以擒抱並揭露不死者的真面目後，遭以強力絞殺地慢慢折磨至死。
文庫版的中文翻譯中曾被卡吉特稱為「皇后之淚的分身」，但實為「另一個庫因提亞(クインティア,克萊門汀原本的姓氏，音近queen tear)」的誤譯。
連同卡吉特的屍體被冒險者公會安置時突然神秘地消失，原因不明（安茲認為用魔法轉移回收）。
擁有武技〈不落要塞〉、〈流水加速〉、〈疾風走破〉、〈超迴避〉、〈能力提升〉和〈能力超提升〉。
web版中並無出身、實力的描述，而是在帝國內邪教信徒恭迎安茲為邪神的儀式中做為神官的一員登場，並在目睹了安茲媲美神的力量後決意背離原教團，因此殺害了當地的教團負責人，並逃亡到洛布爾王國。
於2016年9月15日投票結果，以5,176張票得到第十名。
在其他媒體的活躍
於動畫衍生短篇喜劇『昴宿星團～克萊門汀逃亡篇～(ぷれぷれぷれあです ～クレマンティーヌ逃亡篇～)』中以主角身分登場，原因不明地耶‧蘭提爾附近的市鎮復活，並在逃亡過程中謀劃著向飛飛報一箭之仇，但卻陰錯陽差地一再卷入昴宿星團成員引發的古怪事態裡。
在作品衍生2D動作遊戲『OVERLORD -ESCAPE FROM NAZARICK-』中作為玩家角色登場，同樣因為不明原因地自納薩力克地下大墓場的某處復活，玩家須要操作她在逃離大墓場的過程中與眾魔物及守護者交戰。
在原作平行世界的手機遊戲『MASS FOR THE DEAD』中，以在耶‧蘭提爾地區活動的聖女身分登場，出人意料地有著與原作迥然不同的溫柔慈悲性格。

## 蜥蜴人部落
薩留斯·夏夏（Zaryusu Shasha，聲：東地宏樹）
種族等級：蜥蜴人Lv1
職業等級：戰士Lv10、劍術專家Lv6、游擊兵Lv1、賢者Lv2
別稱：「蜥蜴人最强的戰士」。
種族(1)+職業(19)綜合等級是20級。
所属部落：绿爪。
屬性：中立～善[正義值=+100]
蜥蜴人的勇士，在四年前的氏族戰爭中從敵對酋長手中奪得4大寶物中的冰屬性武器<凍牙之痛>而被稱為蜥蜴人中最強的戰士。
戰後為消弭導致戰爭的糧食問題成為旅行者，在外習得魚類養殖技術後歸來。並收留了羅羅羅的作為寵物。
面對納薩力克的宣戰佈告，提出了聯合全部族抗敵的構想，擔任前往關係不佳的朱瞳和龍牙兩族的使者交涉成功，並在造访朱瞳族时，對代理族長寇兒修一見鍾情，當場告白。
在迎戰納薩力克軍第一陣的戰役末尾與敵將伊格法對決，並奇蹟式地擊敗等級遠高於己的強敵，令科塞特斯留下了深刻的印象。
而後在与科塞特斯的懸殊戰鬥中也以战士之姿奮戰到最後一刻，戰死後不久被安兹以<復活短杖>复活。歸順後在那薩力克進行鍛鍊並教導倉助習得武技。
在與納薩力克的戰爭後與寇兒修結婚，並在第11卷時有了孩子。
寇兒修·露露（Crusch Lulu，聲：雨宮天）
種族等級：變種古種蜥蜴人Lv1。
職業等級：森林祭司Lv8、靈能師Lv5、召喚師Lv2、馴龍師Lv1。
別稱：「白鳞美女」。
職位：朱瞳族代理族長。
種族(1)+職業(16)綜合等級是17級。
所属部落：朱瞳。
屬性：中立[正義值=+50]
朱瞳族代理族长，蜥蜴人中最强的祭司，薩留斯的妻子。
有着雪白色的鳞片，像是用红玉制成的火红色眼珠以及苗条的身材。由于白化病而害怕阳光，生活在没有窗户只有门和通风口的屋子里，外出时穿着覆满杂草的衣物以遮挡阳光，因而被任倍爾和夏斯留戲稱為「植物系魔物」。
第一次见面就被薩留斯求婚，共同战斗后成为其未婚妻，第七卷中已顺利完婚并怀了孩子，第十一卷中孩子已誕生且遺傳母親為白色鱗片。
任倍爾·古古（Zenberu Gugu，聲：石井康嗣）
種族等級：蜥蜴人Lv5。
職業等級：戰士Lv1、修行僧Lv10、單擊戰士Lv1、氣功專家Lv1。
別稱：「巨臂莽漢」。
職位：龍牙族族長。
種族(5)+職業(13)綜合等級是18級。
所属部落：龍牙。
屬性：中立[正義值=+50]
龙牙族族长兼旅行者，身長2米3、拥有异常巨大的右腕，貌似鱷魚的蜥蜴人，個性直率豪爽。
雖使用一把近3米的巨大鋼戟，實際上是一名用肉体战斗的武僧。
由於曾敗於<凍牙之痛>前持有者失去左手無名指和小指，為了變強而成為旅行者，途中曾經被矮人救助過並習得武僧技術和麻煩事酒席談的觀念。
在比武中被薩留斯打败，缠着薩留斯要其作龙牙族的新族长。在对阵科塞特斯的战斗中和薩留斯一同战死。
之后被复活，在第七卷中再次登场，和薩留斯一同对仓助进行战士的训练。
在第十一卷中，因曾經住過矮人都市，被安茲命令做為尋找矮人王國的嚮導。
擁有武技〈鋼鐵天然武器〉、〈金剛不壞肉體〉和〈鋼鐵皮膚〉。
夏斯留·夏夏（Shasuryu Shasha，聲：楠見尚己）
種族等級：蜥蜴人Lv?
職位：綠爪族族長。
所屬部落：綠爪。
绿爪族族长，薩留斯的親哥哥，擁有優秀的祭司兼戰士能力而聞名的族長，在統合蜥蜴人對抗納薩力克時擔任統帥。
與薩留斯感情很好，十分器重弟弟的才幹與眼界，不擅常說謊，每當說謊時尾巴都會不經意的露餡。
同樣在戰死後被復活，歸順納薩力克後成為合併五大部落的新族長。
酋庫·諸諸（Kyuku Zuzu，聲：淺科准平）
種族等級：蜥蜴人Lv?
職位：利尾族族長。
所屬部落：利尾。
利尾族族长，曾被譽為蜥蜴人中未有的智者，裝備四大寶物中以穿戴者智力換取強度的<白龍骨鎧>，在歷任裝備者中罕見地在失去大半智力後仍保有對話與意思交流的能力。
在與科塞特斯的決戰中與白龍骨鎧一起被斬斷死亡，之後被復活並於文庫第11卷擔任蜥蜴人晉見安茲的使節，似乎在復活的同時恢復了智慧，流暢且得體的發言令安茲留下了印象。
羅羅羅（Rororo）
所屬部落：綠爪。
有四顆頭的多頭水蛇，薩留斯的寵物。
是發育不良的多頭水蛇（正常有八顆頭），因而被生母嫌棄並拋棄，即將餓死時被薩留斯發現並收養。
在對伊格法的戰鬥中作為主人的盾擋下多發火球而身受重傷，所幸在戰後得到治療。
在web版外傳『守護者亞烏菈』裡於戰後成為亞烏菈新認養的魔獸（寵物），但在文庫版第六卷附贈廣播劇中，因科賽特斯以屬於蜥蜴人的財產為由而沒能收養。

## 其他勢力

### 八指
岢可道爾（Cocco Doll，聲：下山吉光）
職位：八指奴隸買賣部部長。
八指的販賣奴隸部長。語氣陰柔的男性。好男色，在與克萊姆對峙時表現出興致。
向六臂雇用沙丘隆特好對塞巴斯進行脅迫，但反而導致所經營的地下娼館被塞巴斯、克萊姆與布萊恩破獲，本人也因此被逮捕。由於八指稍後遭到納薩力克支配，成為獄中無人聞問的囚犯；但也因此成了其他幹部眼中免於恐怖支配的幸運兒。在第14卷被其他八指救出免去作為奴隸與魔導國戰爭的危機，跟隨其他八指幹部到達新村莊後，因其幹部身分被夏提亞強行帶去恐怖公的房間接受「洗禮」(無數蟑螂啃食內臟並以恢復魔法治癒後，從頭再來。但重複次數不明)。
希爾瑪·敘格那斯（Hilma Cygnaeus，聲：行成桃姬）
職位：八指毒品交易部部長。
八指的麻藥交易部長，高級娼婦出身。
在迪米烏哥斯計畫襲擊八指各據點時，被馬雷抓走。經過恐怖公的調教，成為納薩力克奴隸化後的八指管理代理人，並因此留下進食障礙的後遺症而變得十分消瘦。目前正依雅兒貝德的命令，進行扶持愚蠢貴族成立派系的工作。由於所扶持的貴族太過愚蠢白癡而經常胃痛。
第十四卷中由於菲利浦做出搶奪魔導國糧食的愚蠢行徑，而被帶到納薩力克接受審問，本因為此負起連帶責任而受到嚴懲，但由於安茲寬恕其失誤而免去責罰。之後也因此對安茲本人抱著異常強烈的忠誠心。
六臂
八指中的警衛部門，核心的六名成員號稱全員擁有精鋼級冒險者的實力。
桀洛（Zero，聲：西凜太朗）
職位：八指警備部部長兼六臂首領。
別名「鬥鬼」，個性粗暴自大的魁武巨漢。本身是修練氣功的格鬥系戰士，並擁有利用身上的獸紋刺青強化自己的「薩滿導師」能力，在肉體與技巧上均已達到異世界標準的巔峰。
為一洗六臂之一的沙丘隆特敗北之恥，藉挾持琪雅蕾要脅塞巴斯前來進行公開處決（此舉導致納薩力克大舉襲擊八指及王都），並與恰巧同時間前來討伐的布萊恩交戰，展現出無愧於其自大性格的實力。但在對塞巴斯使出自豪的奧義時卻遭到對方輕易地擋下，在愕然中遭到瞬殺。
次要(沒戲份)角色等級排行榜中介於西方魔蛇與獵頭兔之間。
沙丘隆特（Succulent，聲：伊丸岡篤）
職位：六臂成員。
別名「幻魔」，兼具幻術師技巧的輕戰士。擅長利用幻術與分身術迷惑敵人，但也被其他成員視為「僅能對比自己弱的人發揮實力」的六臂最弱者。
曾受岢可道爾雇用為保鑣，在娼館被襲擊時擊敗克萊姆但敗於布萊恩之手而被捕，給桀洛救出後用幻術偽裝成被抓的琪雅蕾以伺機暗算克萊姆等人。但在被識破後，被克萊姆和雷文侯旗下的原山銅級冒險者聯合擊殺。
Web版中，沒有被塞巴斯和克萊姆殺死，而是被塞巴斯打昏，並引渡給王國。
狄瓦諾克（Davernoch，聲：真木駿一）
種族等級：死者大魔法師Lv?
職位：六臂成員。
別名「不死之王」，是自然誕生的死者大魔法師。對魔法有著極強的好奇心，因此壓抑著不死者對生者的憎恨以接近人類並學習魔法，後來在身份多次曝光後，被桀洛發現，並以為六臂工作作為代價，換取在八指內部學習魔法的資格。
因為名號被認為冒犯到安茲，被塞巴斯第一個擊殺。
佩什利安（Peshurian，聲：山本祥太）
職位：六臂成員。
別名「空間斬」，身穿滴水不漏的全身鎧，其技巧真相是使用研磨到極細的鞭劍斬殺3米外敵手的絕技。
在小說中塞巴斯戒備他的空間斬而拖了點時間，因為創造主塔其·米也有類似招數，但其實只是美其名的稱號，威力實際沒有塞巴斯想像得強大。知道真相後的塞巴斯認為其別名污辱了創造主塔其·米之絕學，而憤怒的以蠻力擊爆頭部並因此弄髒手套。由於清楚認知到塞巴斯的強大，但在明白逃跑與進攻的下場都是死路一條的情況下，他選擇戰死。
次要(沒戲份)角色等級排行榜中介於路仙貝格與愛德絲特蓮之間。
愛德絲特蓮（Edström，聲：松井惠理子）
職位：六臂成員。
別名「血舞彎刀」，由於身負空間認識和優異的大腦腦力兩種天生能力，除本身外還能另外同時操縱五把飛舞的附魔彎刀形成刀劍之結界。六臂中唯一女性。
瞬間就被塞巴斯擊殺，甚至本身還未意識到死亡就被斷頭卻以為只是中了魔法而已，但死時刀子依然攻擊一下子，令塞巴斯感到佩服。
次要(沒戲份)角色等級排行榜中介於佩什利安與帝國四騎士平均之間。
馬姆維斯特（Malmvist，聲：手塚弘道）
職位：六臂成員。
別名「千殺」，擅長使用刺擊，其西洋劍式武器「蔷薇之棘」上除了賦予魔法外還淬有劇毒。堪稱擁有「王國最強的刺擊」。
在使出得意技時被輕鬆接下後，目擊其他同伴都被瞬殺而陷入錯亂，隨後被塞巴斯一拳擊殺。在小說有段小插曲後才被擊殺。
走私長
職位：八指走私部部長。
本名不詳。在迪米烏哥斯攻擊各八指據點後，因希爾瑪的背叛而與其他同僚一同被亞烏拉和馬雷抓走。由於惡魔騷亂時被迪米烏哥斯劫走許多財物，剩餘的財物又在之後被王國查扣，因此短暫失去力量，但隨即在王國失去耶.蘭提爾的混亂中再度暴富。由於經過和希爾瑪同等級的「洗禮」，也留下進食障礙與恐懼納薩利克成員的後遺症。
第十三卷時，正依照魔導國的命令，試圖將安茲駕崩的消息送入賽納克二王子耳中，卻也讓他發現賽納克二王子並不如自己想像中那麼愚笨。

### 都武大森林
魔樹（Zy'tl Q'ae）
廣播劇－「封印的魔樹」中的魔物，推測等級在80-85之間。
數百年前突然降臨在異世界的魔物，擁有非常龐大的身軀跟超常的體力，後來沉睡在都武大森林中。
每隔一陣子便會有一小部分的身軀甦醒活動，因此冒險者公會會長以採藥草為名，私下卻是希望飛飛能打倒為實的任務而接下。最近的一次是在飛飛接任務時的30年前被一支精鋼級搭配二支秘銀級隊伍打倒，而根據樹妖精所言在更早之前曾被不知名的7人隊伍好不容易才打倒（非冒險者公會的人）。
名字疑似是7人隊伍領隊參考克蘇魯神話中的「塞克洛托爾星（ザイクロトル，Xiclotl）」肉食性植物魔物命名。
本體後來被安茲拿來當測試守護者們訓練合作用的標靶而被強制甦醒，其後被輕鬆擊倒。
古（Guu，聲：松山鷹志）
占據都武大森林的東部地區的魔物首領，別名為「東方巨人」。
屬於擁有再生能力的食人妖的突變種（安茲稱之為戰鬥食人妖），已擁有戰士的自覺而懂得使用武器，持有一把淬毒的魔法武器大劍（後來被卡恩村的哥布林指揮官拿去用）。認定名字長的人是膽小鬼，而名字短的自己則是強者。從不用大腦。
打算趁著森林因森林賢王離開及亞烏菈建築要塞而失衡的當下擴大勢力範圍，但其圖謀由於被奴役的哥布林逃亡到卡恩村而被安茲查覺，在安茲前往要求臣服時愚蠢地單因名字而小看安茲，結果在決鬥中遭到安茲單方面的毆打，最後與部下一起死在安茲的即死技能之下。
魯拉魯斯·斯培尼亞·艾·因德倫（Ryraryus Spenia Ai Indarun，聲：宮澤正）
占據都武大森林西部地區的魔物首領，別名「西方魔蛇」，真面目為半人半蛇的魔物那迦，較之東方巨人算的上是頭腦派。
擁有隱形的特殊能力，並且能夠一定程度的感應到他人對自己的看法，曾因察覺到安茲骷髏面孔下對自己的真實想法而令安茲感到興趣。
在古的洞窟商量結盟之事時遭遇安茲，且在逃跑時被亞烏菈抓住，但因為在與安茲交涉時表現出足夠的理智與尊重而撿回一命，在東方巨人慘死後臣服安茲並奉命統領森林中的魔物，其部下則疑似因安茲的命令派去攻擊卡恩村。
在第十二卷中擔任魔導國的入國管理官，負責為首次進入耶·蘭提爾的人們講解各種注意事項；在聖王國的聖騎士們離開前給出了「與安茲敵對的是究極的愚者，立刻求饒的才是智者」的忠告。

### 十三英雄
領隊
傳說中他起初只是個弱小的凡人，伊維爾哀曾形容僅僅是才華還沒有綻放出來。
即使受傷仍持續揮劍，最後成為比任何人都強大的英雄，是能夠無限成長的強者。
因殺死了同為玩家的夥伴而受到打擊，於死前要求其他同伴不要讓自己復活。
莉古李特·別爾斯·卡勞（Rigrit Bers Caurau，聲：野澤雅子）
職業：亡靈師
十三英雄之一。
參照蒼薔薇。
白金
十三英雄之一。
參照龍王。
黑騎士
十三英雄之一。
似乎混有惡魔的血統，因而不被視為善類，故其事蹟在傳說故事中遭到一定程度的隱瞞。
持有四把劍。可以釋放黑暗能量的魔劍齊利尼拉姆（現落入蒼薔薇領隊手中）、造成的傷口無法痊癒的腐劍可洛克達巴爾、光是擦傷就能致命的死劍史菲茲，還有不知道有什麼特殊能力的邪劍修米利斯。
伊傑尼亞（Izaniya）
職業：暗殺者
十三英雄之一。
名諱後來被其弟子們組成的暗殺集團所承用，活躍於帝國東北部和都市國家群之間。
矮人的魔法工匠
web、文庫版十三英雄之一。
矮人王國最後的王族，同時也是一名優秀的盧恩工匠。
在兩百年前當時的王都-菲歐·貝爾嘉納遭到魔神襲擊而毀滅後，離開祖國加入了討伐隊伍；但也間接讓外來的技術流入國內，使得矮人特有的盧恩技術被認為是落後的老舊技術而逐漸荒廢。
風巨人的戰士長
十三英雄之一。
像旋風般揮舞著斧頭的戰士。
web版尼納等人以其武器"旋風之斧"為隊名。
精靈的王族
十三英雄之一。
暗黒邪道師
web版十三英雄之一。
魔法剣士
web版十三英雄之一。
大神官
web版十三英雄之一。
聖魔術師
web版十三英雄之一。
加入與否不明↓
牛頭人賢者
雖然與十三英雄同樣為二百年前出現，但完全沒有他與十三英雄有關的敘述，傳說擁有能以斧頭製造龍捲風、劈開大地的戰士，但真正令之聞名的卻是眾多奇妙的發言。
提出過許多奇妙的創意與道具的概念，但卻無法解說其原理與構造，而被揶揄為「光說不練的賢者」，不過其中部分魔法日常用品(家電)的創意後來得到了實用化，也因此在大陸中央的知名度高到幾乎無人不識。
也曾傳授過開刀治療疾病的觀念，不過在以魔法治療為主流的異世界卻被視為野蠻的民俗療法。
同時也留下了說服牛頭人王國將人類從食物提升為勞動奴隸、進而改善其處境的功績；而在傳說中也終生都在抗拒「某種」肉類美味的誘惑。
web版提到其留下的裝備在牛頭人王國與獸人聯邦的大戰中發揮重大作用。

## 「OVERLORD」手遊原創角色
玩家
手遊原創角色，性別未知，設定中是由由獸王湄公河、黑洛黑洛和貳世炎雷三人聯合創造出來的一般女僕候補兼外交負責人，但因沒有用的上場的地方而一直被放置在最古圖書館中，因此雖然沒有任何戰鬥能力，卻有著相當淵博的知識。
史萊母子（スライム子）
由飛鼠招喚出來的魔物，名字是自己想的，常和玩家一起出任務，頭上戴著宛如帽子般的史萊姆，外觀看似人類女性，實為名叫「贖罪黏體（リディーム・スライム）」的史萊姆種，擁有捕食獵物並儲存其資訊的能力，以及根據該資訊進行模仿的能力。由於身體只是擬態，所以看不出明顯的表情變化，本體是位於頭部的帽子，表情變化主要顯示在頭上的本體。

### 活動關卡
垂巴牙牙
矮人工匠，因聽聞牛頭人賢者提出的泳裝構想而離開矮人王國，前往臨海的小村莊居住，並為了賺取生活費而打造大量高品質武器賣給王國，之後在玩家和蒼薔薇的協助下完成泳裝，卻因此失去了鬥志，但在看到納薩利克的泳裝之後重新燃起鬥志，並加入飛鼠麾下。
九狐（燐火絢爛）
活了數百年的少女型態的狐狸化身，有狐狸耳朵和九根尾巴，穿著類似巫女的服裝。據本人所述，原本是一隻普通的狐狸，疑似是吃了在森林裡看到的一種形狀奇特的果實，當她回過神來時已經不是野獸了，而是類似人類的女孩。自從變化過後便被其他狐狸排擠，因而時常去村裡陪小孩玩，偶爾會幫助有困難的村民，因此受到人們尊敬，人們為此建立神供奉她，但隨著時間的過去，村莊年久失修，神社也早已空空如也，因此她踏上旅途，去尋找能和她永遠生活的人。